# Historia Chin

Przybliżone terytoria kontrolowane przez różne dynastie i państwa w całej historii przednowoczesnych Chin

Historia Chin – historia Chin od czasów najdawniejszych aż do dziś.

## Prehistoria

Zasięg ważniejszych kultur neolitycznych w Chinach

Człowiek po raz pierwszy pojawił się na terenie dzisiejszych Chin w formie Homo erectus, znanego z takich odkryć jak tzw. Człowiek z Yuanmou czy Człowiek pekiński. Jest jednak czymś wątpliwym by ktokolwiek z dzisiejszych Chińczyków wywodził się od osobników z tego gatunku. Stąd właściwą historię Chin można rozpocząć dopiero od neolitu, wtedy bowiem na ich terenie pojawiają się kultury, których kultura materialna i organizacja społeczna wykazują ciągłość z później istniejącymi państwami chińskimi. Należy przy tym pamiętać, iż ludzie tworzący te kultury niekoniecznie posługiwali się jakąkolwiek formą wczesnego języka chińskiego i nie musieli też ani w etnicznym, ani kulturalnym sensie uważać się za Chińczyków.
Przyjmuje się, że na terenie Chin neolit rozpoczął się ok. 8500 lat temu, jednak procesy, które doprowadziły do powstania rolnictwa i przejścia do osiadłej formy życia sięgają 20 tys. lat wstecz. Chiny są jednym z kilku miejsc na Ziemi, gdzie rolnictwo rozwinęło się niezależnie i z którego rozprzestrzeniało się na inne tereny. Jednocześnie jednak jest jedynym z miejsc tego rodzaju, w przypadku którego jak dotąd nie udało się zrekonstruować pełnej trajektorii przejścia od społeczeństw łowiecko-zbierackich do rolniczych. Wśród uczonych nie ma nawet zgody co do hipotez: jednego procesu przejścia do rolnictwa obejmującym Północ (basen Huang He i Wei) i Centralne Chiny (basen środkowej i dolnej Jangcy) (D.J. Cohen), dwoma lub trzema centrami na Północy, w basenie Jangcy i na tropikalnym Południu (L. Liu, Z. Zhao) czy wielością centrów (G. Schelach).

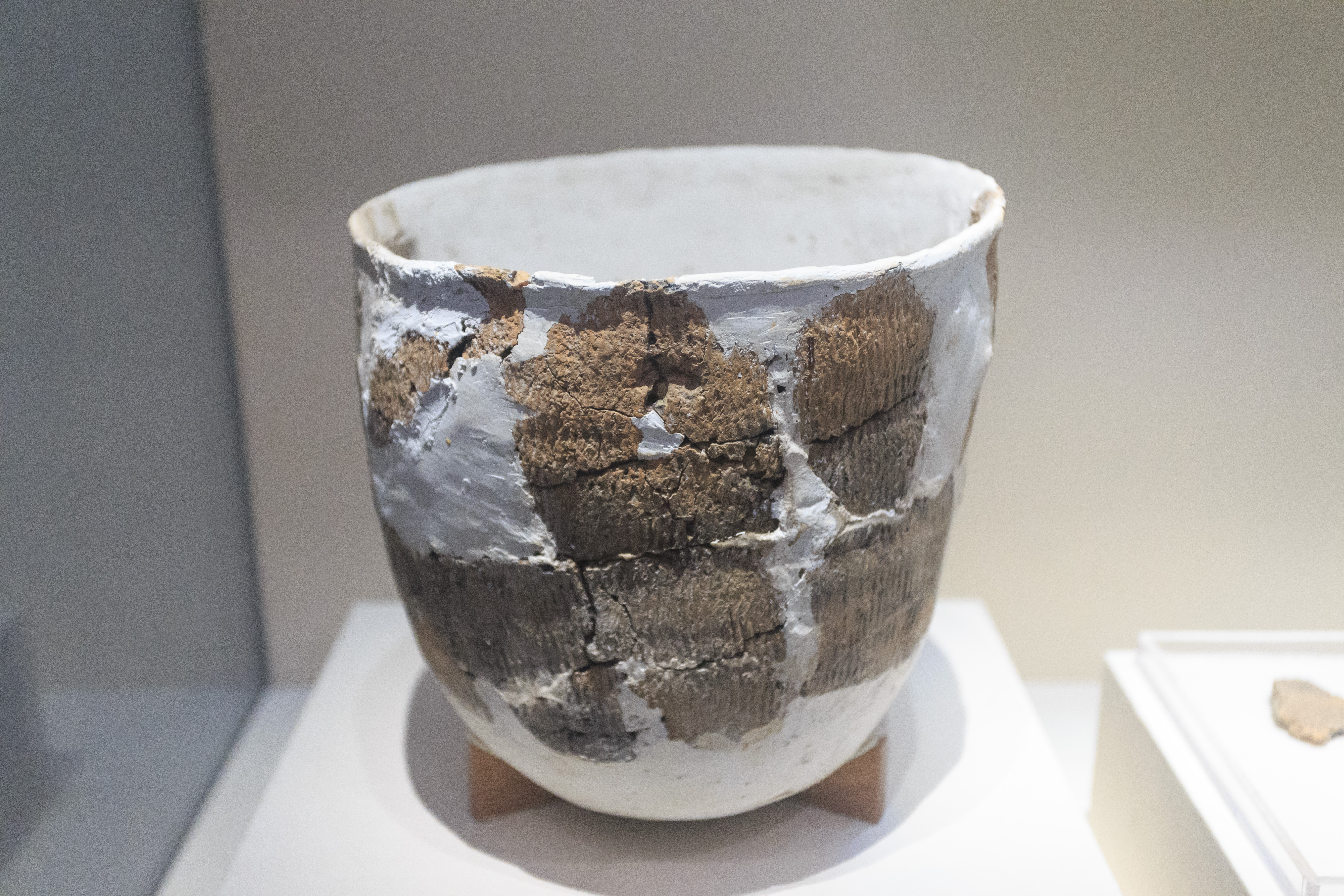
Naczynie sprzed około 9 tys. lat z jaskini Xianren w prowincji Jiangxi. Chińskie Muzeum Narodowe

Na stopniową zmianę wskazują nowe technologie i zwyczaje kulturalne mające początek w samym środku ostatniego zlodowacenia, ok. 20 tys. lat temu i nabierające rozpędu we wczesnym holocenie. Do tych technologii zaliczamy produkcję niewielkich narzędzi kamiennych (mikroostrza), żaren i ceramicznych pojemników, odnalezionych na takich stanowiskach jak Nanzhuangtou i Donghulin w rejonie Pekinu czy Longwangchan w Shaanxi. W centralnych i południowych Chinach w tym okresie nadal wytwarzano jedynie narzędzia dawnego typu, wydaje się natomiast że były one pierwszym miejscem na świecie w którym produkowano ceramikę, na co wskazują znaleziska w jaskiniach Xianren (ok. 18 tys. lat p.n.e.) i Yuchanyan (ok. 16 do 13,5 tys. lat p.n.e.).
Począwszy od połowy VII tysiąclecia p.n.e. w północnych Chinach pojawia się szereg dużych wsi, z którymi wiążą się odkrycia pierwszych udomowionych roślin (proso) i zwierząt (świnia). W centralnych Chinach proces przejścia do rolnictwa wydaje się bardziej stopniowy i nie jest całkowicie jasne kiedy udomowiono dziki ryż. Część badaczy uważa, że doszło do tego już gdzieś w VII tysiącleciu p.n.e., z którego posiadamy duże znaleziska resztek spożywanego ryżu (L. Jiang, L. Liu), podczas gdy inni datują „pełne udomowienie” ryżu na ok. 4 tys. lat p.n.e., kilka tysiącleci po tym gdy był on intensywnie zbierany, a być może nawet rozpoczęto jego uprawę (D.Q. Fuller). Posiadamy znaleziska mokrych pól ryżowych zarówno z regionu środkowej, jak i dolnej Jangcy, na takich stanowiskach jak Chengtoushan, Tianloushan i Chuodun. Stąd „wydaje się, iż nie później niż w IV tysiącleciu p.n.e. dwa odmienne systemy uprawy – sucha uprawa na Północy i mokra uprawa w centralnych i południowych Chinach – były już zdecydowanie ustanowione”.

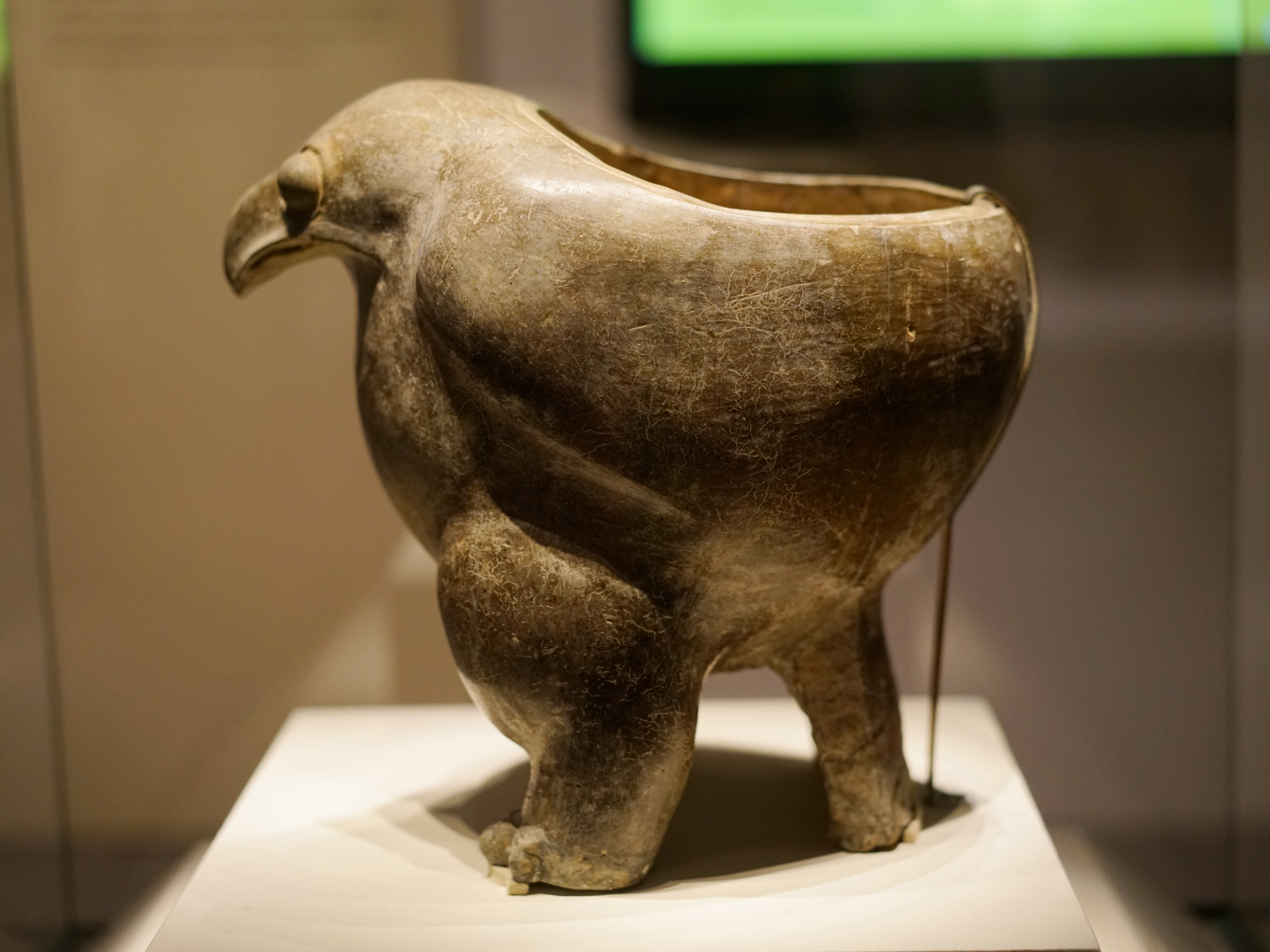
Ceramiczne naczynie typu ding w kształcie orła. Kultura Yangshao. Chińskie Muzeum Narodowe

Na Północy począwszy od VI tys. p.n.e. wsie są wyjątkowo duże i dobrze zorganizowane. W tym samym okresie w regionie dolnej Jangcy pojawiają się po raz pierwszy domy na palach (kultura Hemudu). W środkowym neolicie rozwija się podział pracy, specjalizacja rzemiosła, wymiana pomiędzy rodzinami i społeczna hierarchia. Ich świadectwem są przedmioty wymagające szczególnych umiejętności lub ogromnego nakładu pracy, takie jak wysokiej jakości malowana ceramika (z której znana jest przede wszystkim kultura Yangshao) czy rzeźby z żadu. Szczególnie słynne są wykonane z żadu rytualne tuby (Cong) pochodzące z Liangzhu w regionie dolnej Jangcy. W środkowych Chinach odnaleziono także najwcześniejsze przedmioty wykonane z użyciem laki. Skomplikowane pochówki świadczą o powstaniu wyspecjalizowanej klasy szamanów. Z kolei rosnące zróżnicowanie tychże pochówków pokazuje coraz większy dystans pomiędzy bogatymi i biednymi. Następuje ogromny wzrost populacji – dla przykładu badania regionu Rizhao w prowincji Szantung pokazały wzrost począwszy od 27 miejsc o łącznej powierzchni 47,3 ha w IV tys. p.n.e. do 463 miejsc o łącznej powierzchni 2005,4 ha w III tys. p.n.e. Jednocześnie wśród osad pojawiła się wyraźna hierarchia – zaczęły one tworzyć sieć skoncentrowaną wokół Liangchengzhen (272.5 ha) na północy i Yaowangcheng (367.5 ha) na południu. Inne ogromne ośrodki wiązanej z Szantungiem kultury Longshan to Taosi (280 ha) i największe Shimao (400 ha). Wiele z ówczesnych miejscowości było otoczonych murami.
W centralnych Chinach obserwujemy podobny trend wzrostu osadnictwa w IV i III tys. p.n.e. Shijiahe, największa osada regionu środkowej Jangcy, otoczona była fosą i murem mającym 50 m szerokości u podstawy, 4 do 5 m na szczycie i wysokim na 6 metrów, okalającym ok. 100 ha terenu. Szacuje się, że do jego budowy użyto 700 tys. m³ ziemi. W Syczuanie neolit datujemy dopiero na III tys. p.n.e., jednak wówczas i tam pojawiają się otoczone murem ośrodki, z największym Baodun (60 ha) na równinie Chengdu. Z tego okresu posiadamy także coraz więcej świadectw międzyspołecznościowej przemocy w postaci okaleczonych ludzkich szkieletów, jak również pozostałości ofiar z ludzi. Wymownie świadczy to o istnieniu elity zdolnej do zmuszania do zabijania innych ludzi i mającej dosłownie władzę nad życiem i śmiercią jeńców wojennych albo członków najniższych klas społecznych. Wielu naukowców, w szczególności chińskich, poszukuje łączników pomiędzy ówczesnymi neolitycznymi społecznościami a późniejszymi Chinami, czasami nawet identyfikując poszczególne stanowiska archeologiczne z mitycznymi postaciami z kręgu Trzech Dostojnych i Pięciu Cesarzy. W rzeczywistości jednak społeczności neolityczne z terenu dzisiejszych Chin posiadają bardzo niewiele jakichś powszechnie uznawanych za typowo chińskie, znanych z późniejszej historii cech. Za przykłady takich znanych z czasów historycznych chińskich kulturowych artefaktów mogą uchodzić wspomniane powyżej rytualne tuby Cong, chiński smok (long), który jako ważny symbol miał wyewoluować w neolicie, czy naczynia typu Ding i Dou, znane głównie z ich późniejszych wersji wykonanych w brązie.

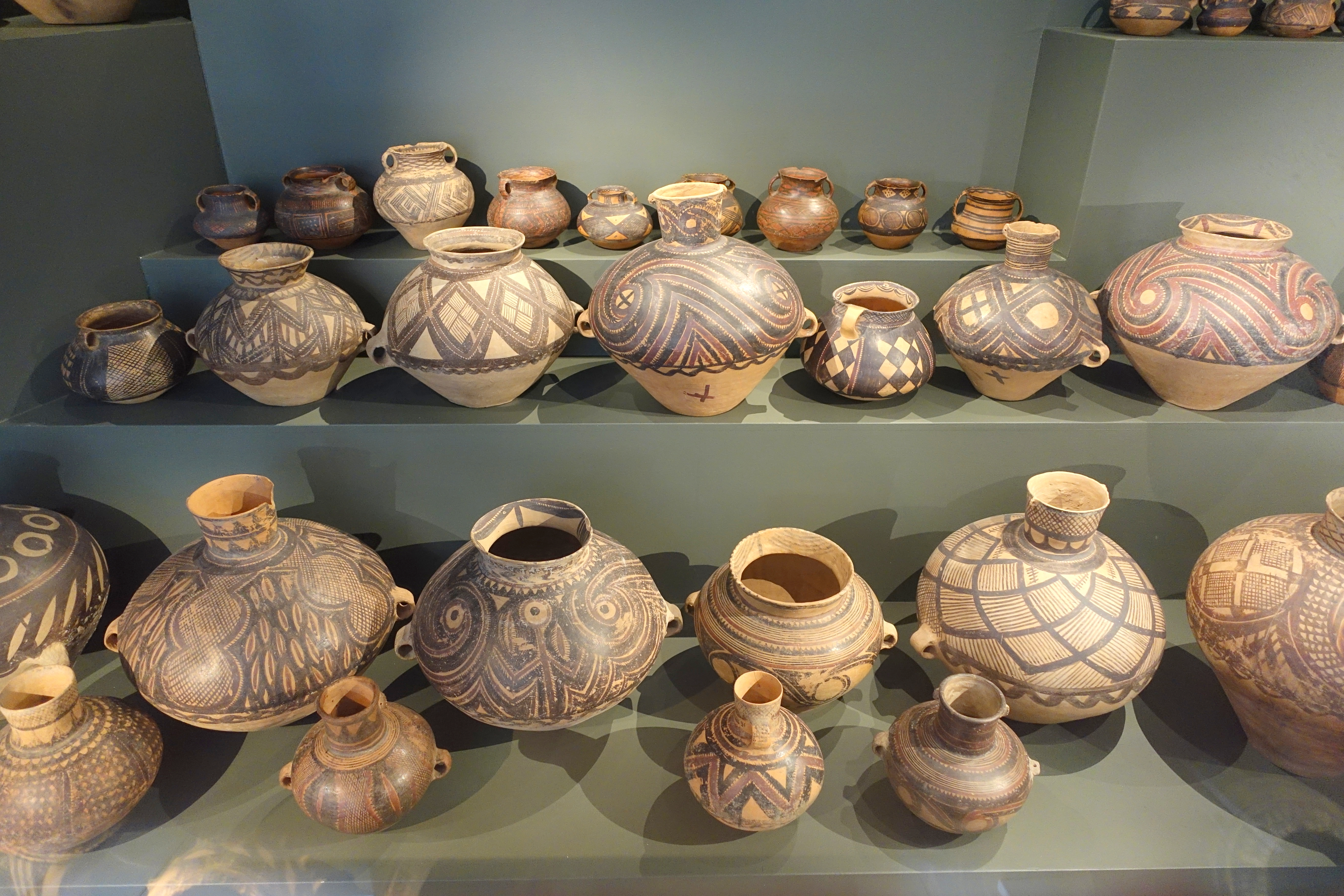
Dzbany z czasów kultury Yangshao w Östasiatiska Museet w Sztokholmie
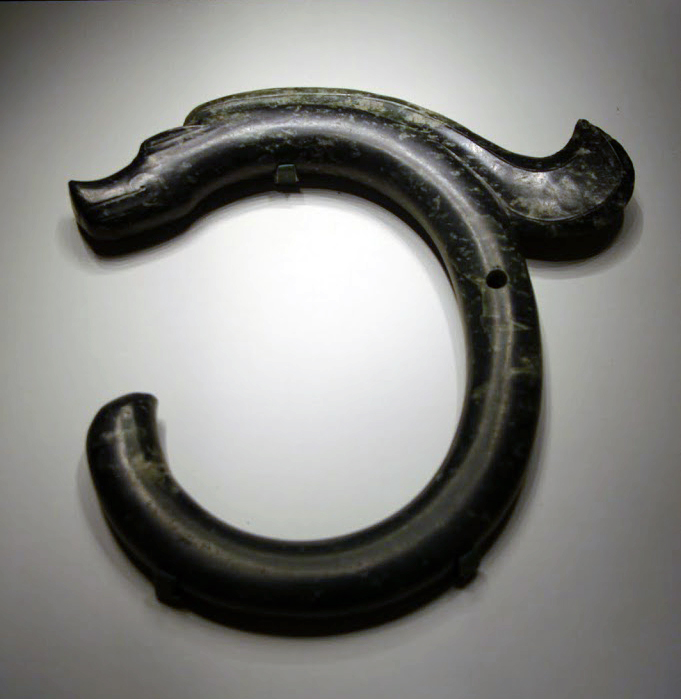
Ozdoba w kształcie smoka z żadu. Kultura Hongshan. Chińskie Muzeum Narodowe
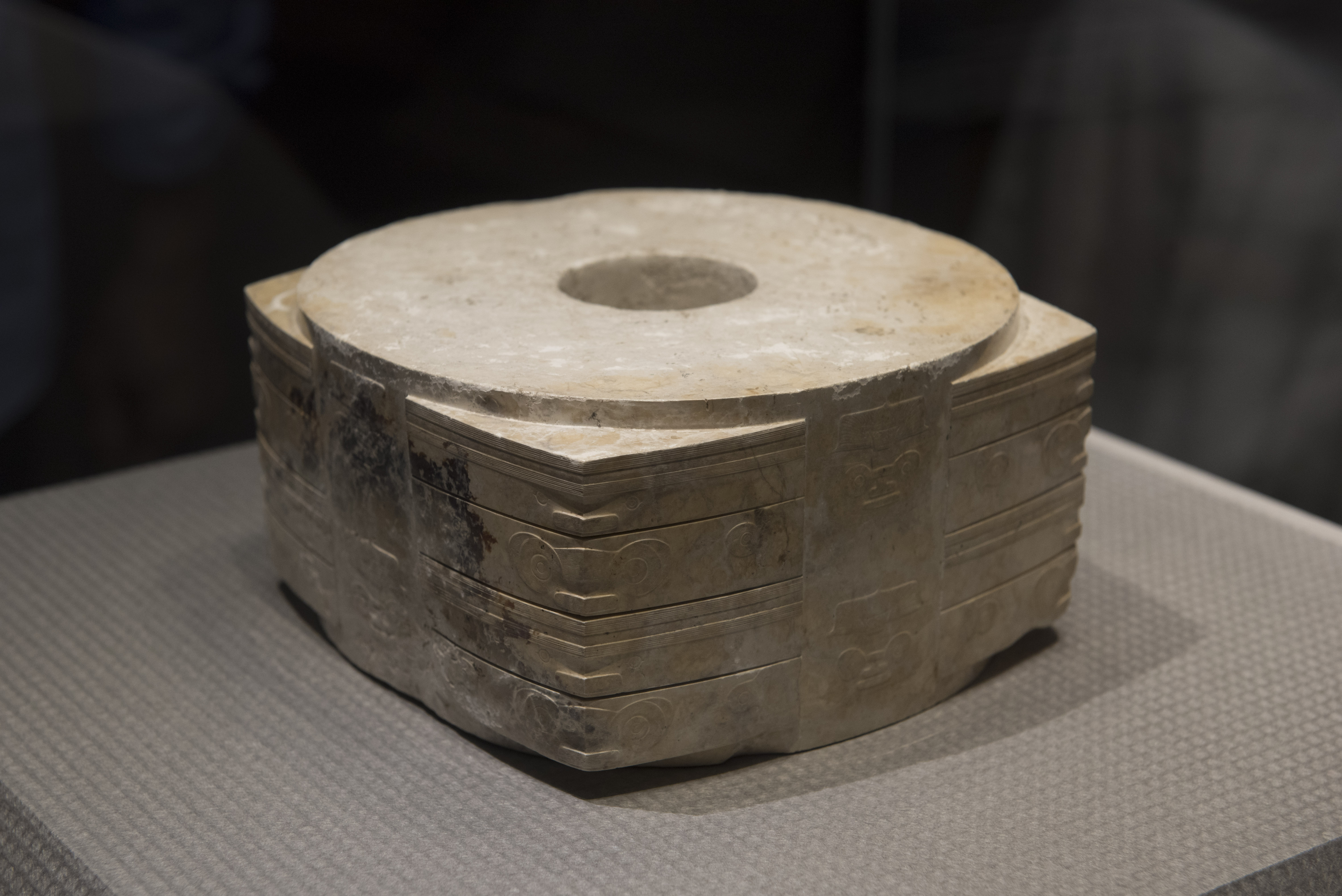
Królewski cong z żadu. Kultura Liangzhu. Muzeum Prowincji Zhejiang
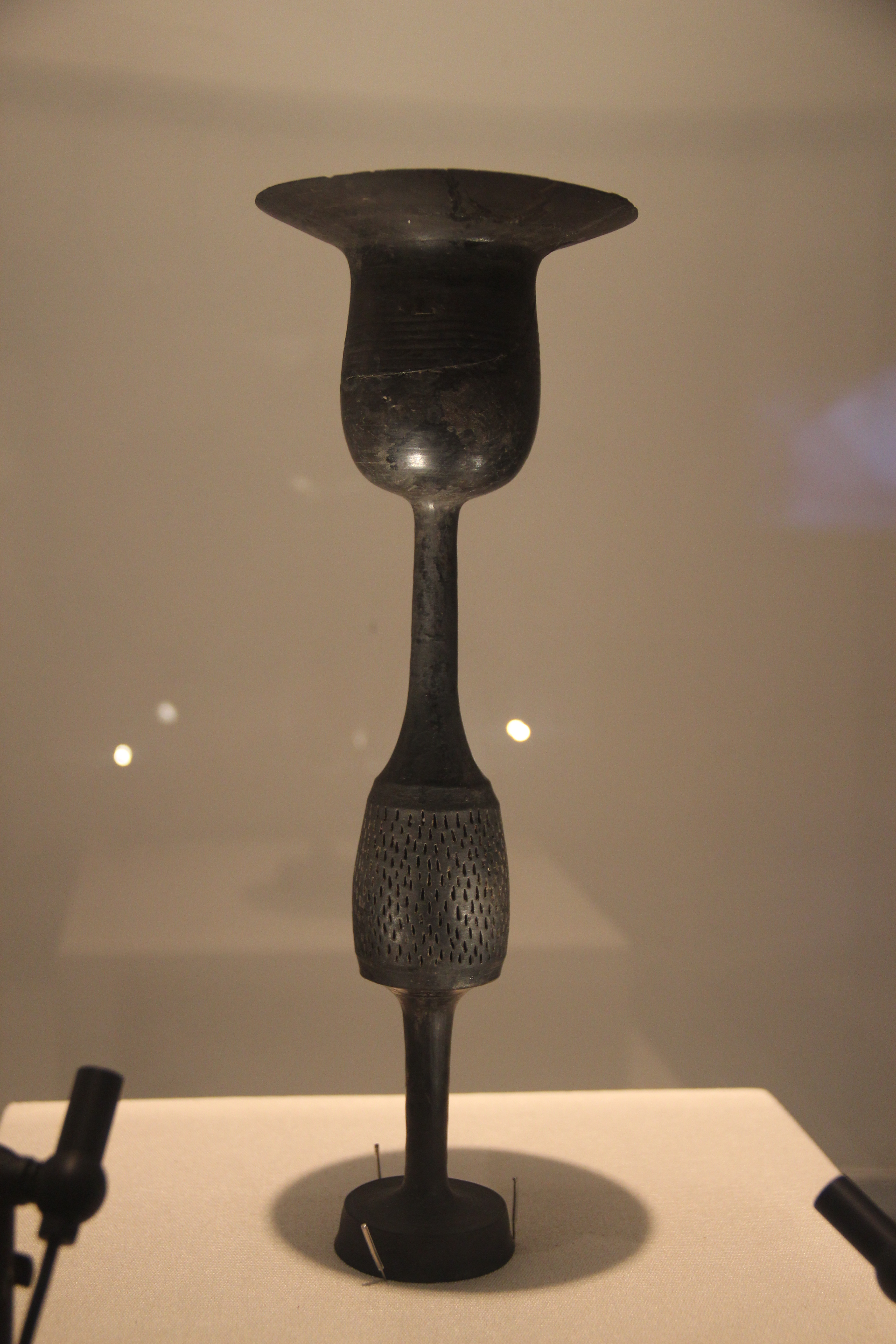
Kielich w stylu czarnej ceramiki kultury Longshan. Muzeum Szantungu

## Dynastia Shang i wczesna epoka brązu

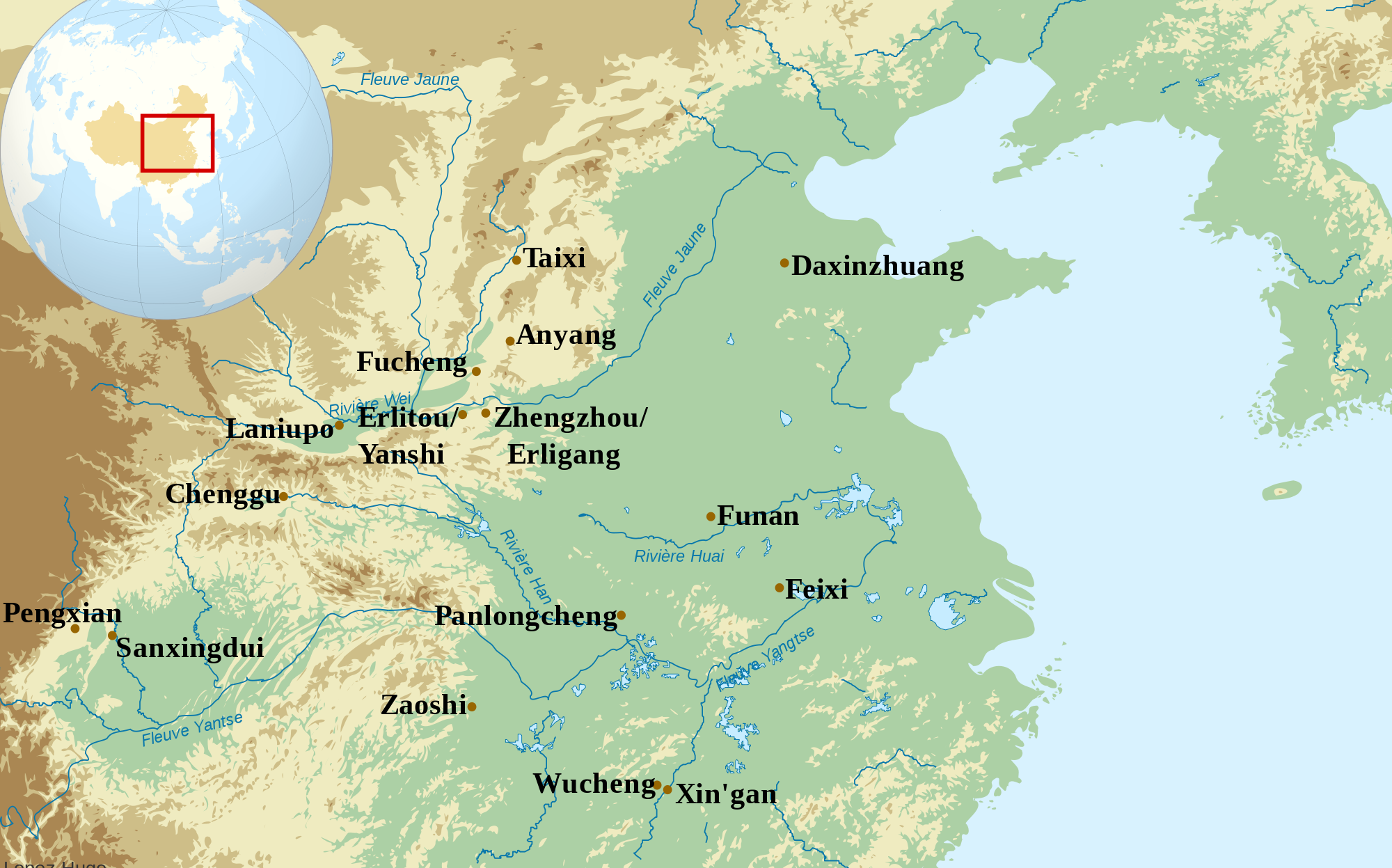
Ważniejsze stanowiska archeologiczne Chin wczesnej epoki brązu

Chińska tradycja historyczna dotycząca najwcześniejszego okresu dziejów kraju ukształtowała się za panowania Wschodniej dynastii Zhou (770 – 256 p.n.e.) i została ostatecznie zredagowana w epoce Han (206 p.n.e. – 220 n.e.) Zgodnie z tą tradycją Chiny od początku swych dziejów stanowiły jedność i były rządzone przez autokratycznych jedynowładców, najpierw w postaci wspomnianych już Trzech Dostojnych i Pięciu Cesarzy (trad. 2850 – 2205 p.n.e.), następnie zaś panujących dzięki swojej cnocie królów-mędrców z dynastii Xia (trad. 2205 – 1766 p.n.e.) i dynastii Shang (trad. 1766 – 1122 p.n.e.). Nie ulega wątpliwości, że ta tradycja ma swoje źródło w ukształtowanym w drugiej połowie epoki Zhou ideale jedności Chin i ideologii imperialnej z epoki Han, a także konfucjańskiej koncepcji władcy jako mędrca rządzącego dzięki Mandatowi Niebios.

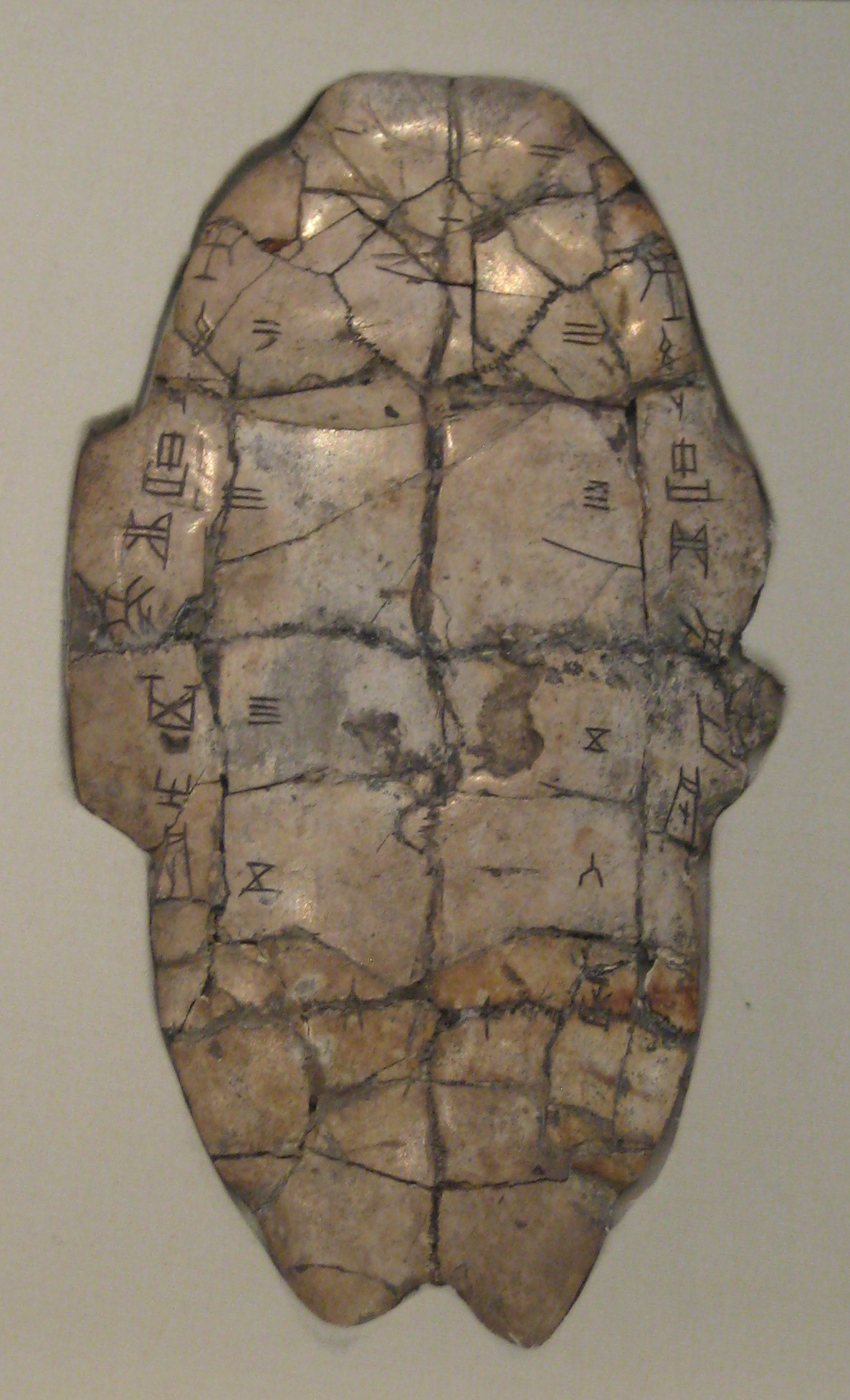
Kość wróżebna ze skorupy żółwia z prośbą o wyrocznię. Dynastia Shang. Chińskie Muzeum Narodowe

Pod koniec XIX wieku nawet chińscy intelektualiści nie traktowali tych najwcześniejszych opowieści z dziejów Chin poważnie, lecz ich nastawienie zmieniło się nagle i w sposób dramatyczny, kiedy w 1898 lub 1899 roku na rynku antykwarycznym pojawiły się kości z napisami będącymi najwcześniejszą znaną formą chińskiego pisma. Źródłem tych znalezisk okazało się miejsce nazwane później przez archeologów Yinxu, znajdujące się w pobliżu Anyang w Henanie. Analiza napisów na kościach z Yinxu pozwoliła na stwierdzenie, że służyły one wróżbom dokonywanym na polecenie ostatnich dziewięciu królów (Wang) z dynastii Shang, którzy w ramach kultu przodków składali masowe ofiary z ludzi na cześć swoich poprzedników. Napisy na kościach potwierdziły także imiona dwudziestu poprzedników władców Yinxu, zaś powstała w ten sposób lista dwudziestu dziewięciu królów była niemal całkowicie zgodna z listą królów dynastii Shang podawaną przez wielkiego historyka z epoki Han, Sima Qiana (zm. ok. 86 p.n.e.).
Wykopaliska w Yinxu odsłoniły wysoko rozwiniętą cywilizację epoki brązu, z monumentalnym budownictwem, królewską religią, własnym systemem pisma, armią wyposażoną w rydwany i wspaniałym rzemiosłem, którego najbardziej znanym przykładem są brązowe naczynia rytualne. Yinxu było ostatnią ze stolic królów Shang, którzy panowali w tym miejscu od ok. 1200 p.n.e. Po drugiej stronie rzeki Huan odnaleziono kolejne miasto, nazwane przez odkrywców Huanbei, które bez wątpienia było poprzednią stolicą dynastii. Z kolei na terenie stolicy Henanu, Zhengzhou, na wzgórzu zwanym Erligang, wykopaliska odsłoniły dwie warstwy osadnicze dużego miasta z epoki brązu należące do odpowiednio XV i XIV w. p.n.e. Innym ośrodkiem z tej epoki było położone ok. 20 km od Erligang i prawdopodobnie nieco późniejsze Xiaoshuangqiao. Zarówno w Erligang, jak i Xiaoshuangqiao odnaleziono pojedyncze przykłady pisma. Ze względu na bliskość kulturową i geograficzną tych osad Erligang, Xiaoshuangqiao, Huanbei i Yinxu są dzisiaj często traktowane jako kolejne stolice dynastii Shang, jednak brak świadectw epigraficznych nie pozwala na konkluzywne ustalenie politycznej przynależności dwóch pierwszych z tych miejsc.

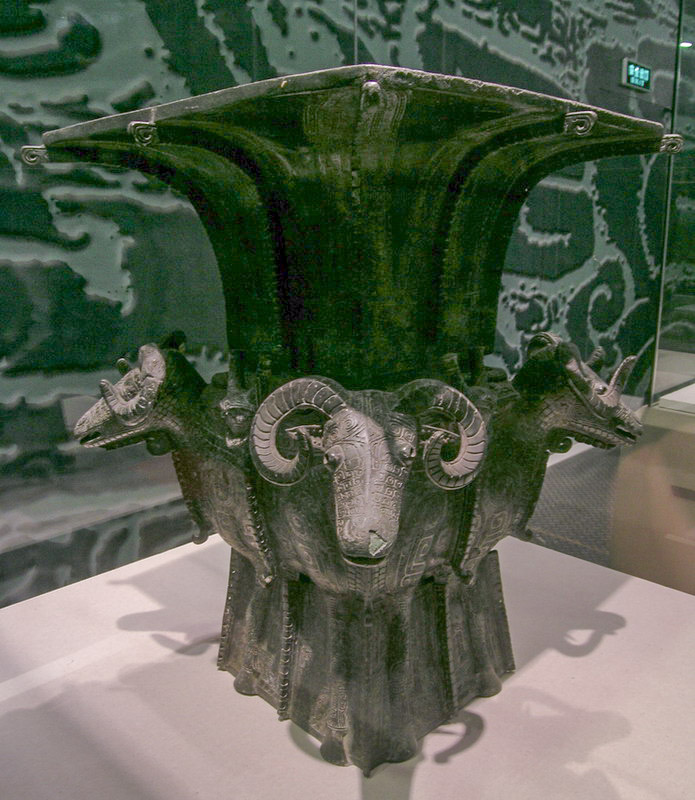
Siyang fang zun - naczynie rytualne typu zun o kwadratowej (fang) formie, odlane w czasach późnej dynastii Shang. Chińskie Muzeum Narodowe

Wykopaliska w Panlongcheng w pobliżu dzisiejszego Wuhan odsłoniły niewielkie miasto, w którym kultura materialna elity, na czele z 38 wyposażonymi w wyroby z brązu i żadu grobowcami, była nieodróźnialna od kultury najwyższej warstwy społecznej oddalonego o 450 km Erligang. Ceramika miała jednak charakter lokalny, co wyraźnie sugeruje, że mieliśmy do czynienia z podbojem lokalnych społeczności przez najeźdźców pochodzących z Erligang. Obecnie znamy więcej niż 60 miejsc z artefaktami charakterystycznymi dla kultury Erligang, rozsianymi od doliny rzeki Wei na zachodzie do Szantungu, Hebei, Pekinu na wschodzie, Anhui na południowym wschodzie oraz Panloncheng i innych miejsc w Hubei. To co znamy dzisiaj jako ekspansja Erligang wydaje się być fenomenem pierwszego Erligang. Ekspansja Erligang była nagła i krótkotrwała, (prawdopodobnie trwała tylko kilka pokoleń) jednak jej wpływ był ogromny. Rozprzestrzeniła ona nową cywilizację środkowej doliny Huang He na olbrzymie terytorium północnych i środkowych Chin. Reakcja tubylczych społeczności na najazd doprowadziła do powstania już nie jednej, ale wielu kultur używających brązu. Królowie rządzący z Yinxu panowali nad znacznie mniejszym terytorium niż władcy pierwszego Erligang – spośród ich zdobyczy prawdopodobnie kontrolowali oni jedynie zachodni Szantung.
Archeologiczne potwierdzenie listy królów dynastii Shang zawartej u Sima Qiana zdawało się uprawomocniać całą klasyczną tradycję historyczną, także tą dotyczącą dynastii Xia. Najczęściej wysuwanym kandydatem na hipotetyczną stolicę Xia jest Erlitou położone w pobliżu Luoyangu, wykraczające poza horyzont czasowy panowania dynastii Shang, datowane bowiem na lata ok. 1800 – ok. 1500 p.n.e. Wyroby brązowe z Erlitou są znacznie bardziej prymitywne niż te używane w Yinxu czy Erligang, nie znaleziono w nim także żadnych przykładów pisma. Z uwagi na powyższe brak jakichkolwiek świadectw epigraficznych pozwalających na potwierdzenie politycznej tożsamości Erlitou. Odkrycia w Sanxingdui w Syczuanie oraz w Xingan w Jiangxi potwierdziły istnienie na terenie dzisiejszych Chin rozwiniętych cywilizacji epoki brązu daleko poza terenem ekspansji Erligang. Szczególnie oryginalne wyroby z brązu pochodzą z licznych znalezisk z regionu Jangcy, skąd wywodzą się m.in. tak charakterystyczne dla późniejszych Chin dzwony typu nao. W sumie materialne świadectwa, jakkolwiek przypadkowo odkrywane, „odsłoniły całe cywilizacje, których brak w źródłach pisanych. W XII wieku p.n.e. społeczeństwa różne od Anyangu pod względem kultury ale porównywalne pod względem wyrafinowania istniały na całym terytorium od Sanxingdui aż do morza”.
Szczątkowe informacje o królach dynastii Shang przechowane przez tradycję oraz fakt, że jedyne poza tym posiadane przez nas źródła pisane na ich temat to napisy na kościach wróżebnych z jednego miasta, nie pozwalają na napisanie jakiejkolwiek substancjalnej historii tej dynastii. Archeologia wprawdzie potwierdziła jej istnienie, jednak jej obraz wyłaniający się z zebranych świadectw jest bardzo odmienny od tego przyjmowanego przez tradycję. Królowie Shang nie byli mędrcami panującymi dzięki swojej cnocie, ale autokratami rządzącymi dzięki sile swojej armii i legitymizującymi swoje panowanie za pomocą religii wymagającej od nich ofiar z ludzi. Poza epizodem ekspansji Erligang we wczesnej epoce brązu nie istniała także żadna dynastia panująca nad całymi cywilizowanymi Chinami. Przez cały ten okres Chiny były raczej zbiorem konkurujących ze sobą państw, przy czym Centralne Chiny i Syczuan posiadały własne, odrębne kultury, nawet jeżeli pierwszy impuls do ich stworzenia wziął się z kontaktu z Erligang.

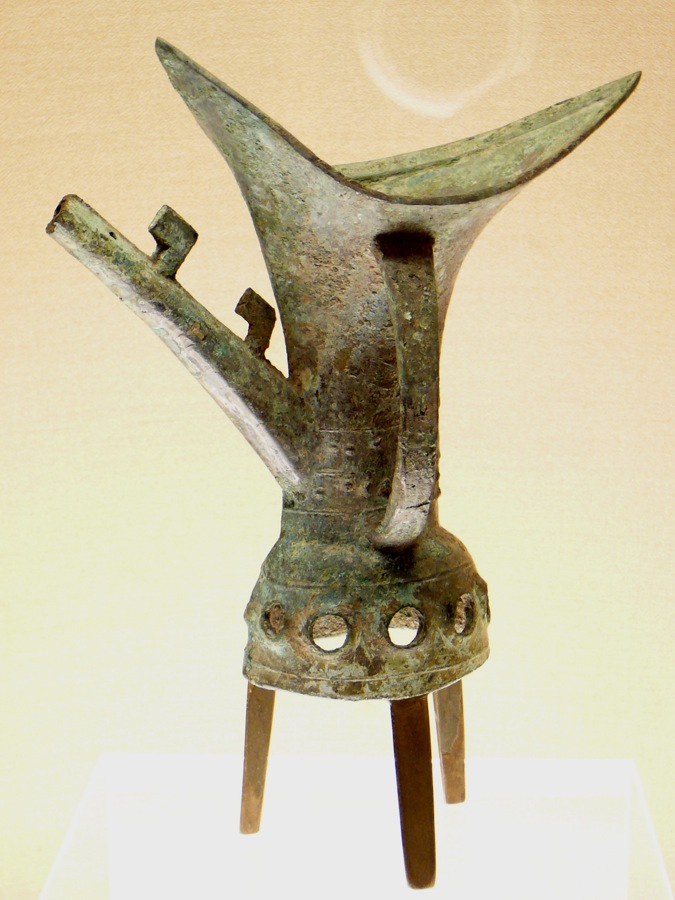
Naczynie rytualne typu jue. Kultura Erlitou. Muzeum Szanghajskie
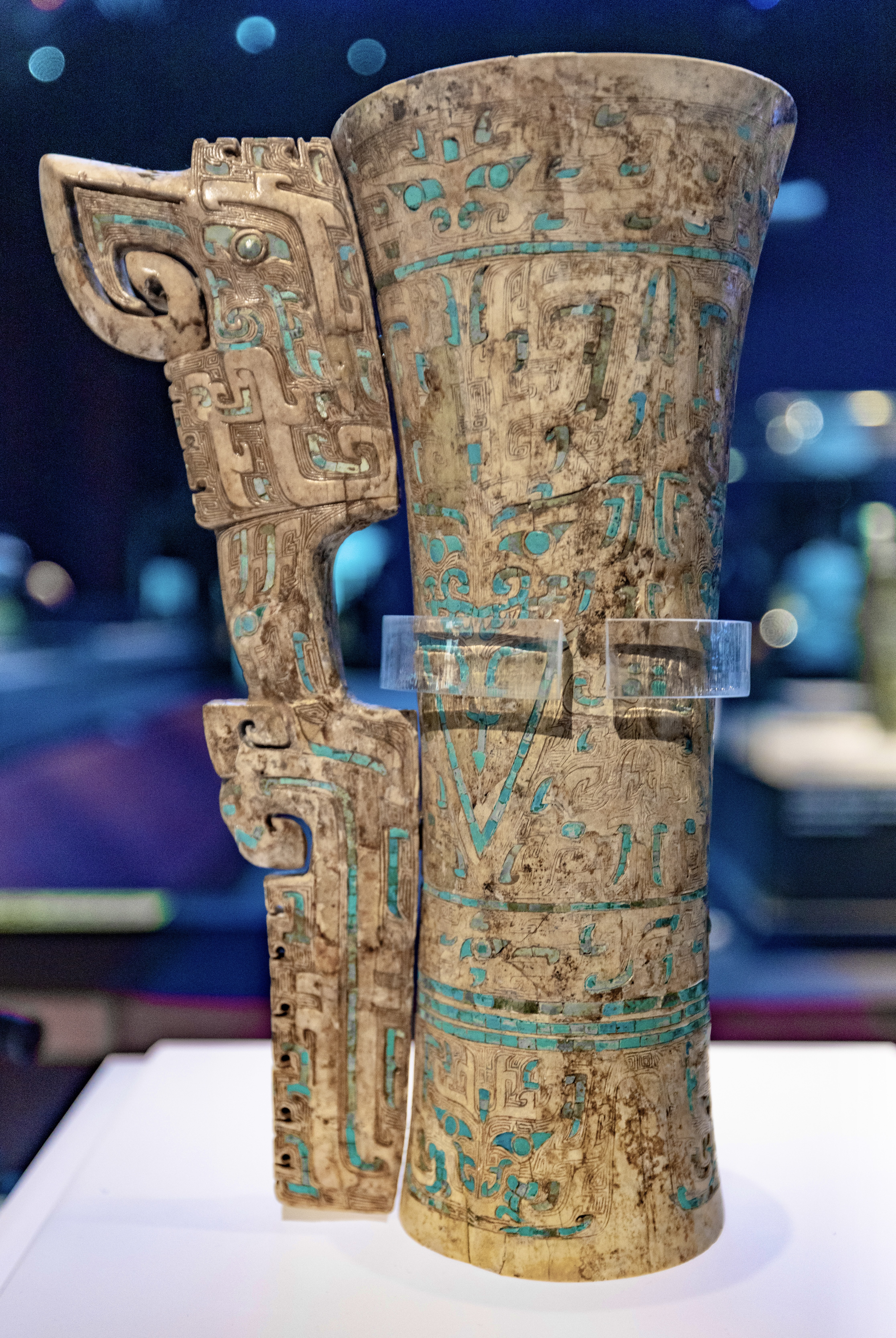
Puchar z kości słoniowej wysadzany turkusami z grobu Fu Hao. Chińska Akademia Nauk Społecznych
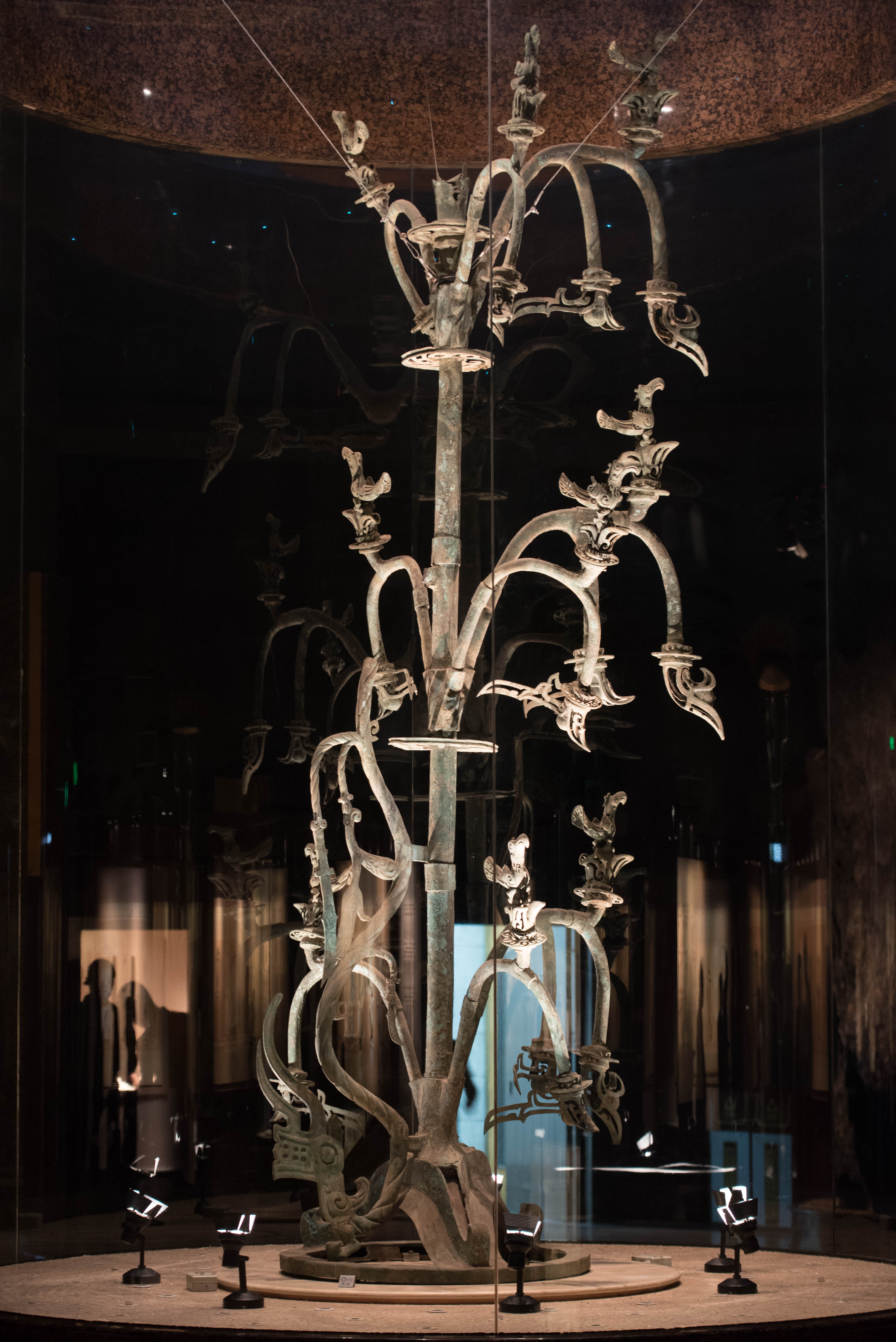
Drzewo z brązu z Sanxingdui. Muzeum Sanxingdui
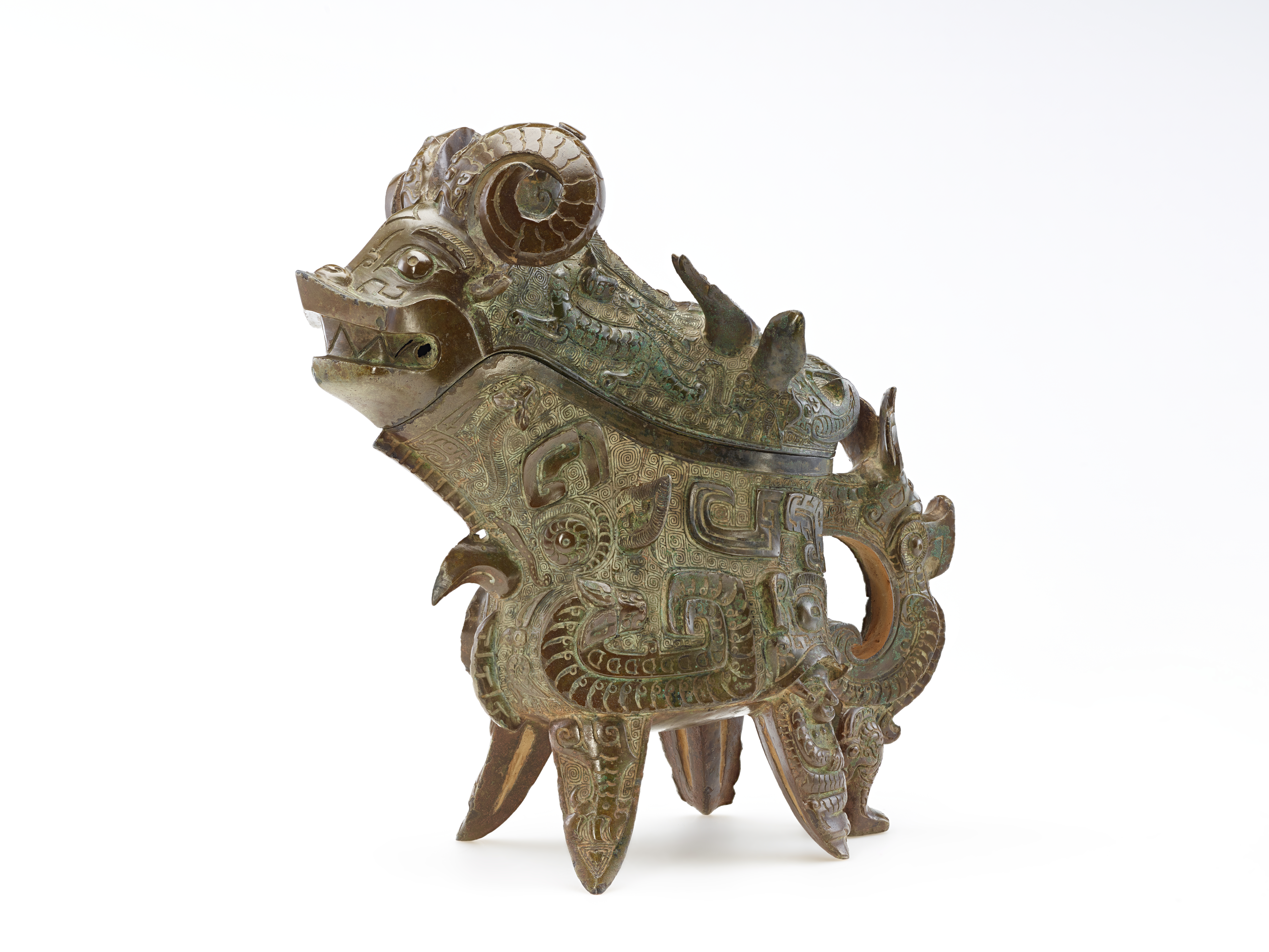
Naczynie rytualne typu gong z motywem taotie i zwierzętami. Południowe Chiny, ok. 1100-1050 p.n.e. Freer and Sackler Galleries

## Dynastia Zhou

### Zachodnia dynastia Zhou

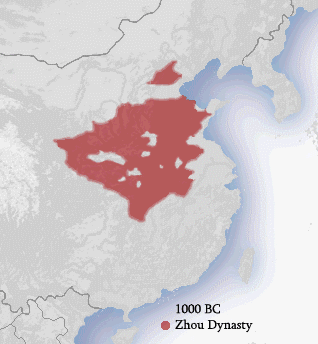
Cywilizacja chińska w okresie rządów Zachodniej Dynastii Zhou

Dynastia Shang została obalona przez najeźdźców z zachodu, Zhou, którzy zamieszkiwali dolinę rzeki Wei. Ta zmiana dynastii wiązała się ze spektakularnym zjawiskiem astronomicznym, jakim była koniunkcja pięciu planet, i istnieją solidne podstawy do przypuszczania, że to właśnie to wydarzenie stało się podstawą do wiary Zhou w „Mandat Niebios” mający przysługiwać królowi Wen (1099 – 1050 p.n.e.), który dlatego przyjął swój tytuł. Współcześni historycy i astronomowie wspólnie ustalili datę wspomnianej koniunkcji na niebie centralnego Shaanxi na piąty miesiąc 1059 p.n.e. Ponieważ do podboju Shangów miało dojść 12 lat później, należałoby go datować na zimę 1046/1045 p.n.e.
Chińska tradycja przedstawiała obalenie dynastii Shang jako przejście władzy od zdegenerowanego ostatniego króla Shang na pełnego cnoty króla Zhou. Współczesne badania nie pozostawiają jednak złudzeń, że Zhou w porównaniu do Shang byli nieokrzesanymi barbarzyńcami i pokonali swych bardziej cywilizowanych przeciwników dzięki sile militarnej. W dolinie rzeki Wei w okresie poprzedzającym podbój Shang nie odnaleziono żadnych precedensów dla brązów wczesnego okresu Zhou, tak samo jak dla kaligrafii, dworskiej etykiety, czy kultu przodków tych czasów. Wszystkie te rzeczy mają natomiast swoich poprzedników w kulturze dynastii Shang, skąd musiały zostać zaczerpnięte. Przejęcie w całości np. techniki wytapiania królewskich brązów sugeruje nie tylko import technologii, ale także związanego z nią królewskiego rytuału. Jednak dzwony i związaną z nimi muzykę Zhou przyjęli z Południa i było to radykalne odejście od rytuału obowiązującego w Yinxu. Zaprzestano także składania ofiar z ludzi.

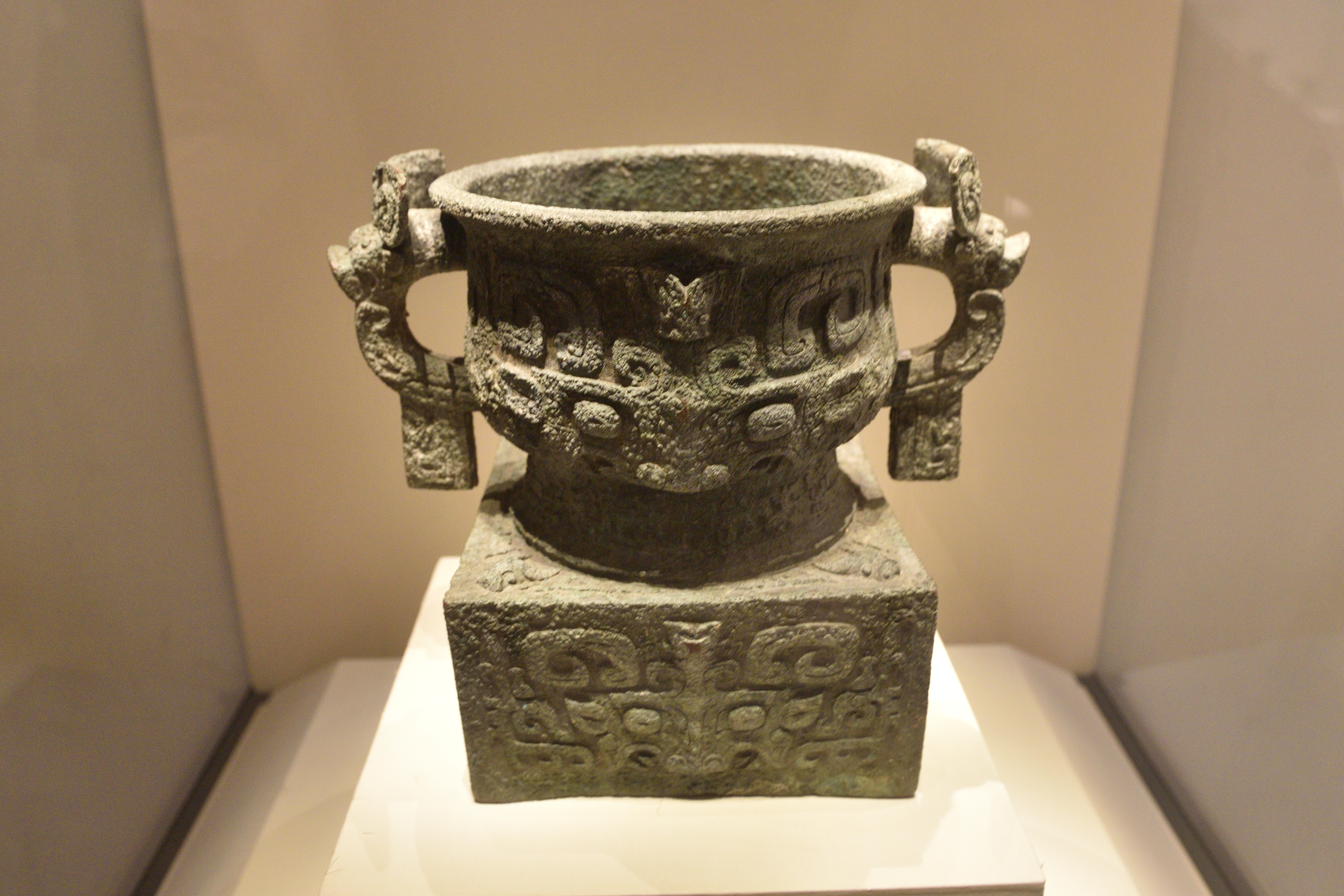
Li gui - naczynie rytualne typu gui upamiętniające nagrodę dla urzędnika nazwiskiem Li, ofiarowaną mu przez króla Wu siedem dni po jego zwycięstwie w bitwie pod Muye. Chińskie Muzeum Narodowe

Król Wu (1050 – 1043 p.n.e.) pokonał ostatniego króla Shang, jednak pozostawił u władzy jego syna Wu Genga jako zależnego władcę, podczas gdy sam powrócił na zachód. Gdy po śmierci króla Wu wśród Zhou wybuchły walki o władzę Wu Geng wszczął rebelię, która została stłumiona przez króla Chenga (1042 – 1006 p.n.e.) Ten drugi podbój Shangów i walka ze sprzymierzonymi z nimi państwami doprowadził do ekspansji Zhou na tereny północnego Hebei, zachodniego Szantungu i południowego Henanu, kładąc podwaliny pod powstanie nowego państwa, które wprawdzie nadal miało swoje centrum w dolinie rzeki Wei, ale rozciągało się odtąd także daleko na wschód. Konsolidacji tych podbojów służyła budowa kolejnej, wschodniej stolicy, Changzhou (dzis. Luoyang), oraz nadanie członkom rodu panującego i sojusznikom szeregu ziem na wschodzie. Te nadania nazywano fengjian i to w związku z nimi mówi się czasami o chińskim feudalizmie w tym okresie. Instytucja fengjian istotnie jednak różniła się od zachodniego lenna, ponieważ co do zasady była nadawana członkom rodu panującego i król Zhou wymagał bezwzględnego posłuszeństwa od swoich „wasali” jako jednocześnie głowa państwa i głowa rodu. Także posiadacze fengjian nie wywodzący się z rodu Zhou, czasami należący do dawnych rodów sprzymierzonych z Shangami, byli do niego włączani poprzez małżeństwa.
W tym wczesnym okresie Zhou stworzyli machinę wojenną mogącą rywalizować z niewiele późniejszą organizacją wojskową Asyrii. Zarówno pod względem szybkości wzrostu militarnej siły „jak i skali różnych ziem i ludów poddanych kontroli wczesny okres Zachodniej dynastii Zhou [...] należy zakwalifikować, biorąc pod uwagę każdy historyczny standard, jako czas wielkiej ekspansji”. Podboje Zhou zaprowadziły ich do regionu Yantai na wschodzie, rzeki Liao w Mandżurii na północnym wschodzie, północnego Shaanxi i Shanxi na północnym zachodzie oraz regionu środkowej Jangcy na południu. Ekspansja Zhou nie doprowadziła jednak do powstania jakiegoś jednolitego imperium. Państwo Zhou składało się z szeregu enklaw złożonych z niewielkich państw lub wręcz pojedynczych osad uznających zwierzchność króla Zhou, które były oddzielone od siebie lasami, mokradłami oraz być może terytoriami społeczności nie podlegających władzy Zhou. Podboje Zhou uległy zatrzymaniu dopiero w wyniku katastrofalnej klęski króla Zhao (977/975 – 957 p.n.e.) w trakcie jego kampanii na południu, podczas której miał on utonąć w rzece Han wraz ze swoimi „Sześcioma Armiami”.
Siła militarna Zhou uległa decydującemu osłabieniu i odtąd królowi było coraz trudniej kontrolować ambitnych posiadaczy fengjian. Wojska Zhou już nie dokonywały nowych podbojów, ale starały się bronić dotychczasowych zdobyczy przed barbarzyńcami takimi jak Huayyi czy Xianyun, przy czym obrona niezbyt korzystnie położonej ojczyzny Zhou w dolinie rzeki Wei pochłaniała szczególnie dużo energii. Jednocześnie to właśnie w tym okresie rząd Zhou uległ powolnej biurokratyzacji. Podczas gdy sytuacja stawała się coraz trudniejsza, król Li (857/853 – 842/828 p.n.e.) dodatkowo wszedł w konflikt z rodami w królewskiej domenie, prawdopodobnie próbując przywrócić ekonomiczną potęgę rodu Zhou nadwątloną nadaniami ziemi. To doprowadziło do rebelii, która w 842 p.n.e. zakończyła rządy wygnanego króla Li. Przez następne 14 lat krajem rządził regent Bo Hefu, dopóki w 827 p.n.e. tronu nie objął syn króla Li, Xuan (827/825 – 782 p.n.e.) Władza króla You (781 – 771 p.n.e.) była kwestionowana przez dawnego urzędnika jego ojca, Huangfu, i w 771 p.n.e. rebelianci sprzymierzeni z Xianyun zdobyli stolicę Zhou. W tej sytuacji syn zabitego króla You, król Ping (770 – 720 p.n.e.), uznał za niemożliwe dalsze rządzenie z doliny rzeki Wei i przeniósł stolicę na wschód, do Chengzhou.

### Wschodnia dynastia Zhou

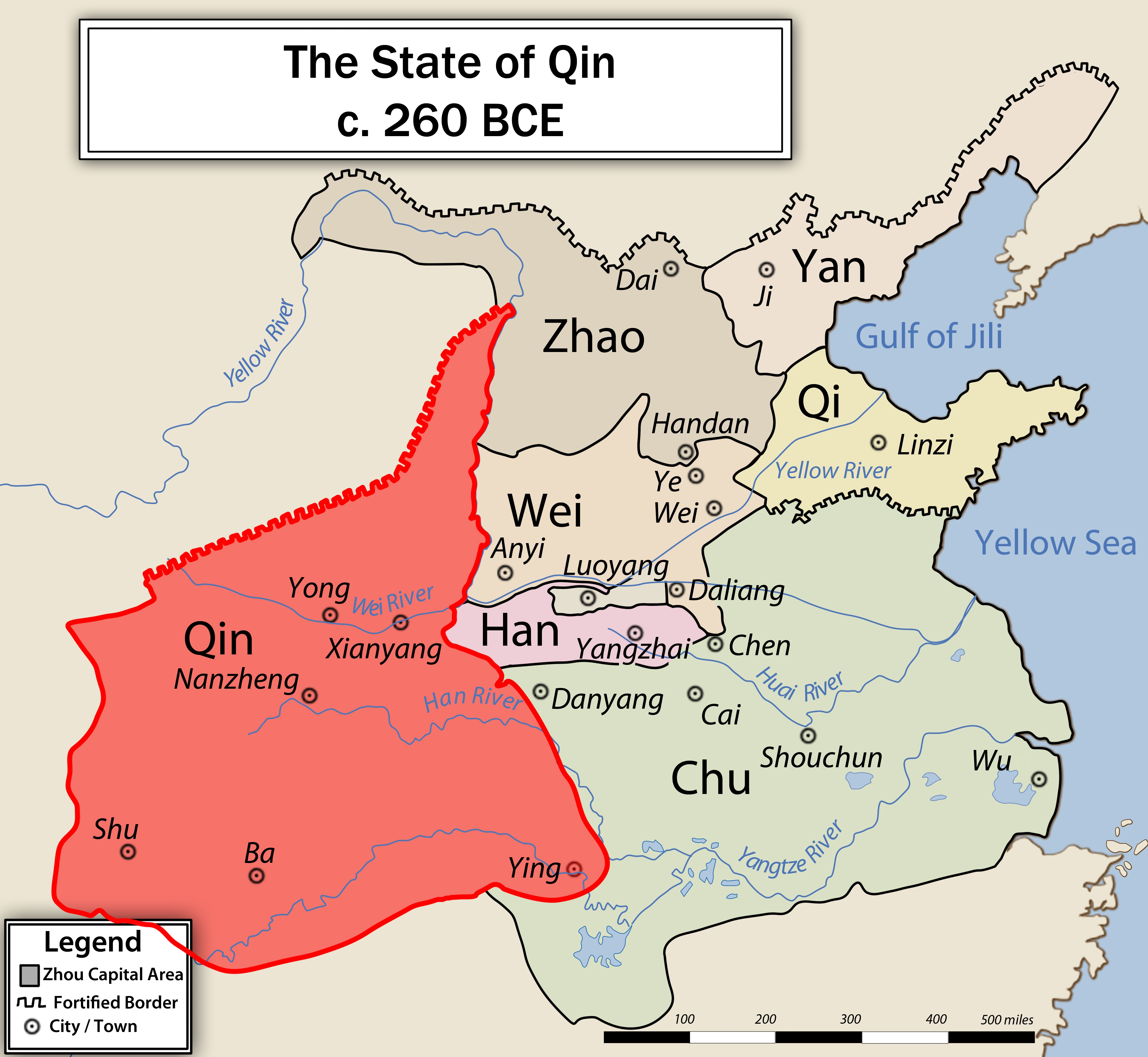
Państwo Qin i pozostałe sześć z Siedmiu Państw ok. 260 p.n.e.

Przeniesienie stolicy Zhou na wschód we współczesnej historiografii uznaje się za moment dzielący panowanie dynastii na wcześniejszy okres Zachodniej dynastii Zhou i późniejszy Wschodniej dynastii Zhou. W ramach tego ostatniego wyróżnia się jeszcze często Okres Wiosen i Jesieni, od tytułu kroniki obejmującej lata 722 – 481 p.n.e., i Okres Walczących Królestw, od tytułu dzieła obejmującego lata 490 do 221 p.n.e. Dokładne granice obu tych podokresów różnią się u poszczególnych autorów.
Po tym jak Zhou utracili swoją ekonomiczną bazę w dolinie rzeki Wei nie byli już w stanie odgrywać roli mediatora pomiędzy poszczególnymi posiadaczami fengjian. Ci ostatni w oparciu o swoje nadania zaczęli stopniowo budować prawdziwe państwa, o określonym terytorium i granicach, przy czym podbój dawnych enklaw pomiędzy terytoriami podlegającymi władzy króla Zhou szybko sprawił, że te chińskie państwa zaczęły się ze sobą stykać i prowadzić wojny. W sytuacji słabości władzy królewskiej rola przywódcy dbającego o ład wewnętrzny musiała zostać przejęta przez jednego z władców nowych państw.

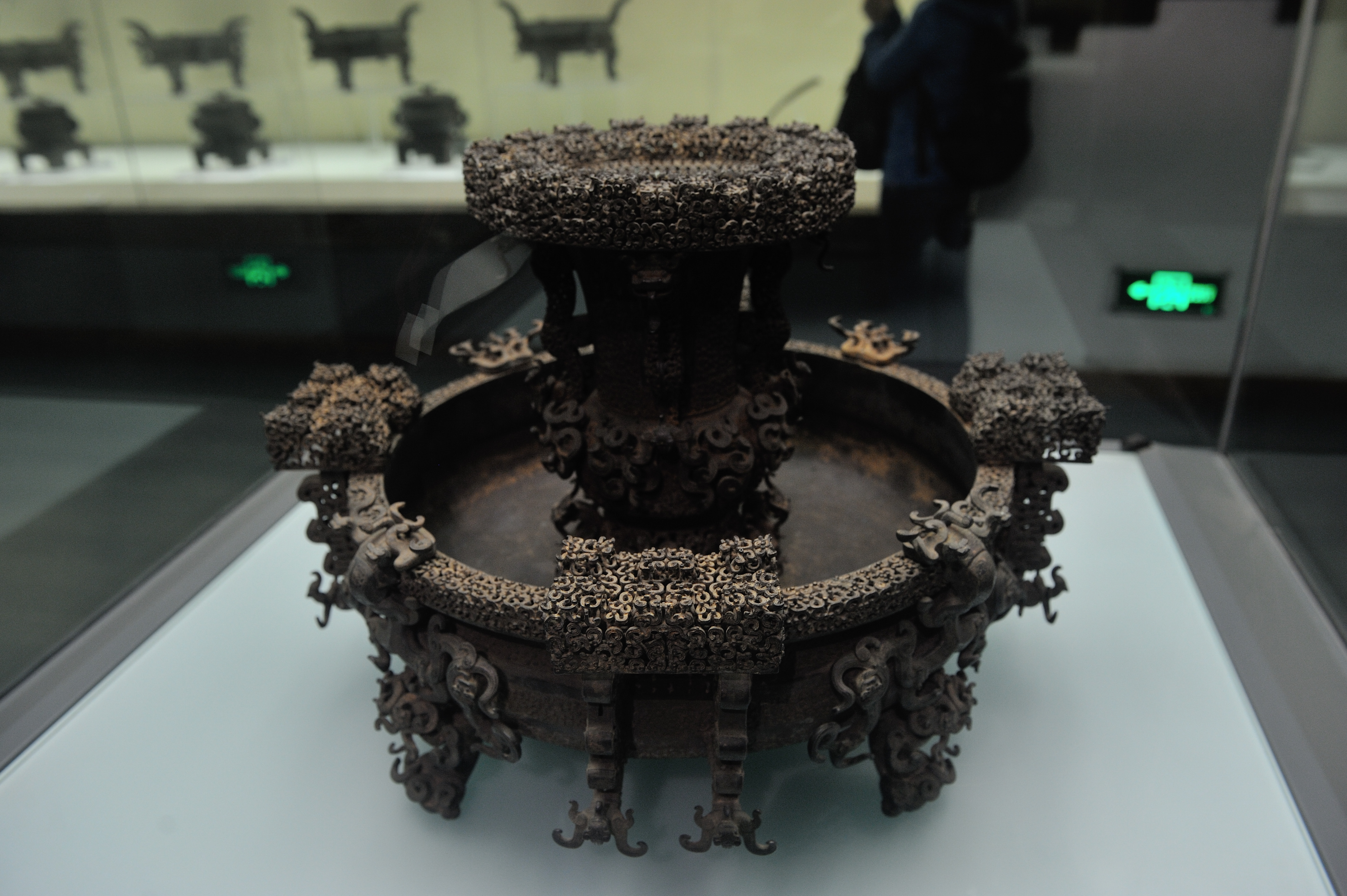
Zestaw naczyń zun i pan z grobowca markiza Yi z Zeng w dzisiejszej prowincji Hubei Muzeum Prowincji Hubei

System specyficznej dwuwładzy spełniającego funkcje rytualne króla Zhou i sprawującego rzeczywistą kontrolę najpotężniejszego z jego wasali został zinstytucjonalizowany za czasów księcia Huana (685 – 643 p.n.e.) z Qi oraz księcia Wena (636 – 628 p.n.e.) z Jin. W tym celu wykorzystano tradycyjną przysięgę zawarcia sojuszu, która w 667 p.n.e. została zawarta przez chińskie państwa pod przewodnictwem księcia Huana. W ten sposób doszło do powstania instytucji tzw. hegemona (ba), którego władza jednak nie była dziedziczna, co samo w sobie świadczy o tym, że żadne państwo nie było w stanie zdobyć jej na stałe. Zgodnie z chińską tradycją było pięciu hegemonów, jednak w źródłach nie ma zgodności co do następców księcia Huana i księcia Wen w tej roli. Koniec VII i VI w. p.n.e. to czasy ekspansji południowego państwa Chu, które rzuciło wyzwanie władcom północnej równiny. Dominacja Chu na południu uległa jednak zachwianiu, gdy w 506 p.n.e. zostało ono pokonane przez zajmujące region dolnej Jangcy państwo Wu. Samo Wu było jednak z kolei zagrożone przez swojego sąsiada, Yue. W 493 p.n.e. król Wu Fuchai (495 – 474 p.n.e.) pokonał Yue, by następnie w 482 p.n.e. zmusić władców północy do uznania swojej pozycji hegemona. Król Yue Goujian (496 – 465 p.n.e.) wykorzystał jednak zaangażowanie Wu na północy i w 470 p.n.e. ostatecznie zniszczył swojego rywala. To zwycięstwo zapewniło status hegemona Yue, ale Goujian miał być ostatnim władcą, który sprawował tę funkcję.
Koniec epoki hegemonów wiąże się z początkiem Okresu Walczących Królestw, podczas którego walka toczyła się już nie o zdobycie statusu przywódcy chińskiej konfederacji, ale o zniszczenie pozostałych państw. Następowała stopniowa dezintegracja dawnego politycznego porządku – na początku król Zhou „utracił władzę na rzecz swoich nominalnych poddanych, władców regionalnych (zhuhou); następnie ci ostatni zostali przyćmieni przez potężne ministerialne lineaże w ich domenach; a wkrótce przywódcy tych lineaży musieli stawić czoła swoim buntowniczym krewnym, a nawet własnym zarządcom”. Za początek Okresu Walczących Królestw często uznaje się rok 453 p.n.e., gdy trzej ministrowie państwa Jin podzielili je między sobą, tworząc w ten sposób państwa Zhao, Wei i Han. Na początku Wschodniej dynastii Zhou w oparciu o nadania fengjian mogło zostać utworzonych nawet 1000 drobnych państw. Jednak według różnych szacunków w źródłach z Okresu Wiosen i Jesieni możemy odnaleźć nazwy jedynie od 140 do 209 z nich. Na początku Okresu Walczących Królestw mogło być ich już mniej niż dwadzieścia, zaś ostatecznie w III w. p.n.e. na polu walki pozostało jedynie tzw. Siedem Państw: Qin, Qi, Wei, Han, Zhao, Yan i Chu. Wszystkie te państwa były oddalone od dawnego geograficznego centrum chińskiej konfederacji, co sprzyjało ekspansji, zaś ich władcy nosili tytuł królewski, co było wyrazem jawnej pogardy wobec autorytetu króla Zhou. Ostatecznie najpotężniejszym z Siedmiu Państw okazało się Qin, które miało swoje centrum w dawnej domenie królów Zhou, dolinie rzeki Wei, i jako położone najbardziej na zachód miało idealne warunki do ekspansji na barbarzyńskie terytoria. W 256 p.n.e. Qin podbiło domenę królów Zhou, ostatecznie kończąc ich rządy, zaś w 221 p.n.e. pokonało ostatnie niezależne państwo, Qi, jednocząc tym samym Chiny pod swoją władzą.

### Sto Szkół

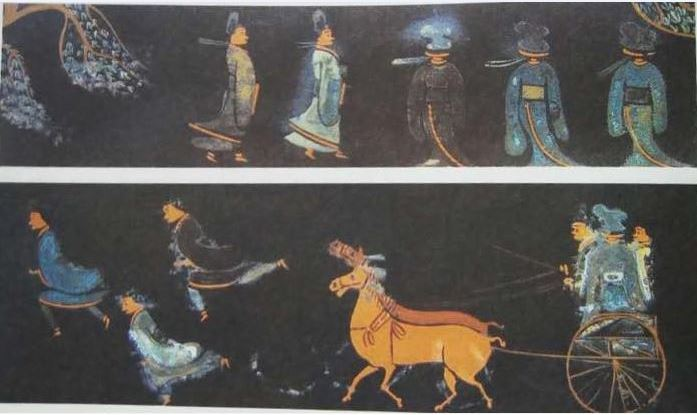
Obrazy na pudełku z grobowca z państwa Chu. Laka, ok. 316 p.n.e. Muzeum Prowincji Hubei

Czasy Wschodniej dynastii Zhou charakteryzowały się niezwykłą dynamiką zarówno w sferze społecznej, jak i ekonomii oraz technologii. To wtedy w Chinach rozpoczęła się epoka żelaza, co zaowocowało rozwojem zarówno rolnictwa, wyposażonego w nowe narzędzia, jak i techniki wojennej. Rosła liczba ludności, postępowała urbanizacja, rozwijało się rzemiosło i handel, co prowadziło do wzrostu roli nowej klasy mieszczan i kupców. Znaczenie dawnej arystokracji systematycznie spadało, co wiązało się także z faktem, iż wojska oparte na rydwanach zastąpiły masowe armie złożone z piechoty i kawalerii. Synowie podupadłych arystokratów szukali szczęścia na dworach rywalizujących ze sobą władców, proponując swoje usługi jako doradcy i żołnierze. To w tym intelektualnym klimacie ciągłych zmian, rywalizacji i konieczności innowacji rozkwitły liczne szkoły filozoficzne, z którego to powodu w chińskiej tradycji ta epoka jest znana także jako okres Stu Szkół.
Najsłynniejszym z działających podówczas mistrzów (zi) miał się okazać Konfucjusz (trad. 551 – 479 p.n.e.), tradycyjnie uważany za eponimicznego twórcę konfucjanizmu. Konfucjusz żył w czasach, w których władza dawnej arystokracji, na czele z królem Zhou, miała charakter coraz bardziej ograniczony do sfery rytuału. Broniąc dawnego porządku przed współczesnym zamętem Konfucjusz koncentrował się właśnie na obronie rytualnych prerogatyw arystokracji. Pojęcie rytuału (li) zaczęło jednak u niego obejmować całą sferę obyczaju i moralności. Analogicznie zwyczajowe określenie arystokraty, junzi, zaczęło u niego mieć wymiar moralny i oznaczać człowieka szlachetnego, który zajmuje się kultywowaniem cnoty (de). Odwołując się do starych arystokratycznych zasad Konfucjusz zatem jednocześnie proponował swoisty egalitaryzm, zgodnie z którym status junzi może osiągnąć każdy. Człowiek szlachetny osiąga swoje cele siłą swojego przykładu i dla konfucjanistów było jasne, że „im kto wyżej w hierarchii społecznej, tym większy zasięg ma oddziaływanie jego cnoty. Władca oddziałuje tak przemożnie, że jego wpływ rozciąga się na najdalsze kresy państwa i na wszystkich podległych mu ludzi”. Ten nacisk na moralny aspekt starych idei religijnych możemy odnaleźć także w nowym rozumieniu Nieba (Tian), którego kult pojawił się w Chinach wraz z dynastią Zhou. W okresie Stu Szkół Niebo zaczęto pojmować jako antropomorficzne bóstwo, które udziela swój Mandat królowi Zhou, znanemu jako Syn Niebios, by ten rządził w jego imieniu w sposób zgodny z zasadami moralności. Pojęcie Nieba rozdzielającego kary i nagrody nie na podstawie właściwie sprawowanych ofiar, ale moralnego zachowania, stało się centralnym punktem ówczesnej myśli politycznej i religijnej.
Celem wszystkich szkół było przywrócenie ładu (Dao), przy czym panowała zgoda co do tego, że czas ciągłej wojny i chaosu nie zakończy się, dopóki „wszystko co pod Niebem” nie zostanie zjednoczone pod rządami jednego władcy. Wszystkie szkoły dążyły także do zastąpienia starej, arystokratycznej hierarchii nową, opartą na moralnych zasługach. Bardzo jednak różniły się pod względem tego jak zbudować ten nowy zjednoczony świat i jak ma on wyglądać, a także na czym polega właściwe praktykowanie cnoty. Konfucjusz chciał powrotu do czasów Zachodniej dynastii Zhou i luźnej federacji pod rytualnym przywództwem Syna Niebios. Taoiści byli przeciwni konfucjańskiemu wyniesieniu rytuału i kultury, ponieważ ich ideałem było proste życie zgodne z naturą. Próba zmiany naturalnego porządku rzeczy to źródło wszelkiego zła, stąd ich wynikający z zasady Wu wei kwietyzm. Niemniej Laozi przyznawał, że tak samo jak wszechświat jest rządzony przez jedno Dao, tak społeczeństwo powinno być rządzone przez jednego władcę. Mo Di chciał powrotu do idealizowanej przeszłości, w której to ludzie mieli oddać władzę w ręce najmądrzejszego z nich wszystkich, rządzącego następnie dla wspólnego dobra. Legiści odrzucali konfucjański ideał kultywowania cnoty uważając za niepodważalny fakt, iż ludzie w swoim postępowaniu kierują się własną korzyścią. Władca nie powinien dążyć do ich moralnej przemiany, ale ukierunkować ich pragnienie bogactw i społecznego prestiżu w taki sposób, by służyło ono państwu. To legiści odnieśli największy natychmiastowy sukces, ponieważ od czasów Shang Yanga (zm. 338 p.n.e.) stali za programem reform, który uczynił Qin najpotężniejszym z chińskich państw. Intelektualne dziedzictwo okresu Stu Szkół było źródłem późniejszej ideologii okresu cesarskiego, zgodnie z którą władza cesarza powinna być nieograniczona i mieć charakter uniwersalny, zaś powinien on rządzić za pomocą biurokracji obsadzonej przez ludzi utalentowanych i pełnych cnoty.

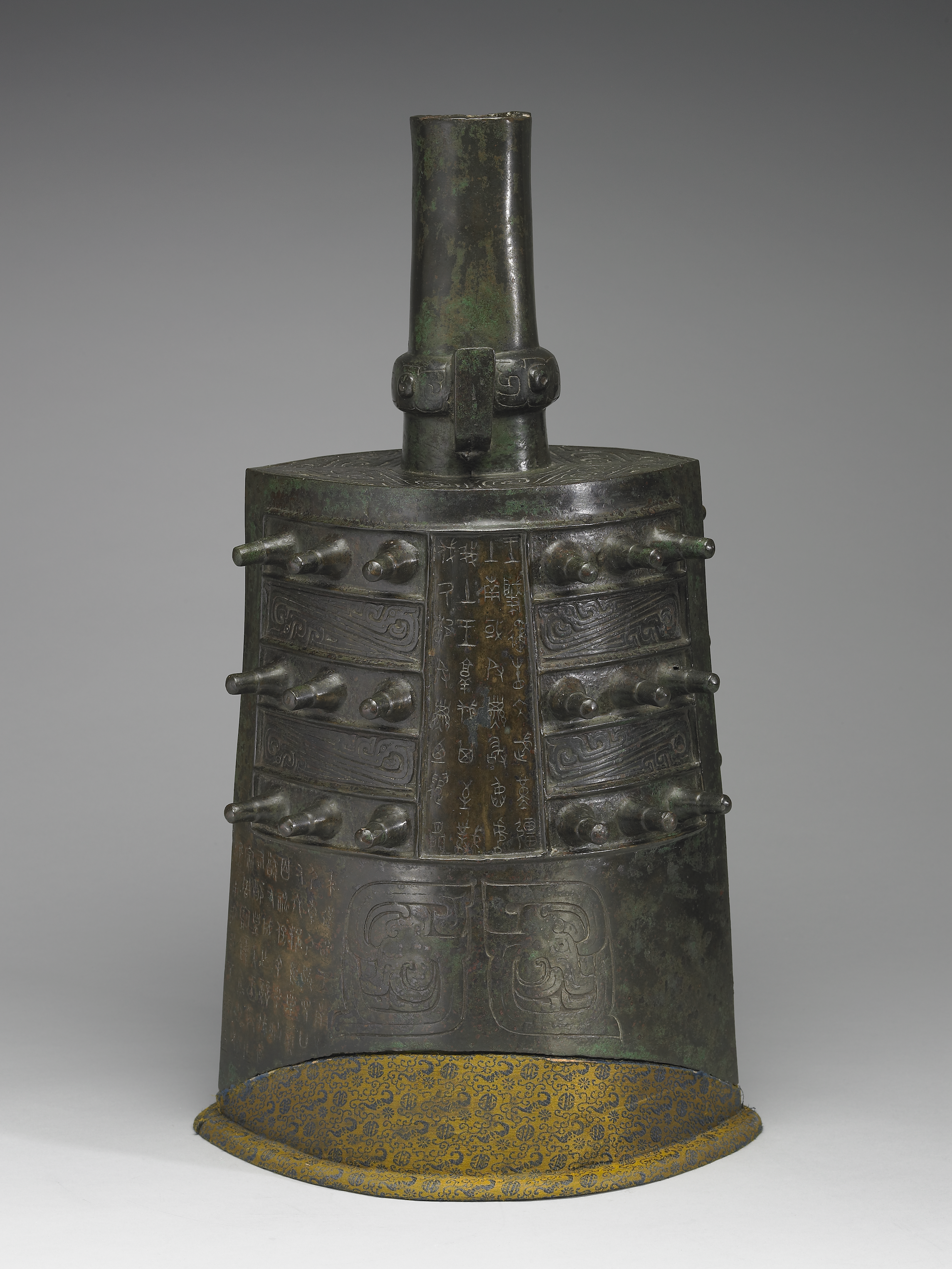
Dzwon typu zhong odlany dla uczczenia zwycięstwa króla Li (877-841 p.n.e.). Narodowe Muzeum Pałacowe
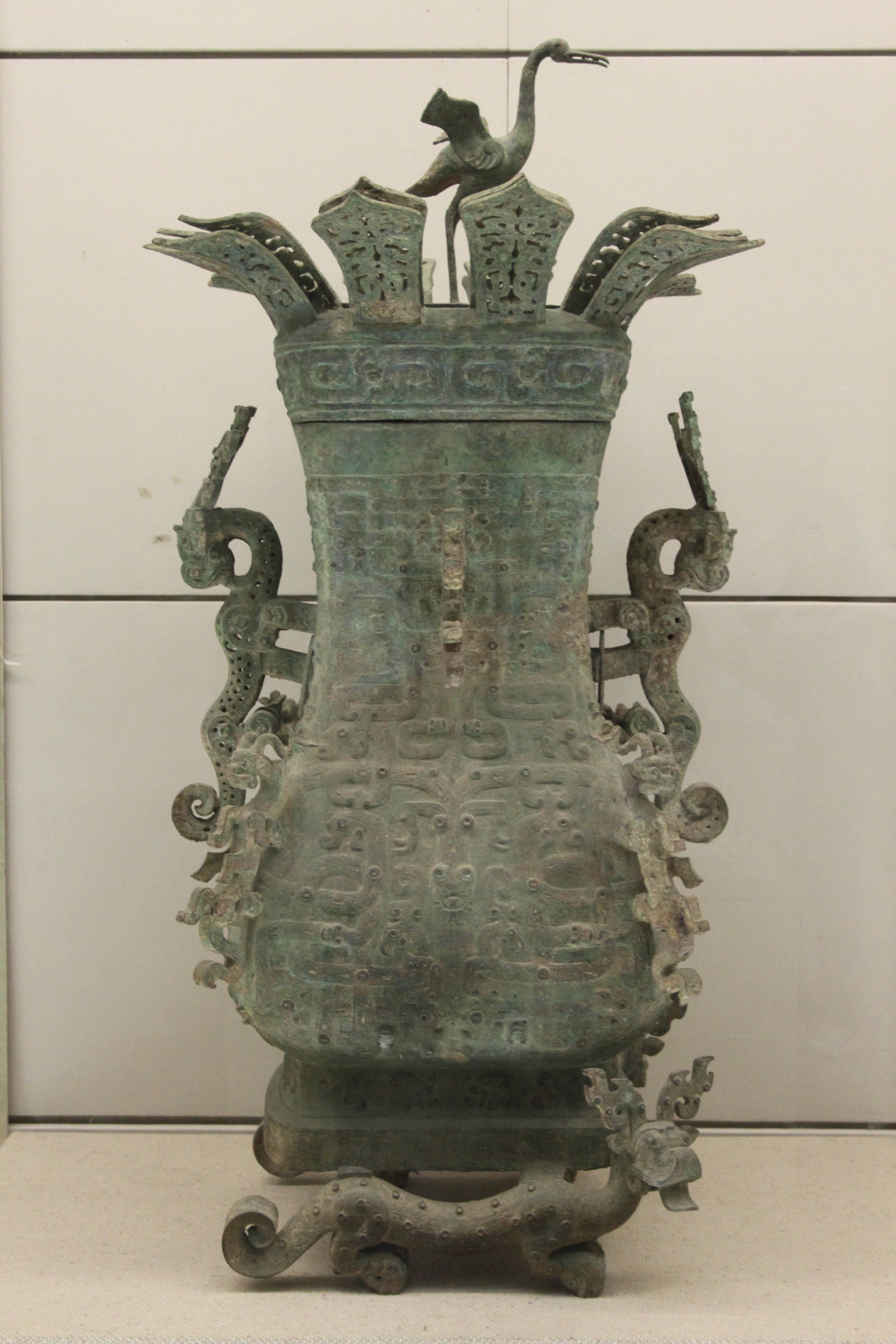
Naczynie typu hu z grobowca w księstwie Zheng, ok. 600 p.n.e. Muzeum Prowincji Henan
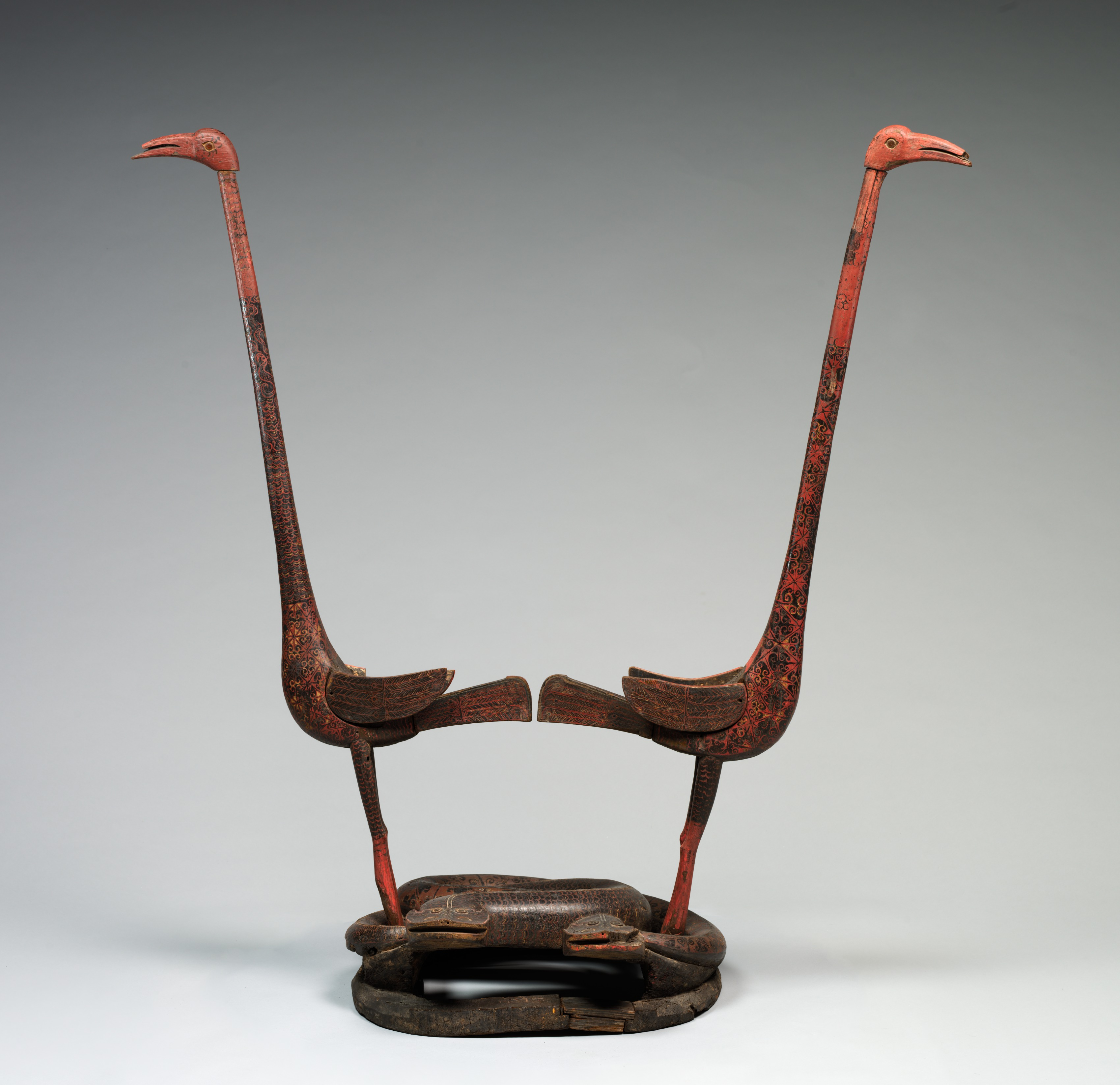
Żurawie i węże. Rzeżba z laki z królestwa Chu, IV w. p.n.e. Cleveland Museum of Art
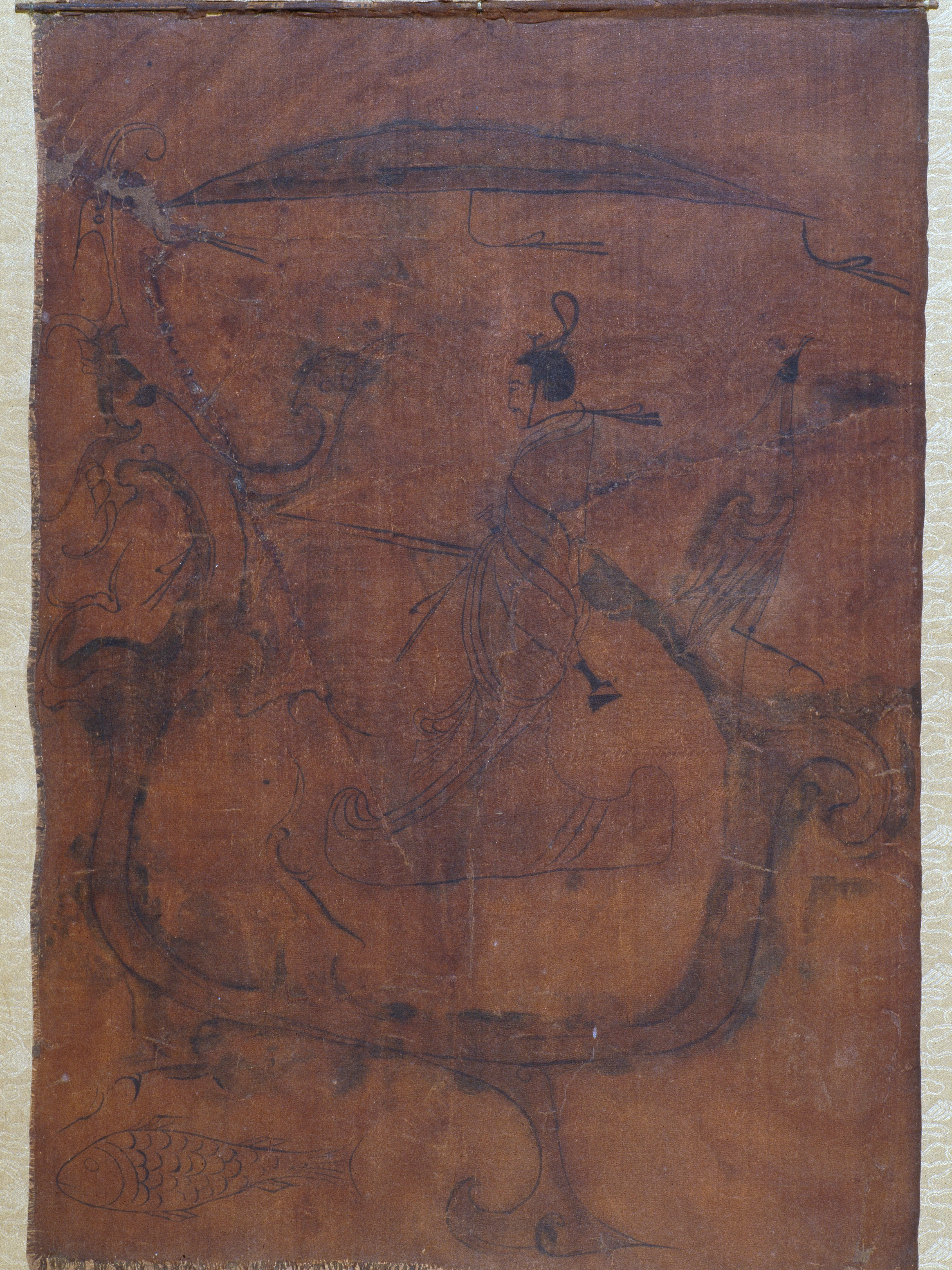
Jedwabna chorągiew z grobowca z okolic Changsha, III w. p.n.e. Muzeum Prowincji Hunan

## Dynastia Qin (221–207 p.n.e.)

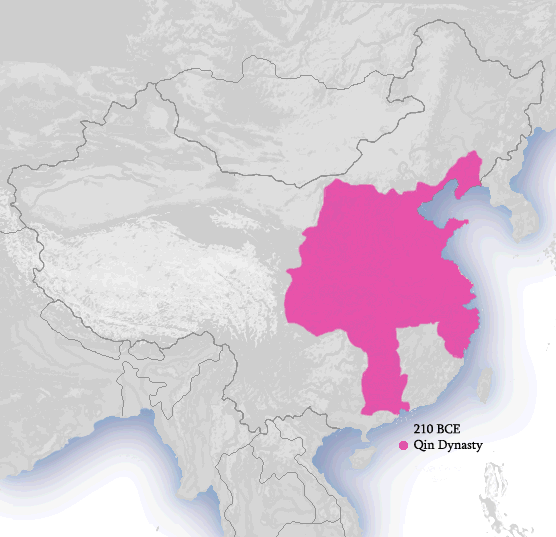
Państwo dynastii Qin ok. 210 p.n.e.

Po tym jak pokonał wszystkie pozostałe chińskie państwa władca Qin, król Zheng (246 – 210 p.n.e.), ogłosił się Pierwszym Cesarzem – Shi Huangdi, czyli założycielem nowej dynastii, którego następcy mieli nosić tytuł Drugiego, Trzeciego i kolejnych cesarzy. Zjednoczenie Chin pod rządami Qin oznaczało ostateczny koniec feudalizmu epoki Zhou. System administracyjny Qin, z jego podziałem na komanderie i prefektury (zhou) rządzone przez podległych władcy biurokratów, rozciągnięto na cały kraj. Po zdobyciu każdego państwa Qin przesiedlało jego arystokrację w pobliże swojej stolicy, Xianyangu, i ten los miał spotkać 120 tys. rodzin, które w ten sposób utraciły kontakt ze swoimi lokalnymi ziemiami. Dawna arystokratyczna hierarchia została zastąpiona obowiązującym w Qin podziałem na rangi, przyznawane na podstawie zasług wobec państwa. Budowano nowe drogi, mające połączyć niegdyś wrogie sobie kraje w jedno państwo. Ujednolicono system miar i wag, system monetarny, wprowadzono ten sam rozstaw osi wozów na wszystkich drogach, oraz dokonano standaryzacji pisma (tzw. pismo małopieczęciowe). Autorstwo tej ostatniej reformy przypisuje się kanclerzowi (chengxiang) Li Si, na którego wniosek w 213 p.n.e. spalono także kroniki historyczne wszystkich dawnych państw poza Qin oraz dzieła Stu Szkół inne niż dzieła legistów, poza egzemplarzami pozostawionymi w cesarskiej bibliotece. Ten edykt o spaleniu ksiąg wyrządził niepowetowane straty chińskiej kulturze i był świadectwem tego, że polityka standaryzacji i ujednolicenia, tak charakterystyczna dla dynastii Qin, nie ominęła także sfery myśli.

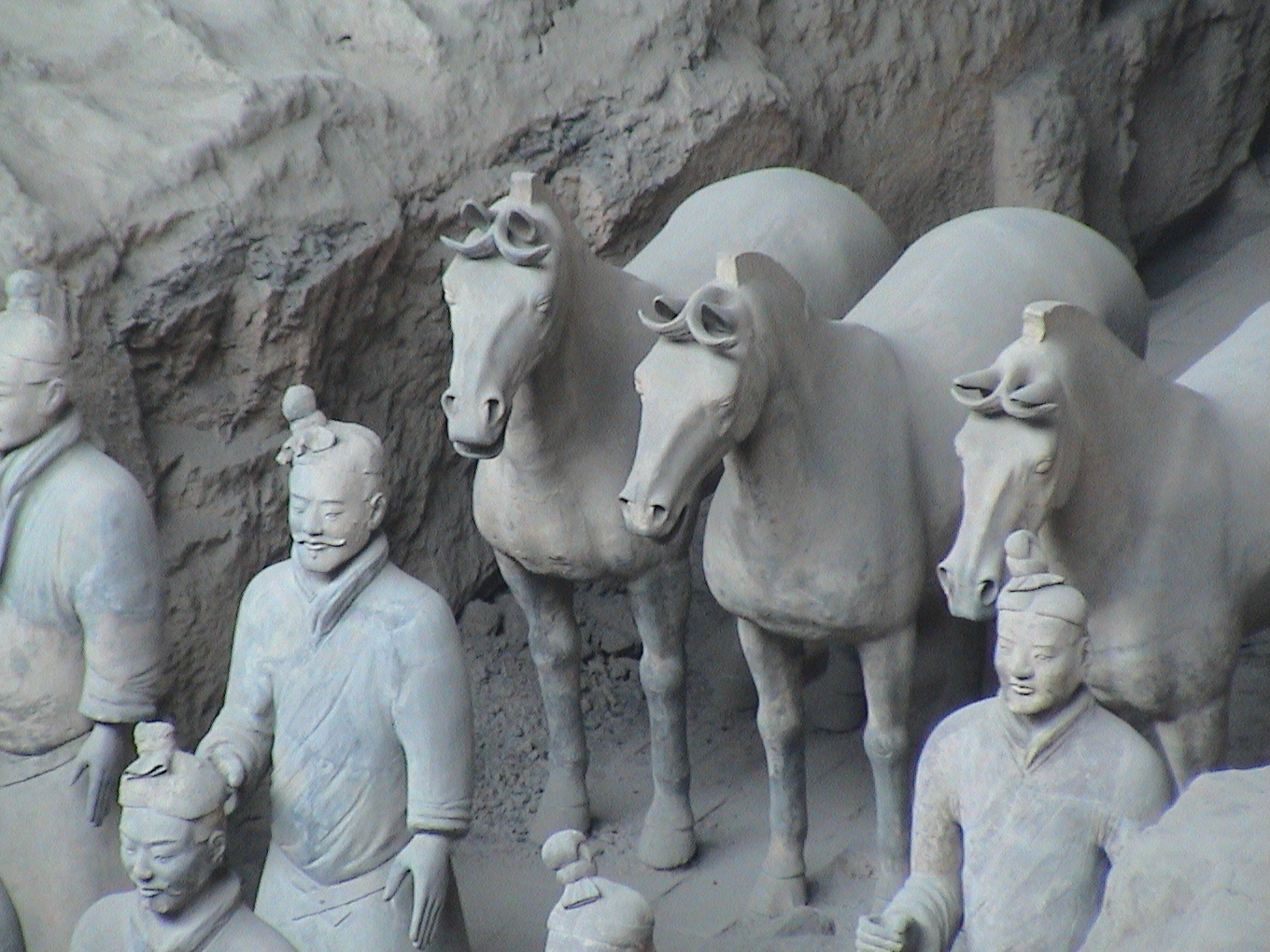
Żołnierze i konie tzw. Terakotowej Armii w mauzoleum Pierwszego Cesarza

Pierwszy Cesarz prowadził politykę stałej ekspansji. Na północy przepędzono koczowników poza łańcuch górski Yin Shan, który stanowił tradycyjną kulturalną granicę pomiędzy Chińczykami a barbarzyńcami. Jednocześnie połączono ze sobą fortyfikacje wzniesione przez dawne chińskie państwa i utworzono z nich łańcuch umocnień, który czasami uznawany jest za pierwszą postać Wielkiego Muru. Było to tylko jedno z wielu monumentalnych przedsięwzięć budowlanych Pierwszego Cesarza, z których najbardziej dziś znanym jest jego mauzoleum. Na południu w latach 221 – 214 p.n.e. podbito tereny dzisiejszych prowincji Fujian, Guangdong i Kuangsi oraz północnego Wietnamu. Źródła mówią o przymusowym przesiedleniu pół miliona ludzi na nowo zajęte terytoria.
Pierwsze cesarstwo zaczęło chylić się ku upadkowi wraz ze śmiercią jego twórcy, który, jak się okazało, nie zdołał wytworzyć wśród swoich świeżo podbitych poddanych lojalności wobec nowej dynastii. Podczas gdy na dworze słabego Drugiego Cesarza (209 – 207 p.n.e.) toczyła się walka o władzę pomiędzy ambitnymi Zhao Gao i Li Si, w kraju wybuchały kolejne powstania rebeliantów powołujących się na dziedzictwo dawnych królestw. Zhao Gao udało się doprowadzić do śmierci zarówno swojego rywala, Li Si, jak i Drugiego Cesarza. Jednak jego następca, Ziying (207 p.n.e.), zamiast być marionetką w ręku Zhao Gao, szybko się go pozbył. Śmiertelnie osłabione Qin było już jednak niezdolne do stawienia czoła buntownikom i jego historia zakończyła się wraz ze śmiercią Ziyinga z ręki arystokraty z dawnego królestwa Chu, Xiang Yu.

## Dynastia Han (206 p.n.e.–220 n.e.)

### Zachodnia dynastia Han

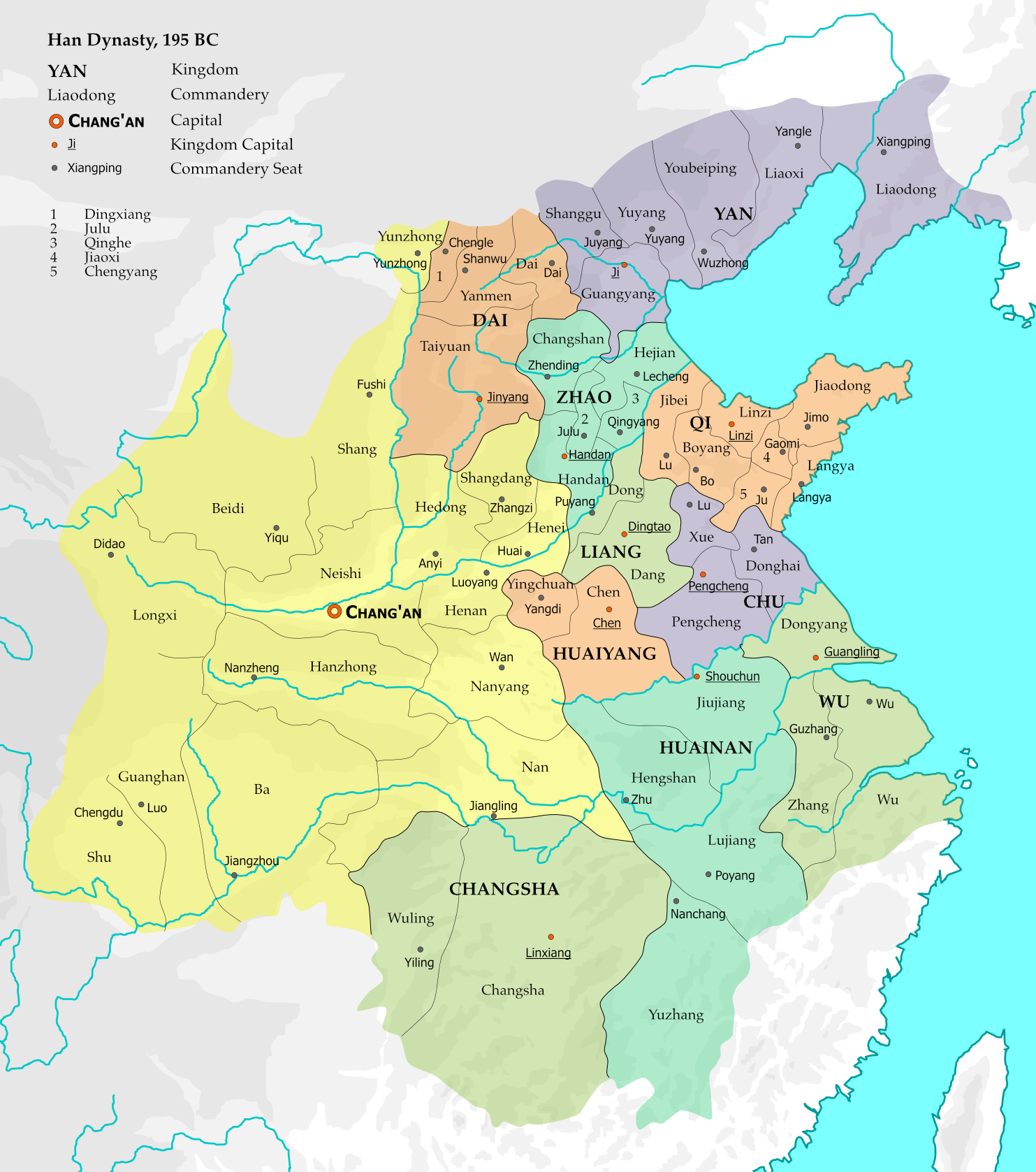
Cesarstwo Han i podległe mu królestwa w 195 p.n.e.

Decydującą rolę w obaleniu dynastii Qin odegrało dwoje rebeliantów pochodzących z dawnego królestwa Chu – należący do starej arystokracji Xiang Yu i wywodzący się z nizin społecznych Liu Bang (206–195 p.n.e.). To pomiędzy nimi rozegrała się walka o spadek po dynastii Qin, przy czym mieli oni zupełnie odmienną wizję nowego porządku – Xiang Yu ogłosił się Królem Hegemonem Zachodniego Chu (Xi Chu Bawang) i zamierzał rządzić Chinami jako przywódca konfederacji osiemnastu królestw, nawiązując tym samym do królów dynastii Zhou i hegemonów Okresu Wiosen i Jesieni. Liu Bang, który początkowo rządził w jednym z podlegających Xiang Yu królestw, obejmującym dawne rdzenne ziemie Qin, zmierzał natomiast do odtworzenia bardziej scentralizowanego reżimu, opartego na osiągnięciach dynastii Qin. Najbardziej wymownym nawiązaniem do poprzedniej dynastii był fakt, że po ostatecznym pokonaniu Xiang Yu w 202 p.n.e. Liu Bang przyjął tytuł nie króla, ale cesarza.

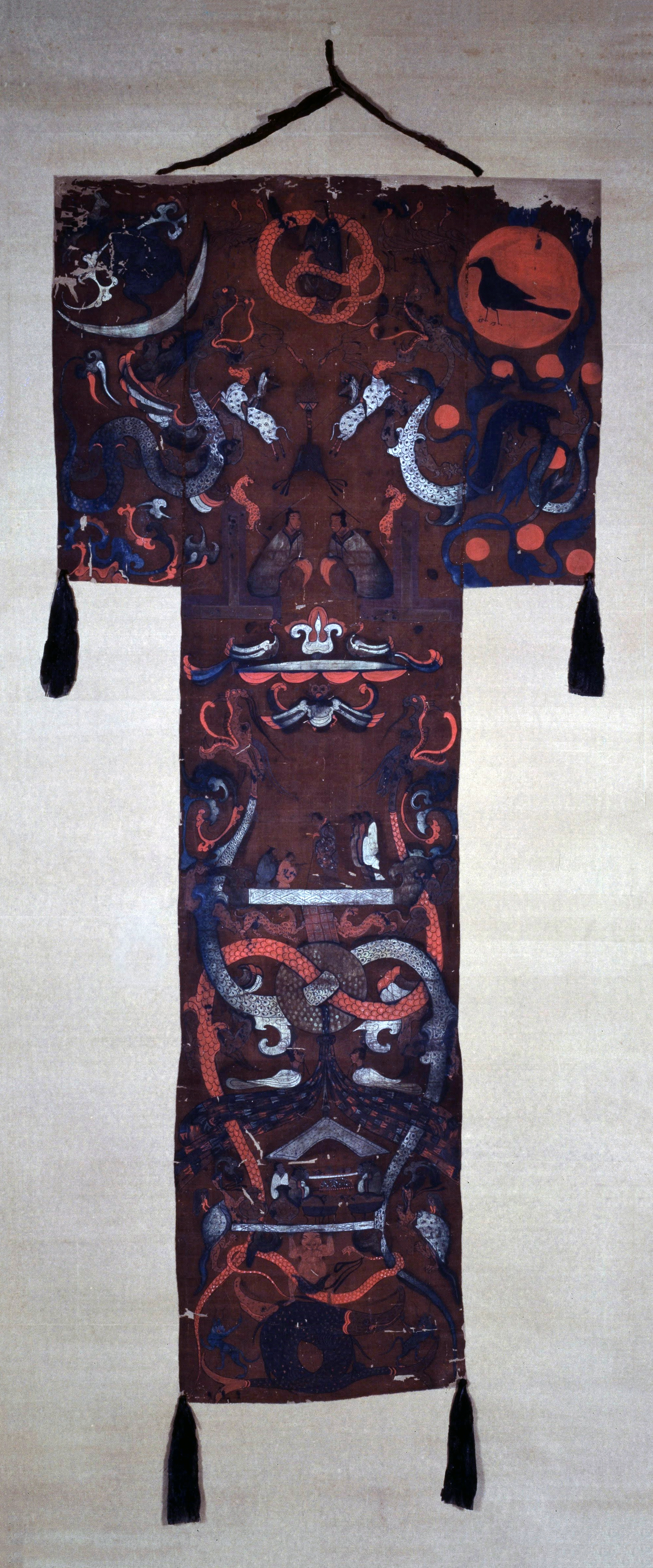
Jedwabna chorągiew z grobu Damy Dai w Mawangdui. Muzeum Prowincji Hunan

Ostatecznie cesarstwo Liu Banga było kompromisem pomiędzy starym a nowym. Podczas gdy jego zachodnia część została podzielona na komanderie i była rządzona za pomocą scentralizowanej administracji na wzór państwa Qin to wschodnia została podzielona na dziesięć podlegających zwierzchnictwu cesarza królestw. Od początku stosunki pomiędzy cesarzem a królestwami były podszyte wzajemną nieufnością i pomimo tego że wkrótce przyjęto zasadę, iż królami mogą być tylko członkowie rodu cesarskiego, ciągle dochodziło do buntów. Najsłynniejszym z nich była tzw. Rebelia Siedmiu Królestw ze 154 p.n.e. Na kompromisie była oparta także polityka zagraniczna Liu Banga, który po tym jak w 200 p.n.e. został pokonany przez Xiongnu, zaczął prowadzić w stosunku do nich politykę „pokoju i koligacji” (heqin), polegającą na małżeństwach księżniczek Han z przywódcami Xiongnu oraz płaceniu trybutu. W następnych dekadach Xiongnu wymuszali coraz korzystniejsze dla siebie układy, pomimo tego że najazdy koczowników na małą skalę nigdy nie ustały.
Cesarstwo Han ostatecznie zerwało z feudalną przeszłością dopiero za panowania cesarza Wu (141–87 p.n.e.), który wydał bezlitosną wojnę arystokracji. W trakcie jego rządów zniesiono niemal wszystkie królestwa oraz markizaty (hou), przy czym cesarz powołał nowych markizów, tworząc tym samym zalążek nowej, posłusznej sobie klasy wyższej. Państwo zaczęło także prowadzić aktywną politykę ekonomiczną, powołując m.in. państwowe monopole w dziedzinie produkcji i sprzedaży soli, żelaza i alkoholu. Ponadto rząd kontrolował ceny zboża oraz zakazał bicia prywatnej monety, wprowadzając jej jednolity standard dla całego imperium. Te ekonomiczne reformy były konieczne, cesarz bowiem zerwał z polityką heqin wobec Xiongnu i potrzebował nowych dochodów na prowadzenie wojny. Pomiędzy 135 a 119 p.n.e. przedsięwzięto siedem wielkich kampanii przeciwko Xiongnu, które doprowadziły do utworzenia dwóch nowych komanderii na zachodzie. Wojna z Xiongnu pozwoliła także na nawiązanie kontaktów dyplomatycznych i handlowych z Azją Środkową. Polityka ekspansji nie ograniczała się do zachodu. Na północnym wschodzie armie Han dotarły aż do północnej Korei, na południowym zachodzie do dzisiejszego Junnanu, a na południu do wyspy Hainan i dzisiejszego Wietnamu. W sumie do 104 p.n.e. cesarz Wu dodał do cesarstwa Han dwadzieścia nowych komanderii, tworząc tym samym największe imperium jakie do tej pory widział świat.

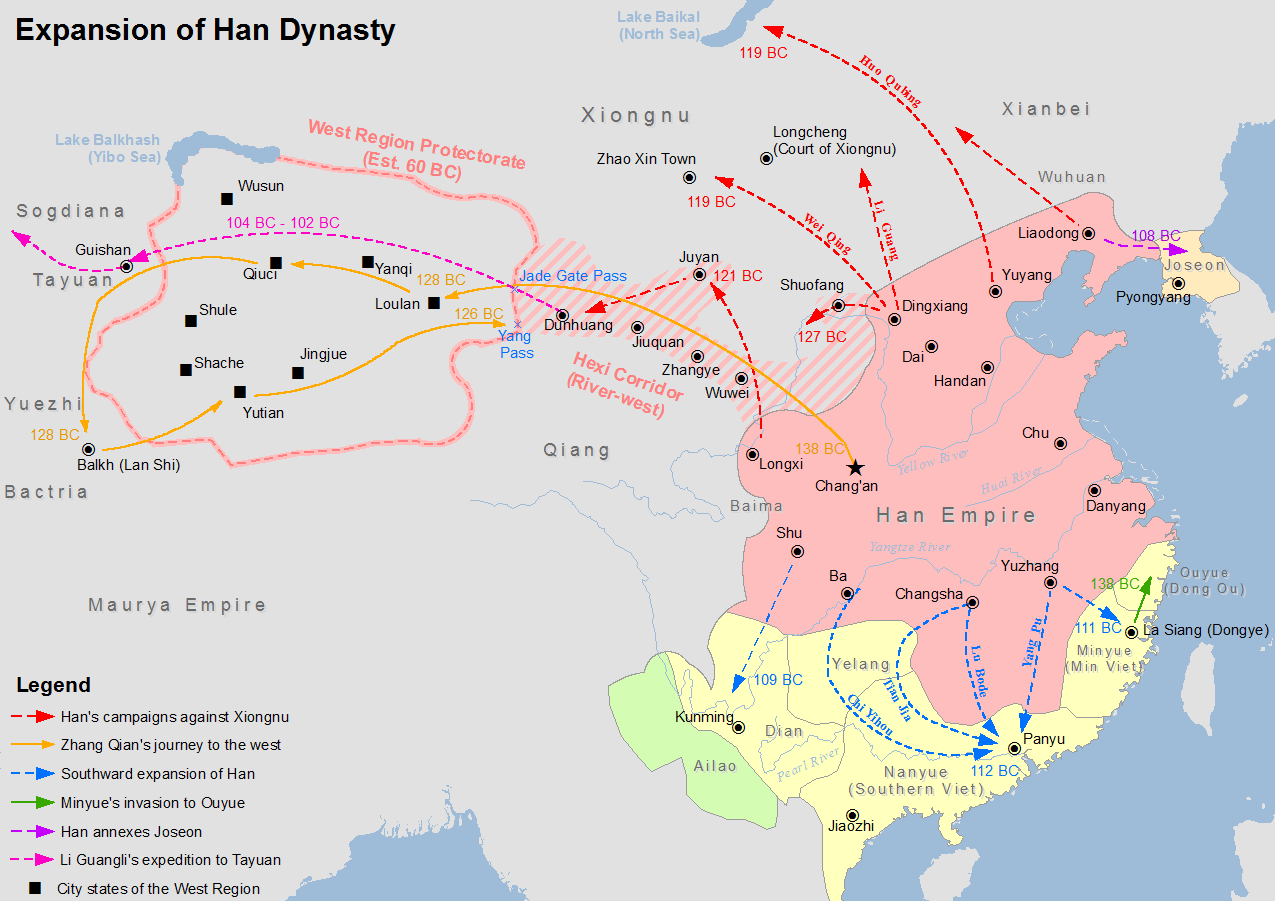
Ekspansja cesarstwa Han za panowania cesarza Wu (141–87 p.n.e.) i jego następców

W ten sposób cesarz Wu w pełni zrealizował ideał scentralizowanego imperium zapoczątkowany przez Qin. Pomimo to jego cesarstwa nie można zakwalifikować jako prostego powtórzenia państwa Pierwszego Cesarza, z drobnymi zmianami. Różnice widać przede wszystkim w warstwie ideologicznej. W 124 p.n.e. cesarz Wu utworzył Uniwersytet Cesarski (taixue), na którym miano uczyć konfucjańskiego pięcioksięgu. To tych właśnie dzieł dotyczył edykt o spaleniu ksiąg. Od tej pory do niedawna żyjący raczej na marginesie konfucjaniści zaczęli korzystać z cesarskiego patronatu i ich nauczanie zaczęło dominować nad dziedzictwem pozostałych Stu Szkół. To zwycięstwo miało jednak swoją cenę – gdy w cesarstwie wykrystalizowała się ideologiczna ortodoksja, swoboda myślenia charakterystyczna dla Stu Szkół odeszła do przeszłości. W przeciwieństwie do cesarstwa Qin Han zatem nie sprawowało ideologicznej kontroli poprzez prześladowania inaczej myślących (chociaż okazjonalnie także one się zdarzały), ale raczej poprzez hojne wspieranie cesarskich uczonych, w taki sposób że myśliciele nie związani z dworem znaleźli się na politycznym i intelektualnym marginesie.  Na dworze cesarza Wu działał także najsłynniejszy chiński historyk wszystkich czasów, Sima Qian, którego Zapiski historyka stały się wzorem dla całej późniejszej oficjalnej historiografii (zob. Dwadzieścia Cztery Historie).
Po śmierci cesarza Wu głosy krytykujące jego ekspansjonistyczną i kosztowną politykę, słyszalne także za jego panowania, podniosły się z nową siłą. Wielu uważało, że należy powrócić do wzorów starożytności, przez co z reguły rozumiano czasy Zachodniej dynastii Zhou. To właśnie wtedy w życiu cesarstwa rzeczywiście zaczęli dominować konfucjaniści, podczas gdy we wcześniejszym okresie Han najważniejszą pozycję zajmowała taoistyczna szkoła Huang-Lao. Był to czas rozkwitu korelatywnej kosmologii, zapoczątkowanej przez Dong Zhongshu, która wiązała ze sobą świat ludzi i świat natury, utrzymując m.in. iż władza cesarska przysługuje na podstawie Mandatu Niebios. Powrót do przeszłości okazał się jednak niemożliwy. W 44 p.n.e. zniesiono monopole na sól i żelazo, jednak przywrócono je już kilka lat później, ponieważ utrata dochodów była zbyt dotkliwa. Powołano wiele nowych markizatów, jednak królestwa nigdy już nie powróciły do dawnej potęgi i odgrywały marginalną rolę w kraju, gdzie zdecydowana większość ludzi była skupiona w rządzonych przez państwową administrację komanderiach. Wycofano się z Korei i wyspy Hainan, których utrzymanie okazało się zbyt kosztowne, jednak pozostałe zdobycze cesarza Wu pozostały pod władzą imperium. Ostatecznie ta filozofia powrotu do przeszłości największy sukces odniosła w dziedzinie religii, bowiem konfucjaniści przekonali cesarza Chenga (33–7 p.n.e.) do rezygnacji z cesarskiego kultu odziedziczonego po dynastii Qin i zastąpienia go praktykowanym przez Zhou kultem Nieba.
Jednym z najgłośniejszych zwolenników powrotu do starożytności był Wang Mang (9–23 n.e.), bratanek cesarzowej wdowy Wang Zhengjun, który został regentem małoletniego cesarza Pinga (1–6 n.e.). Kiedy Ping zmarł, Wang Mang ogłosił się „pełniącym obowiązki cesarza” (chin. 假皇帝 pinyin jiǎ huáng dì), a w 9 n.e. rozpoczął rządy jako pierwszy cesarz nowej dynastii Xin, co uzasadniał twierdząc, iż przysługuje mu Mandat Niebios. W trakcie swojego panowania próbował on wymazać dziedzictwo dynastii Han, przeprowadzając reformy przekształcające społeczeństwo na wzór przeszłości, tak jak ją rozumiał na podstawie swojej własnej interpretacji konfucjanizmu. Reformy Wang Manga były jednak ogromnie niepopularne – właściciele ziemscy sprzeciwiali się jego próbom redystrybucji ziemi, zaś próby reformy pieniężnej szybko doprowadziły do utraty poczucia ekonomicznego bezpieczeństwa wśród szerszej populacji. Kraj zaczęły pustoszyć chłopskie rebelie, z których największą było tzw. Powstanie Czerwonych Brwi. Ostatecznie w 23 Wang Mang zginął w swojej stolicy zabity przez rebeliantów, jednak koncepcja Mandatu Niebios utrwaliła się jako uzasadnienie dynastycznej zmiany.

### Wschodnia dynastia Han

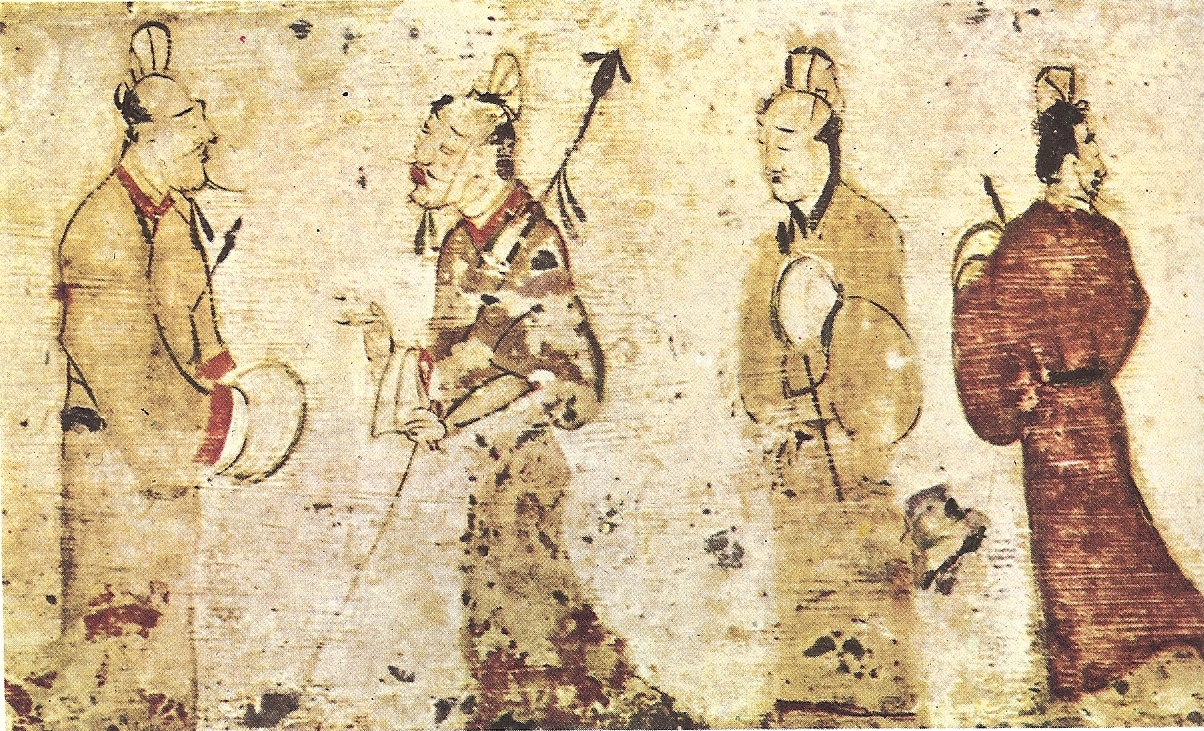
Malowidło na ceramicznym kaflu dekorującym nagrobek z epoki Han. Museum of Fine Arts w Bostonie

Założyciel Wschodniej dynastii Han, Liu Xiu, cesarz Guangwu (25–57), był jednym z wielu przywódców rebeliantów walczących z Wang Mangiem i dalekim krewnym rodu cesarskiego. Z tego pokrewieństwa z rodem panującym Liu Xiu uczynił swój polityczny kapitał, przedstawiając swoją walkę o dziedzictwo po Wang Mangu jako restaurację dynastii Han. Zarówno współcześni, jak i tradycyjna chińska historiografia zaakceptowali roszczenia Liu Xiu i nowy reżim do dzisiaj jest zazwyczaj traktowany jako proste przedłużenie dynastii Han. W rzeczywistości jednak tak bardzo różnił się od poprzedzającego go imperium, że właściwie powinno się mówić o odmiennej dynastii. Pierwsi Hanowie opierali swoje rządy na ziemiach dawnego państwa Qin na zachodzie, gdzie znajdowała się ich stolica, Chang’an (dzis. Xi’an). Liu Xiu wywodził się ze wschodu i przeniósł stolicę do położonego w tym regionie Luoyangu. To dlatego mówi się o Zachodniej i Wschodniej dynastii Han (albo Wcześniejszej i Późniejszej).
Zachodnia dynastia Han opierała się na znanych ze swojej waleczności ludziach z północnego zachodu. Tam miała swoje istotne interesy i stąd była gotowa walczyć z zagrażającymi temu regionowi Xiongnu. Wschodni Hanowie opierali się na elicie wywodzącej się ze wschodu, która nie była powiązana ze swoimi poprzednikami. Wschód zawsze słynął z zamiłowania do studiowania konfucjańskich klasyków i wkrótce droga do awansu została zamknięta przed ludźmi z zachodu, uważanymi za niewykształconych prostaków. Jednocześnie państwo nie było już gotowe do obrony północnego zachodu za wszelką cenę. Gdy w 45 do Luoyangu przybyła delegacja zachodnich państw prosząc o ponowne ustanowienie protektoratu nad Regionami Zachodnimi Liu Xiu odmówił. W tym samym czasie wewnętrzne konflikty wśród Xiongnu doprowadziły do rozpadu ich państwa na Xiongnu Północnych i Południowych. Zdaniem wielu była to idealna okazja do ostatecznego pokonania Xiongnu, lecz zamiast przedsięwziąć wielką kampanię na północy Liu Xiu zdecydował się jedynie na wsparcie słabszych, Południowych Xiongnu, zgodnie z zasadą „rozgrywania barbarzyńców za pomocą barbarzyńców” (yiyi zhiyi). Ilekroć istniała taka możliwość, preferowano zatem politykę defensywną, a nie o wiele kosztowniejszą politykę agresji. Było to zgodne z ogólną polityką samoograniczenia państwa, objawiającą się w redukcji administracji i wojska. Najważniejszą ze związanych z tym decyzji było zniesienie powszechnego obowiązku służby wojskowej, który był dziedzictwem potrzebujących masowych armii państw Okresu Walczących Królestw. Odtąd polegano na profesjonalnych żołnierzach oraz obcych wojskach posiłkowych, zaś wraz z tym jak pogłębiał się podział na cywili i żołnierzy armia zaczęła być wyspecjalizowanym społeczeństwem wewnątrz społeczeństwa. Zniesienie powszechnego obowiązku służby wojskowej miało szczególnie daleko idące konsekwencje, ponieważ „żaden z reżimów w cesarskim okresie dziejów Chin nie przywrócił w pełni tego systemu”

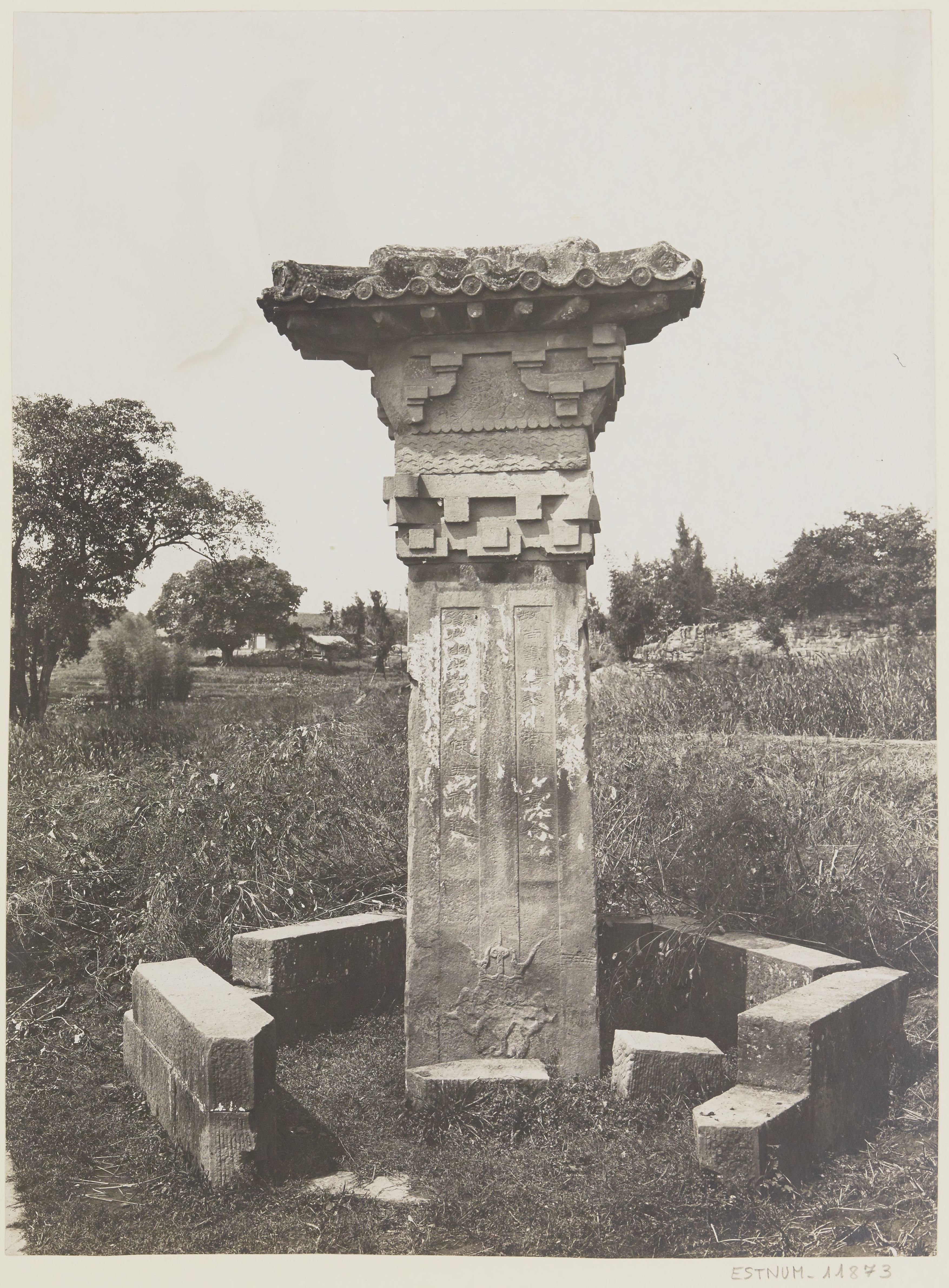
Feng Huang Que - ocalały filar z grobowca Feng Huanga, urzędnika Wschodniej dynastii Han, w dzis. Dazhou

To wszystko oczywiście nie znaczy, że Wschodnia dynastia Han nie prowadziła wojen. W 73 i 89 roku przedsięwzięto w końcu dwie wielkie kampanie przeciwko Północnym Xiongnu, które zakończyły się ich zniszczeniem. Nie przyniosło to jednak spokoju, ponieważ miejsce Xiongnu zajęli Qiang na zachodzie oraz Xianbei i Wuhuan na północy. Z kolei na południu prowadzono ciągłe walki z ludami Man i Yue. Spośród wszystkich wojen prowadzonych przez cesarstwo najbardziej długotrwały i kosztowny był konflikt z Qiangami, który w swoich kolejnych odsłonach w sumie objął ponad połowę panowania Wschodnich Hanów. Nie tylko przysporzył on imperium ogromnych strat i doprowadził do jego bankructwa, ale także pogłębił polityczne podziały pomiędzy wschodem a zachodem. Wojny z Qiangami dodatkowo komplikowała kwestia tego, że z punktu widzenia cesarstwa zaliczali się do nich zarówno barbarzyńcy, jak i jego poddani. Stąd miały one charakter zarówno zewnętrznych konfliktów, jak i wewnętrznych rebelii, zaś w miarę jak intensywność konfliktu narastała Wschodni Hanowie zaczęli zaliczać do Qiangów wszystkich buntowniczych mieszkańców północnego zachodu, niezależnie od ich rzeczywistego etnicznego pochodzenia. O stosunku urzędników z Luoyangu do tego regionu świadczy fakt, że kilkukrotnie proponowali oni pozostawienie go barbarzyńcom. Chociaż plany te ostatecznie odrzucono, to jednak wielokrotnie ewakuowano wybrane mniejsze terytoria, stosując taktykę spalonej ziemi. Być może czasami te decyzje były uzasadnione ze strategicznego punktu widzenia, lecz postępując w ten sposób Wschodni Hanowie dawali wyraźny znak, że nie traktują północnego zachodu jako integralnej i niezbywalnej części imperium.
Wschodnia dynastia Han od początku była wspólnym przedsięwzięciem potężnych rodów ze wschodu. Wywodziło się z nich większość (jeśli nie wszystkie) spośród cesarzowych tego okresu i powinowactwo z rządzącą dynastią pozwalało ich rodzinom na dodatkowe rozciągnięcie swoich wpływów poprzez uzyskanie kolejnych urzędów i nadań. Silny cesarz był w stanie powściągnąć ambicje krewnych swojej małżonki, jednak począwszy od cesarza He (89–105) wszyscy kolejni władcy Wschodniej dynastii Han wstępowali na tron jako dzieci. W takiej sytuacji cesarzowa wdowa wyznaczała na regenta swojego ojca albo innego męskiego krewnego, zaś kiedy cesarz dorastał, próbował odzyskać rzeczywistą władzę z pomocą eunuchów. Ostatecznie walka pomiędzy dwiema frakcjami przybierała formę zbrojnego konfliktu. Do dwóch najkrwawszych odsłon tego brutalnego cyklu doszło w roku 168 i 189. W pierwszym z tych przypadków eunuchowie użyli gwardii cesarskiej przeciwko ojcu cesarzowej wdowy Dou Wu, który popełnił samobójstwo, podczas gdy jego zwolennicy zostali zabici lub aresztowani. W drugim eunuchowie uprzedzili plan ich wymordowania zabijając brata cesarzowej wdowy He Jina, jednak w odwecie urzędnik Yuan Shao dokonał rzezi enuchów za pomocą oddziałów wojska.
Późniejszy chaos pozwolił prowadzącemu wojska z północnego zachodu generałowi Dong Zhuo na zajęcie Luoyangu i zdjęcie z tronu młodego cesarza Liu Biana (189), którego zastąpił jego również niepełnoletnim bratem Liu Xie (cesarz Xian (189–220). Działania Dong Zhuo spotkały się z natychmiastową wrogą reakcją namiestników regionów położonych na wschód od stolicy. W odpowiedzi na to zagrożenie Dong Zhuo siłą przesiedlił mieszkańców Luoyangu do Chang'anu, przenosząc cesarską stolicę na jej dawne miejsce, które znajdowało się w jego strefie wpływów. Panujący w cesarstwie chaos dodatkowo powiększały skutki tzw. Powstania Żółtych Turbanów, które wybuchło w 184. Ten religijno-polityczny ruch żywił się generalnym niezadowoleniem z rządów skorumpowanej dynastii i chociaż cesarska armia szybko pokonała główne siły rebeliantów, to ich pozostałości przerodziły się w bandy terroryzujące szereg regionów kraju, przy czym niektóre z nich ostatecznie zasiliły prywatne armie lokalnych namiestników. To właśnie w ręce tych ostatnich przeszła rzeczywista władza i był to faktyczny koniec rządów dynastii Han, chociaż cesarz Xian pozostał nominalnym władcą aż do roku 220.
Trudno przecenić znaczenie dynastii Han dla chińskiej historii. Chociaż to dynastia Qin jako pierwsza zrealizowała ideał zjednoczonego cesarstwa, to jej rządy były krótkotrwałe. To właśnie dynastia Han ostatecznie rozwinęła i skonsolidowała cesarski system rządów, sprawiając że idea uniwersalnego imperium silnie zakorzeniła się w chińskiej kulturze. Do czasów obecnych Chińczycy nazywają siebie „Hanami”.

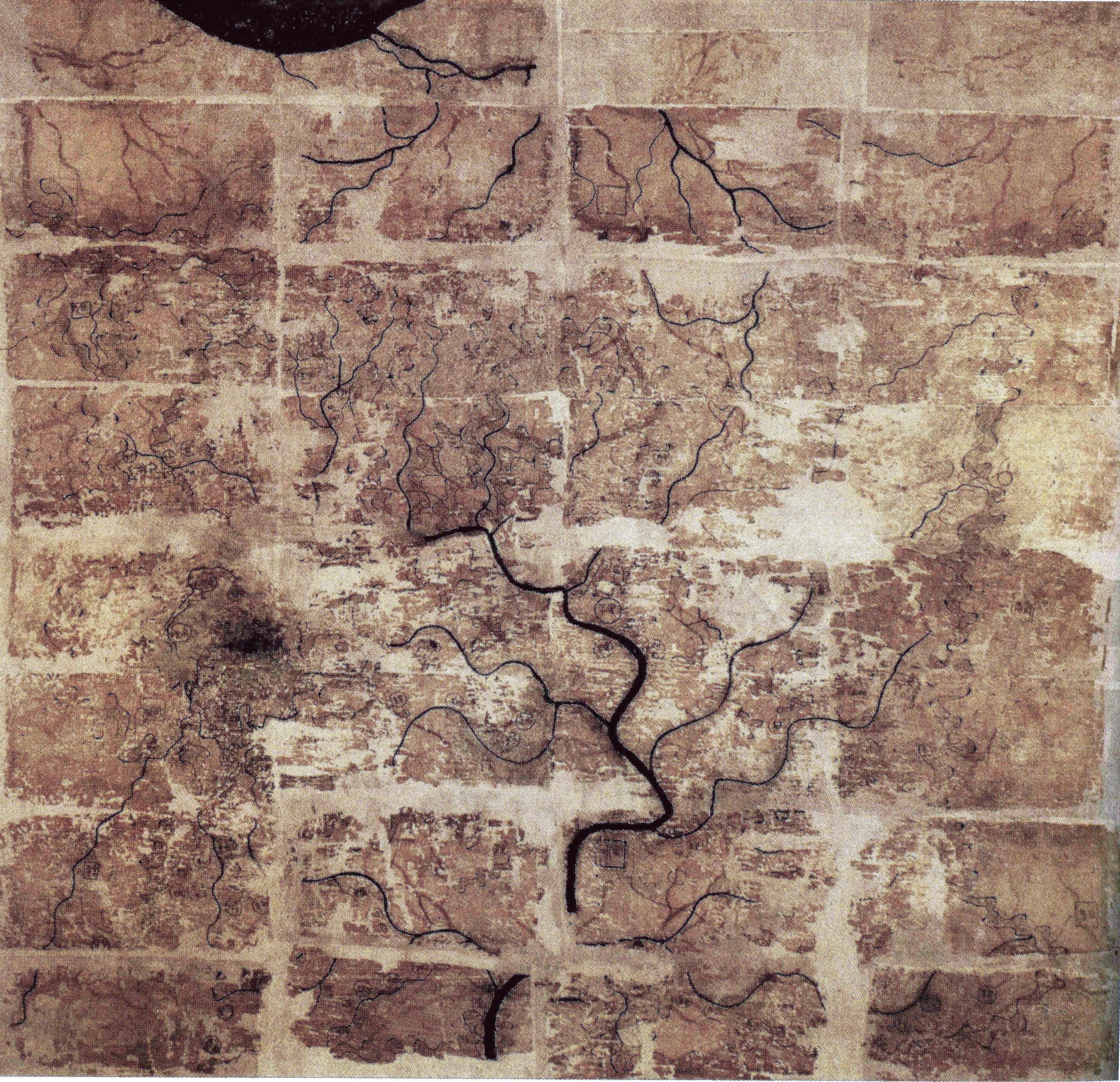
Jedwabna mapa z grobu w Mawangdui. Muzeum Prowincji Hunan
Kadzielnica z brązu (boshan lu) z grobowca księcia Liu Shenga (zm. 113 p.n.e.). Muzeum Prowincji Hebei
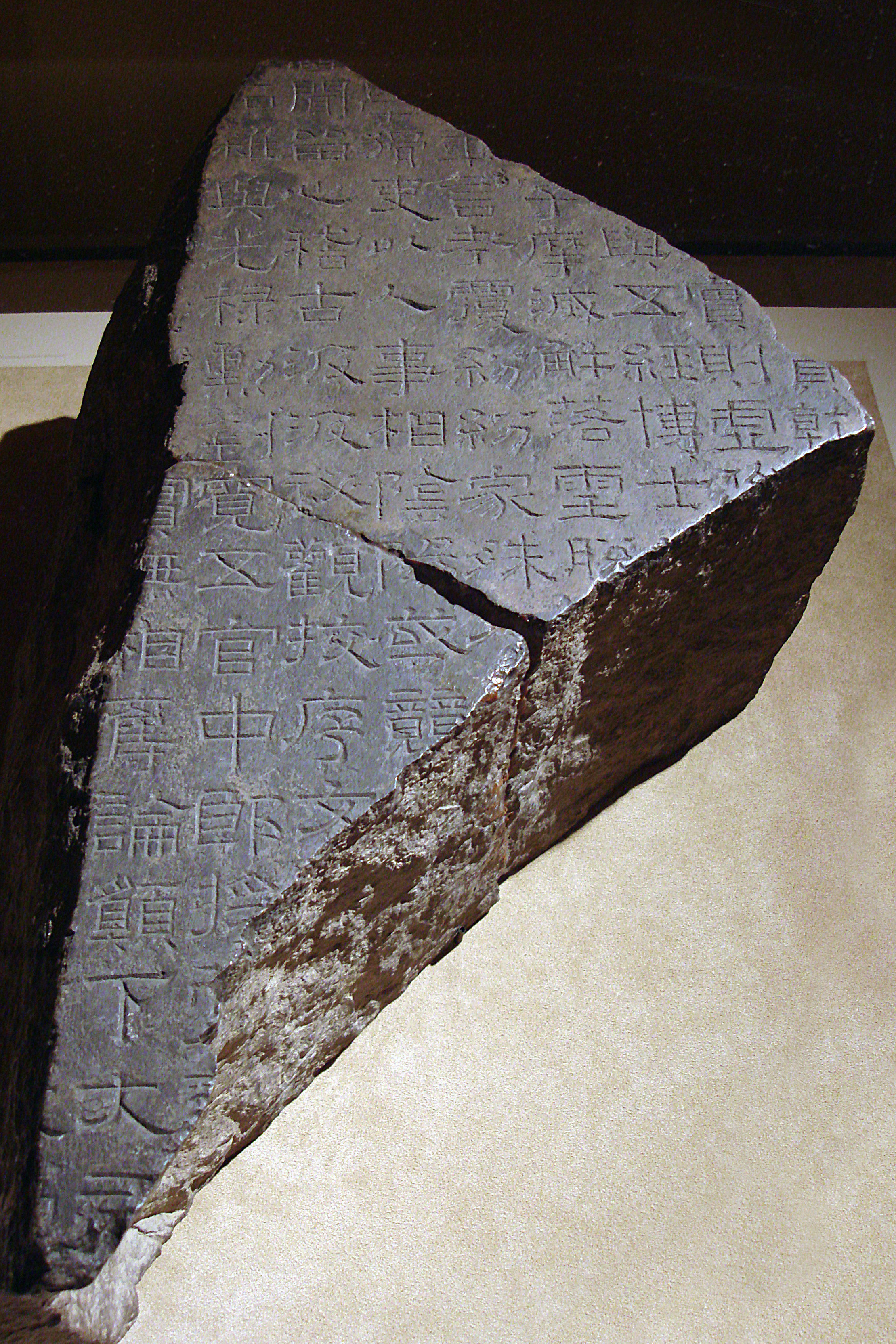
Fragment Pięcioksiągu konfucjańskiego przepisanego przez Cai Yonga i wyrytego w kamieniu na polecenie cesarza Linga (168-189). Chińskie Muzeum Narodowe
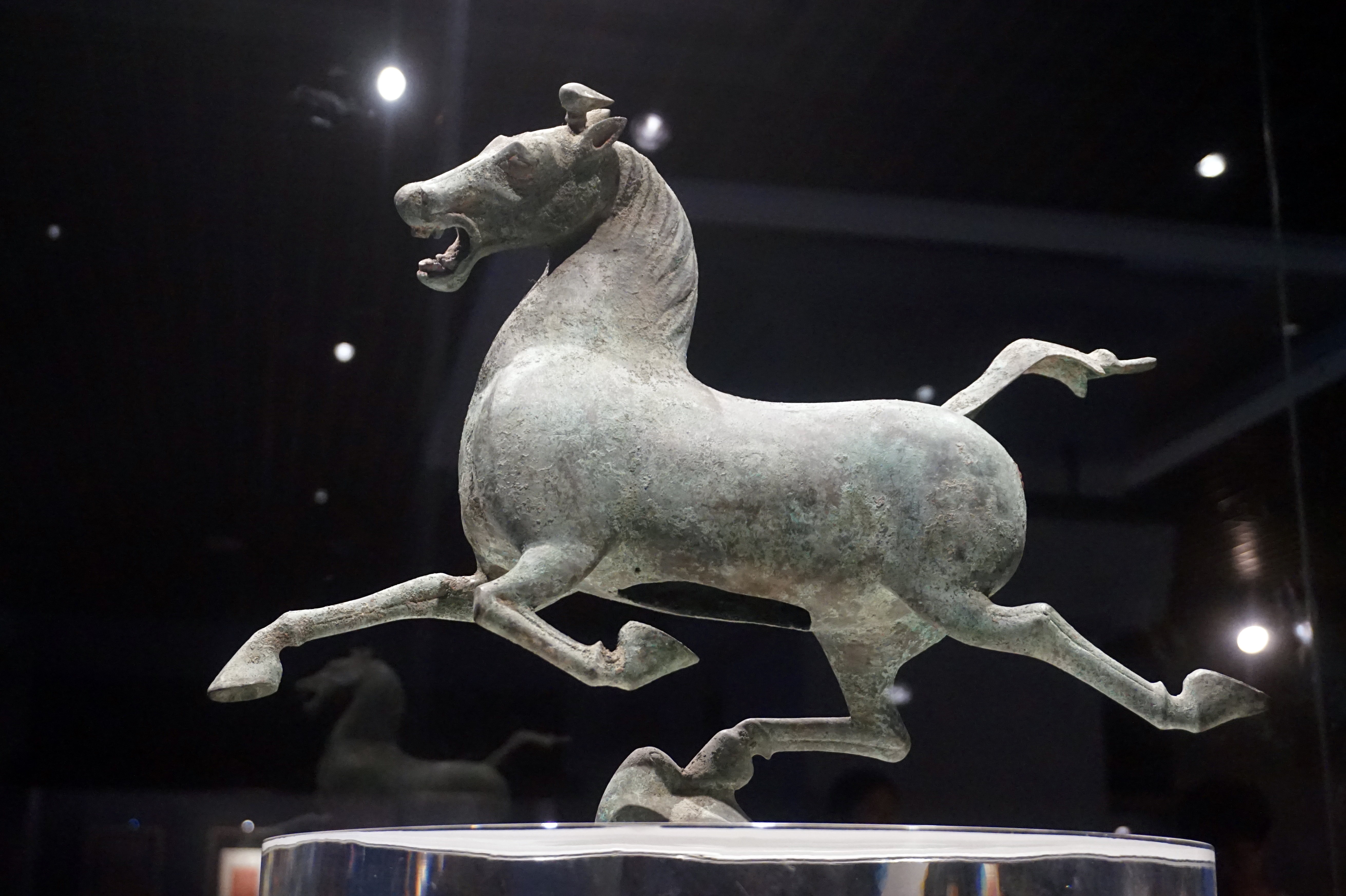
Lecący koń z Gansu, rzeźba z brązu z epoki Han. Muzeum Prowincji Gansu

## Okres Rozbicia (220-589)

### Trzy Królestwa

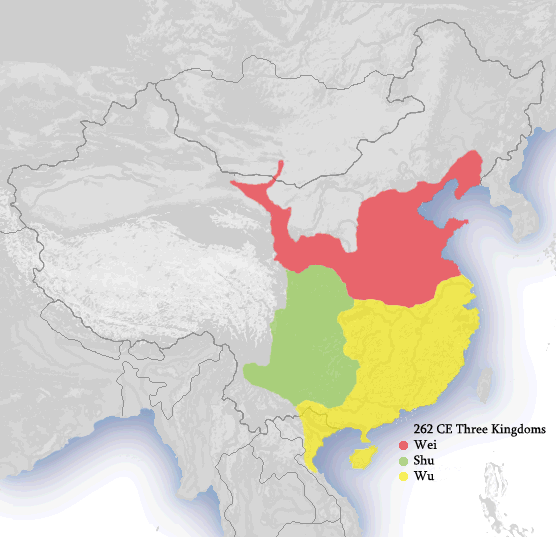
Państwa Wei, Shu i Wu ok. 262 roku

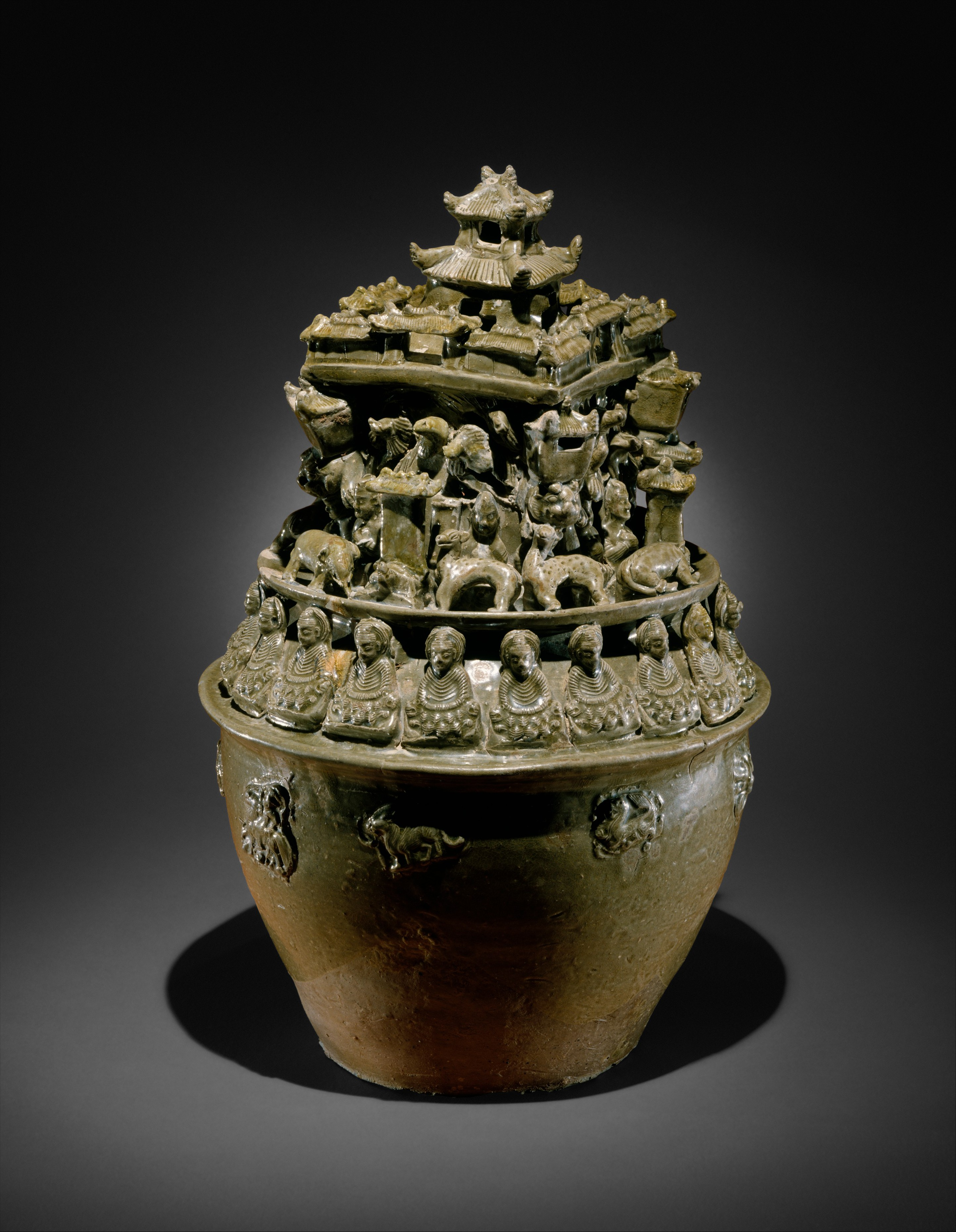
Ceramiczna urna pogrzebowa (hunping), druga połowa III wieku. W jej dekoracji taoistyczna wizja raju łączy się z szeregiem Buddów pogrążonych w medytacji, pokazując jak buddyzm stopniowo stawał się elementem lokalnych wierzeń. Metropolitan Museum of Art

Pośród ciągłych walk pomiędzy regionalnymi watażkami konkurującym o schedę po dynastii Han stopniowo wyłoniły się trzy państwa: obejmujące Północ Wei założone przez Cao Cao, obejmujące Południe Wu założone przez Sun Quana i położone na zachodzie, z ośrodkiem w Syczuanie, Shu, założone przez Liu Beia. Od początku Wei było zdecydowanie najpotężniejszym z trzech państw, ponieważ to na Północy mieszkała większość ówczesnych Chińczyków, jednak pomimo to przez długi czas nie było ono w stanie pokonać współdziałających ze sobą Wu i Shu, które panowały nad rzeką Jangcy. Dopiero pokonanie górskich przełęczy blokujących dostęp do Syczuanu i podbicie Shu w 263 pozwoliło Wei na opanowanie górnego biegu Jangcy i ostatecznie Chiny zostały zjednoczone pod egidą Północy po upadku Wu w 280.
W momencie upadku Wu dynastia założona przez Cao Cao już nie rządziła na Północy, została bowiem obalona przez ród Sima, który w 266 dał początek cesarstwu Jin. Epoka Trzech Królestw trwała zatem zaledwie kilkadziesiąt lat. Paradoksalnie, stanowi ona okres dziejów prawdopodobnie najlepiej znany samym Chińczykom, gdyż stała się przedmiotem słynnych Opowieści o Trzech Królestwach, gdzie powieściowa fikcja często jednak rozmija się z historyczną rzeczywistością. Spośród instytucji mających swoje początki w tym okresie należy wymienić rolnicze garnizony (tuntian) oraz system Dziewięciu Rang (jiupin), oba ustanowione przez Cao Cao. W rolniczych garnizonach pobierano od rolników daniny bezpośrednio w postaci części plonów, co korespondowało z generalnym upadkiem gospodarki pieniężnej po upadku cesarstwa Han. System dziewięciu rang miał zapobiegać korupcji i nepotyzmowi przy przydzielaniu urzędów, zastępując powszechny w czasach Han proceder rekomendowania urzędników przez lokalne elity procesem ich oceniania przez państwo. W rzeczywistości zmienił on niewiele w praktyce administracji, ale tak samo jak instytucję rolniczych garnizonów miało go przejąć i modyfikować wiele następnych dynastii. Dla przyszłości Chin istotne znaczenie miała także ekspansja Wu na Południu, która zmobilizowała nowe zasoby i pozwoliła ustanowić w tym regionie samodzielny reżim po upadku Zachodniej dynastii Jin w 316. W sumie przez niemal cały Okres Rozbicia, z wyjątkiem krótkiego momentu w latach 280 - 316, Południe ze stolicą w Jiankang (dzis. Nankin), miało być niepodległe, stąd w literaturze mówi się czasem o "Cesarstwie Jiankang".
Zarówno Cao Cao jak i jego dwaj synowie, Cao Pi i Cao Zhi, byli utalentowanymi poetami i dwór Wei był ważnym ośrodkiem literackiej aktywności. Wśród jego członków byli także prominentni uczeni tego okresu, wśród których narodziła się nowa szkoła filozoficzna, nazywana współcześnie neotaoizmem. Neotaizm jest często kojarzony z nurtem "czystej konwersacji" (Qingtan) i grupą znaną w późniejszej tradycji jako Siedmiu Mędrców z Bambusowego Gaju. Pod względem religijnym rozwijał się wówczas popularny taoizm i buddyzm, który pojawił się w Chinach w czasach Wschodniej dynastii Han.

### Dynastia Jin i Szesnaście Królestw

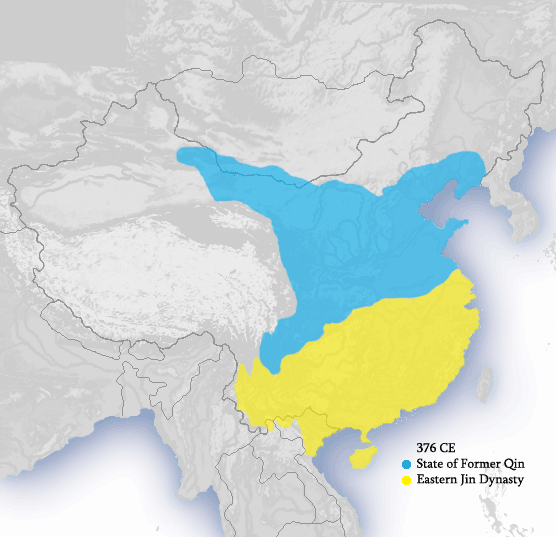
Wschodnia dynastia Jin i Wcześniejsze Qin, ok. 376 roku

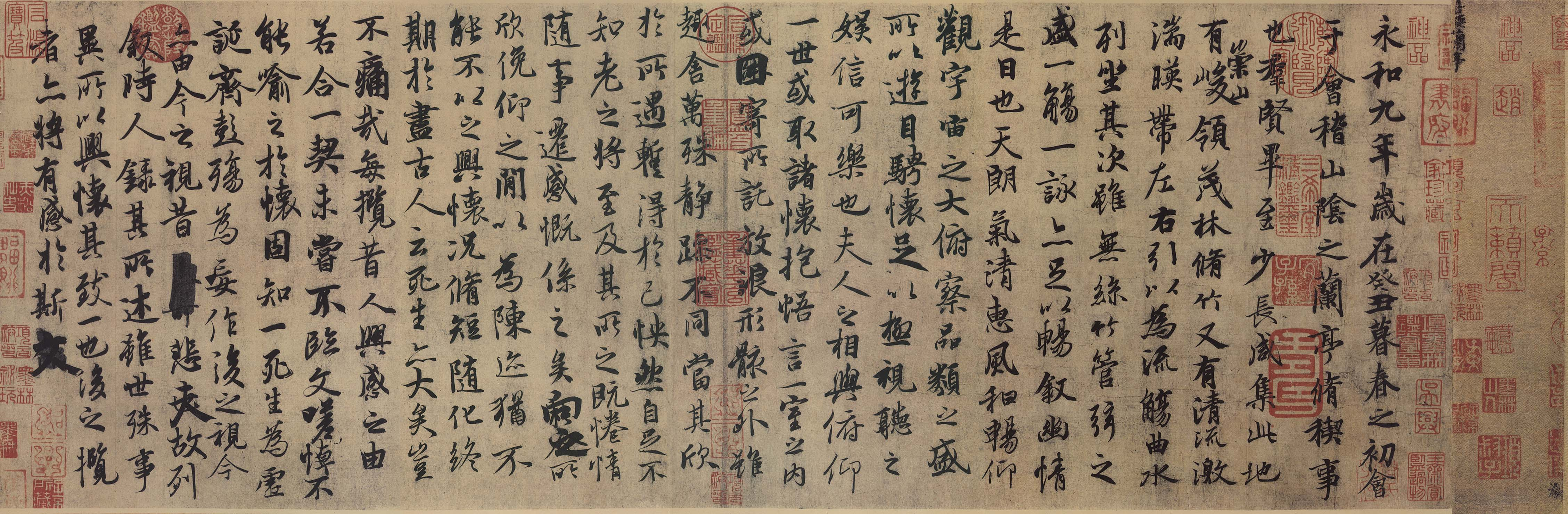
Rękopis z Altany Orchidei Wang Xizhi – kopia sporządzona przez Feng Chengsu (617-672) znajdująca się w Muzeum Pałacowym w Pekinie

Założyciel cesarstwa Jin, cesarz Wu (265-290), w kontraście do wcześniejszej polityki Wei przydzielił cesarskim książętom lenna, wraz z prawem do posiadania prywatnych armii. W założeniu miało to uniemożliwić obalenie dynastii przez proste dokonanie przewrotu w stolicy, tj. w sposób w jaki Sima obalili Cao. W praktyce, w sytuacji gdy ociężały umysłowo następca Wu, cesarz Hui (290-306), okazał się niezdolny do sprawowania efektywnych rządów, doprowadziło to do wyniszczającej wojny domowej. Tzw. Rebelia Ośmiu Książąt, podczas której o władzę walczyli ze sobą kolejni członkowie rodu Sima, wyczerpała militarne zasoby dynastii Jin i pozwoliła nie-chińskim siłom służącym cesarstwu na założenie własnych państw. W 304 wódz Xiongnu Liu Yuan (304-310) ogłosił powstanie nowej dynastii Han i uznaje się to za początek epoki Szesnastu Królestw, rządzonych przez tzw. „Pięciu Barbarzyńców” (Wu Hu), czyli ludy Xiongnu, Xianbei, Di, Qiang i Jie. Rebelia Ośmiu Książąt zakończyła się wraz z instalacją na tronie cesarza Huaia (307-311), nie był on jednak w stanie obronić Luoyangu, który w 311 został splądrowany przez armię Han. Był to faktyczny koniec rządów Jin na Północy.
W okresie Szesnastu Królestw (304-439) Centralna Równina była rządzona przez szybko zmieniające się reżimy, powstałe na bazie militarnych sukcesów ich przywódców, które zazwyczaj przestawały istnieć w momencie, gdy ich założyciel poniósł klęskę. Co więcej, jego śmierć prowadziła do rozwiązania węzłów osobistej lojalności, na których opierały się te państwa, i w związku z tym zagrożeniem dla ich bytu była także każdorazowa sukcesja. Nieco inna sytuacja panowała na północnym zachodzie i w korytarzu Gansu, które cieszyły się pewną stabilnością odpowiednio w ramach kolejnych państw Yan rządzonych przez należących do Xianbei Murong (Wcześniejsze, Późniejsze, Południowe i Północne Yan) oraz mieszanych chińsko-barbarzyńskich państw Liang (Wcześniejsze, Późniejsze, Południowe, Zachodnie i Północne Liang). Zamieszkujący Mandżurię Murong byli ludem półosiadłym i ich mieszana ekonomia oraz połączenie koczowniczych armii z chińską administracją były pierwowzorem postępowania wielu późniejszych barbarzyńskich dynastii w Chinach. W 381 Północ została zjednoczona przez Fu Jiana (357-385) z Wcześniejszego Qin, jednak jego państwo rozpadło się po klęsce inwazji na Południe w bitwie nad rzeką Fei. Początkowo najpotężniejszym z państw sukcesyjnych po Wcześniejszym Qin było Późniejsze Yan, ostatecznie jednak w 439 północne Chiny zostały zjednoczone przez Północną dynastię Wei, założoną przez należących do Xianbei Tuoba, którzy przejęli wiele instytucji od Murong. W tych czasach bezustannej wojny i upadku tradycyjnych wartości ludzie masowo przyjmowali buddyzm, który obiecywał zbawienie w przyszłym życiu. Ówcześni władcy widzieli w nowej religii także użyteczną ideologię, przemawiającą do wszystkich ich poddanych, niezależnie od ich pochodzenia. To dlatego mnich Fotudeng stał się bliskim doradcą Shi Le (319-333), a jego uczeń, Dao’an, odgrywał podobną rolę przy Fu Jianie. Dao’an miał być mistrzem Huiyuana, tradycyjnie uważanego za pierwszego patriarchę Szkoły Czystej Krainy.
Po upadku władzy dynastii Jin na Północy przeniosła się ona na Południe, ustanawiając stolicę w Jiankangu. Władza cesarzy tej nowej, Wschodniej dynastii Jin, była słaba, zaś państwo rozsadzał konflikt pomiędzy miejscową arystokracją a przybyszami z Północy. Żeby przeciwstawić się zagrożeniu z Północy kładziono duży nacisk na rozbudowę armii, czego ubocznym skutkiem był jednak wzrost wpływów wojskowych, takich jak Huan Wen, który przejął faktyczne rządy w państwie. W 402 syn Huan Wena, Huan Xuan, ogłosił się cesarzem, i dynastię uratował jedynie bunt jednego z jego podwładnych, Liu Yu (późniejszy cesarz Wu (420-422), który z powrotem osadził na tronie marionetkowego cesarza. Liu Yu przygotowywał się do przejęcia władzy w sposób dużo bardziej metodyczny niż Huan Xuan i ostatecznie ogłosił się cesarzem w 420, zakładając tym samym nową dynastię Song. Trwałym dziedzictwem Wschodniej dynastii Jin był dalszy wzrost chińskiego Południa - pomiędzy rokiem 280 a 464 zarejestrowana populacja tego regionu miała zwiększyć się pięciokrotnie, w dużej mierze w wyniku migracji z niespokojnej Północy. Jednocześnie Południe, w sytuacji opanowania Północy przez barbarzyńców, stało się swoistym repozytorium chińskich tradycji i ważnym centrum kultury. To wówczas mieli działać pierwsi znani z imienia chińscy artyści, których dzieła pozostały punktem wyjścia dla całej późniejszej sztuki, tacy jak kaligraf Wang Xizhi i malarz Gu Kaizhi. Poddanym Jin był także jeden z najczęściej czytanych chińskich poetów wszystkich czasów, Tao Yuanming.

### Dynastie Południowe i Północne

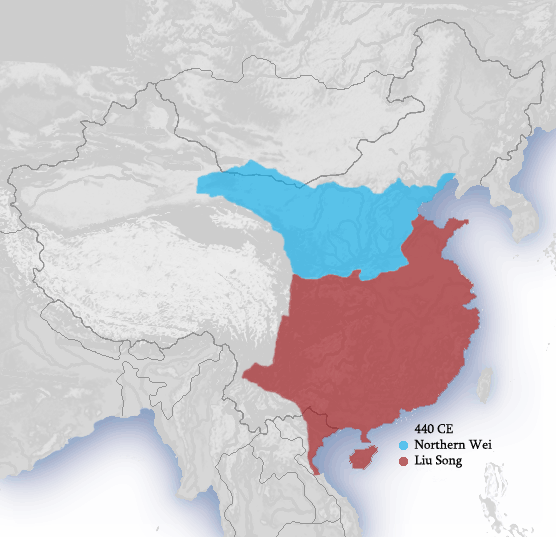

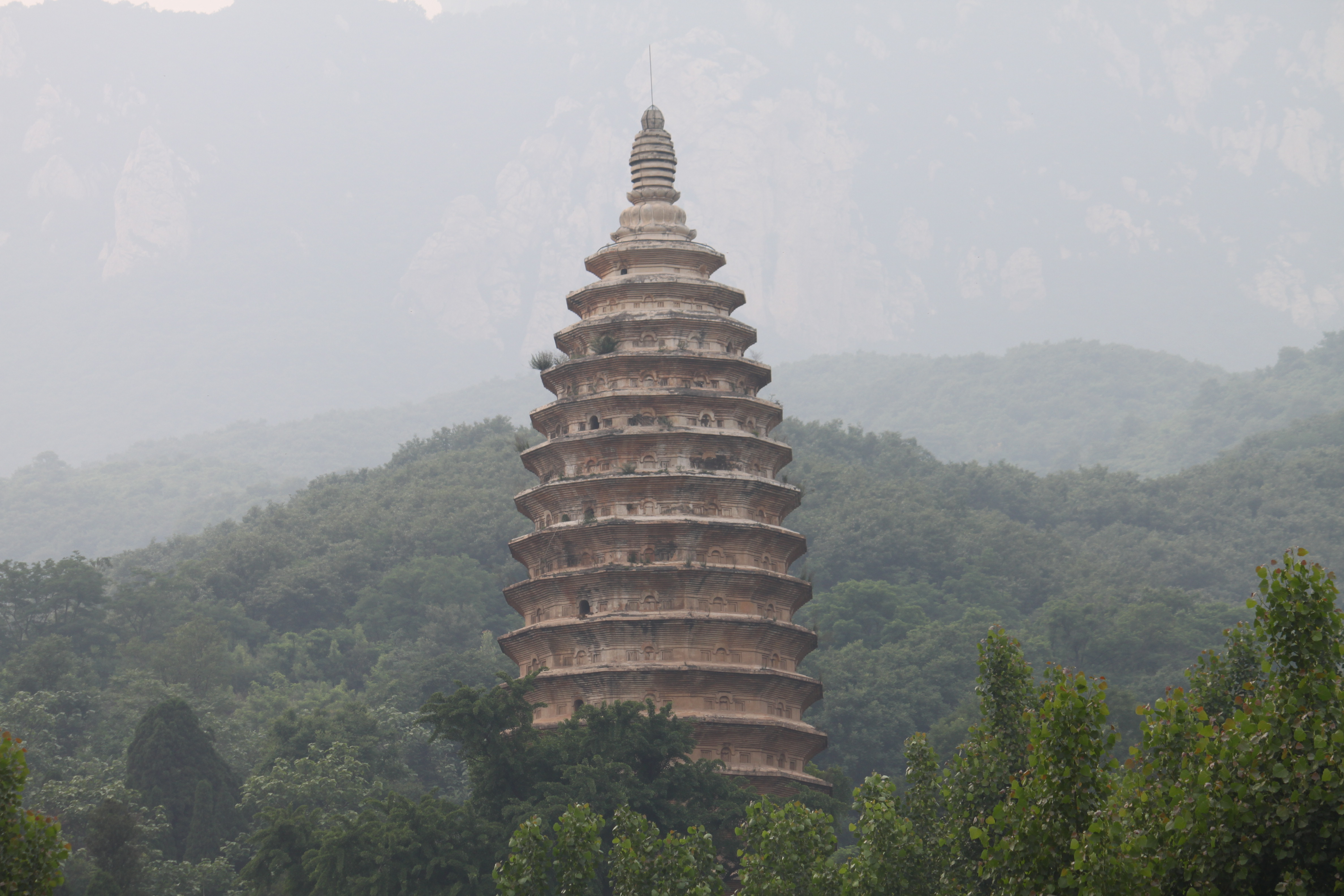
Pagoda Songyue zbudowana ok. 520 jest najstarszą zachowaną pagodą w Chinach

Przez większość tego okresu Chiny były podzielone na dwa cesarstwa, panujące na Północy i Południu. Południe było rządzone z Jiankangu przez kolejne dynastie Song (420-479), Qi (479-502), Liang (502-557) i Chen (557-589). W tym czasie nad Północą panowała Północna dynastia Wei (386-535), która w 535 rozpadła się na dwa cesarstwa, wschodnie i zachodnie. Podczas gdy Południe było rządzone przez dynastie chińskiego pochodzenia, to na Północy panowali stopniowo coraz bardziej zsinizowani Xianbei, przy czym stulecia mieszanych małżeństw i współpracy ze sobą doprowadziły ostatecznie do powstania mieszanej, chińsko-xianbei'jskiej elity, która miała rządzić w państwach powstałych po upadku Północnej dynastii Wei i dać początek kolejnym cesarskim dynastiom, Sui i Tang.
Po podbojach Liu Yu Cesarstwo Jiankang sięgało niemal południowych brzegów Huang He i miało swój największy zasięg terytorialny, przy populacji prawdopodobnie znacznie większej niż państwo Wei. Rządy syna Liu Yu, cesarza Wena (424-452), są uważane za pierwszy "złoty wiek" Jiankangu. Południe korzystało ze swojego ciepłego klimatu, długiego okresu wegetacji i obfitych opadów, co pozwalało na stworzenie wydajnego rolnictwa. Obszar ziem uprawnych powiększał się m.in. dzięki programowi kolonizacji, który odbywał się w ramach procesu podporządkowywania sobie tubylczych plemion zamieszkujących interior Południa, nazywanych przez Chińczyków Man. W tym okresie pojawiły się także nowe uprawy, będące przedmiotem rosnącego handlu, w szczególności herbata. Handel rozwijał się przy tym dzięki łatwej komunikacji wzdłuż dorzecza Jangcy, przy czym te szlaki wodne w Syczuanie i dolinie rzeki Han łączyły się z jedwabnym szlakiem. Leżący na końcu tej biegnącej daleko w głąb Eurazji sieci handlowej Jiankang, jednocześnie będący ważnym portem dla handlu z Koreą i Japonią, w piątym i szóstym wieku stał się jednym z największych miast ówczesnego świata. W tym samym czasie na dalekim Południu Kanton stał się najważniejszym portem obsługującym handel z Azją Południowo-Wschodnią i basenem Oceanu Indyjskiego. Szczyt pomyślności Południe osiągnęło podczas długiego panowania cesarza Wu (502-548), czego widomą oznaką był powrót do gospodarki pieniężnej.
Zarówno cesarz Wen, jak i Wu, pretendowali do bycia uniwersalnymi buddyjskimi monarchami (czakrawartin), przy czym ten drugi przeszedł do historii jako największy cesarski patron buddyzmu w Chinach. To religijne zaangażowanie pozwoliło mu również na wzmocnienie swoich rządów, bowiem "ogłaszając się jednocześnie bodhisattwą i cesarzem, rościł sobie prawo do władzy zarówno nad mnichami, jak i świeckimi". Kontakt z sanskrytem, z którego tłumaczone były buddyjskie teksty, sprawił iż chińscy uczeni uzyskali nową świadomość odrębności własnego języka i zaczęli analizować jego strukturę tonalną, co pozwoliło na sformułowanie nowych reguł tworzenia poezji, stojących za jej rozkwitem w epoce Tang. Zainteresowanie dawnym piśmiennictwem doprowadziło do ułożenia Wenxuan, najstarszej zachowanej antologii literatury chińskiej, oraz stworzenia przez Liu Xie podstaw krytyki literackiej. Złoty wiek Jiankangu zakończył się nagle w wyniku buntu renegata z Północy, generała Hou Jinga, który w 552 zabił cesarza Wu. Z ówczesnego chaosu skorzystała Wschodnia dynastia Wei, opanowując górny i znaczną część środkowego biegu Jangcy. Nowa dynastia Chen panowała tylko nad częścią dawnego terytorium cesarstwa Jiankang i równowaga sił przechyliła się zdecydowanie na korzyść Północy.
Zjednoczenie północnych Chin było dziełem cesarza Taiwu (424-452), który osobiście stał na czele armii dokonujących kolejnych podbojów i hołdował dawnym zwyczajom Xianbei. Na jego dworze regularnie używano ich języka, czczono tengri i czasami używano tytułu kagana, chociaż wobec swoich chińskich poddanych władca występował jako oddający hołd Niebu cesarz. Taiwu przesiedlił do swojej stolicy, Pingchengu, wielu mieszkańców podbitych terytoriów, co sprawiło iż znalazła się w niej liczna populacja buddyjska. Cesarz był jednak nieufny wobec religii swoich niedawnych przeciwników i pod wpływem Kou Qianzhi, związanego z Drogą Niebiańskich Mistrzów, przyjął taoizm. W 444 rozpoczęto pierwsze wielkie prześladowania buddyzmu w historii Chin i zakończyły się one, wraz z projektem taoistycznej teokracji, dopiero wraz zamordowaniem Taiwu w 452. Chwilowy sukces Kou Qianzhi nie zmienia faktu, że w ramach taoizmu stara Szkoła Niebiańskich Mistrzów zaczęła tracić wpływy na rzecz nowych szkół Lingbao i Shangqing.
Za następców Taiwu buddyzm zaczął się cieszyć cesarskim poparciem, czego wymownym świadectwem była budowa świątyń skalnych w Yungang, przy czym wiele z powstałych tam posągów Buddy nosiło rysy cesarzy Wei, co było zgodne z oficjalną doktryną utożsamiającą ich z Buddą. Jednocześnie postępował proces sinizacji Tuoba. Pod koniec V wieku cesarz Xiaowen (471 - 499) przeniósł stolicę do Luoyangu, dawnej stolicy Hanów, nakazał używania na dworze chińskiego języka, strojów i ceremoniału oraz zaczął wspierć politykę integracji Chińczyków i Xianbei poprzez mieszane małżeństwa i wspólny system rang. To także za jego panowania wprowadzono istotną innowację w postaci tzw. „systemu równych pól” (jun tian), który miał gwarantować każdemu dostęp do własnej działki ziemi i zapobiec jej przechodzeniu w ręce wielkich obszarników. Ta instytucja została przejęta przez kolejne chińskie dynastie, aż do Tang włącznie. Z nowym zespołem świątyń skalnych i setkami buddyjskich przybytków w samym mieście Luoyang był „pierwszą prawdziwie buddyjską stolicą w Chinach”. Wojny z Jiankangiem w latach 450-451 i 466-469 przesunęły granice Wei bardziej na Południe i zapewniły cesarstwu pierwsze dobre porty na terenie Szantungu. Jednocześnie zdobyto przyczółki na wschodnim końcu Jedwabnego Szlaku w Gansu i na początku VI wieku Północ wydawała się przeważać ekonomicznie nad Południem, czego świadectwem był fenomenalny wzrost stworzonego w 493 od podstaw Luoyangu.
Reformy Xiaowena spotkały się z oporem wielu starych rodów Xianbei i w 523 doszło do rebelii wśród nadgranicznych "Sześciu Garnizonów". W wyniku walk toczących się w następnych latach cesarze Północnej dynastii Wei utracili realną władzę, później zaś w 535 cesarstwo rozpadło się na dwie części, Zachodnią dynastię Wei (535–554) i Wschodnią dynastię Wei (535-550). W obu tych państwach faktyczną władzę sprawowali wojskowi, w pierwszym Gao Huan, zaś w drugim Yuwen Tai, i w obu ich potomkowie ostatecznie zastąpili cesarzy z rodu Tuoba, zakładając odpowiednio Północną dynastię Qi (550-577) i Północną dynastię Zhou (557–581). W 577 Zhou podbiło Qi, jednak już w 581 władzę cesarską w nim zagarnął generał Yang Jian (cesarz Wen (581-604), który założył nową dynastię Sui. W 589 armie Sui zdobyły Jiankang i zrównały go z ziemią, na powrót jednocząc Chiny

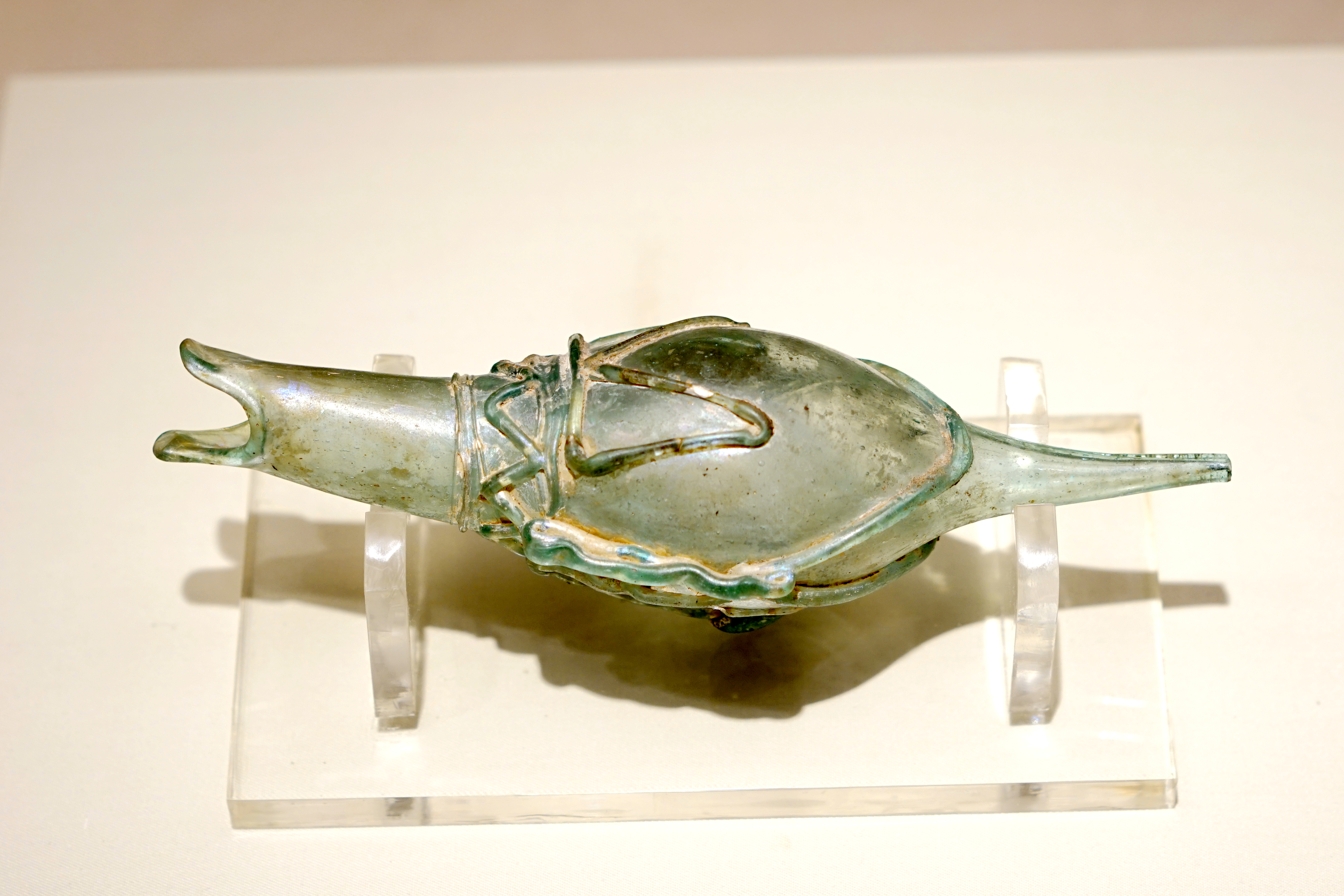
Szklany skraplacz w kształcie kaczki. Północne Yan. Muzeum Prowincji Liaoning
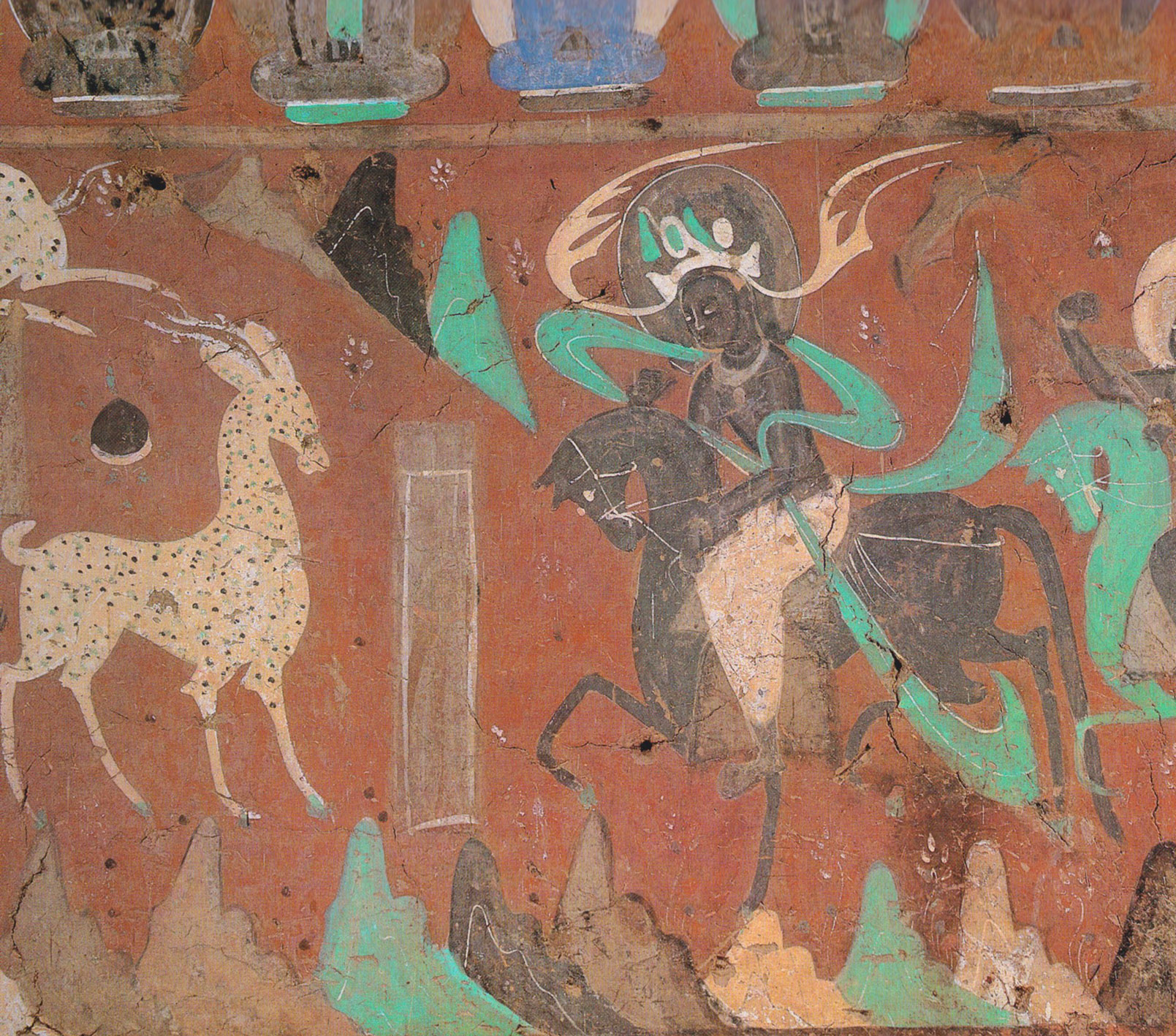
Mural z groty nr 257 w Mogao, ilustrujący dźatakę opowiadającą o wcieleniu Buddy w jelenia
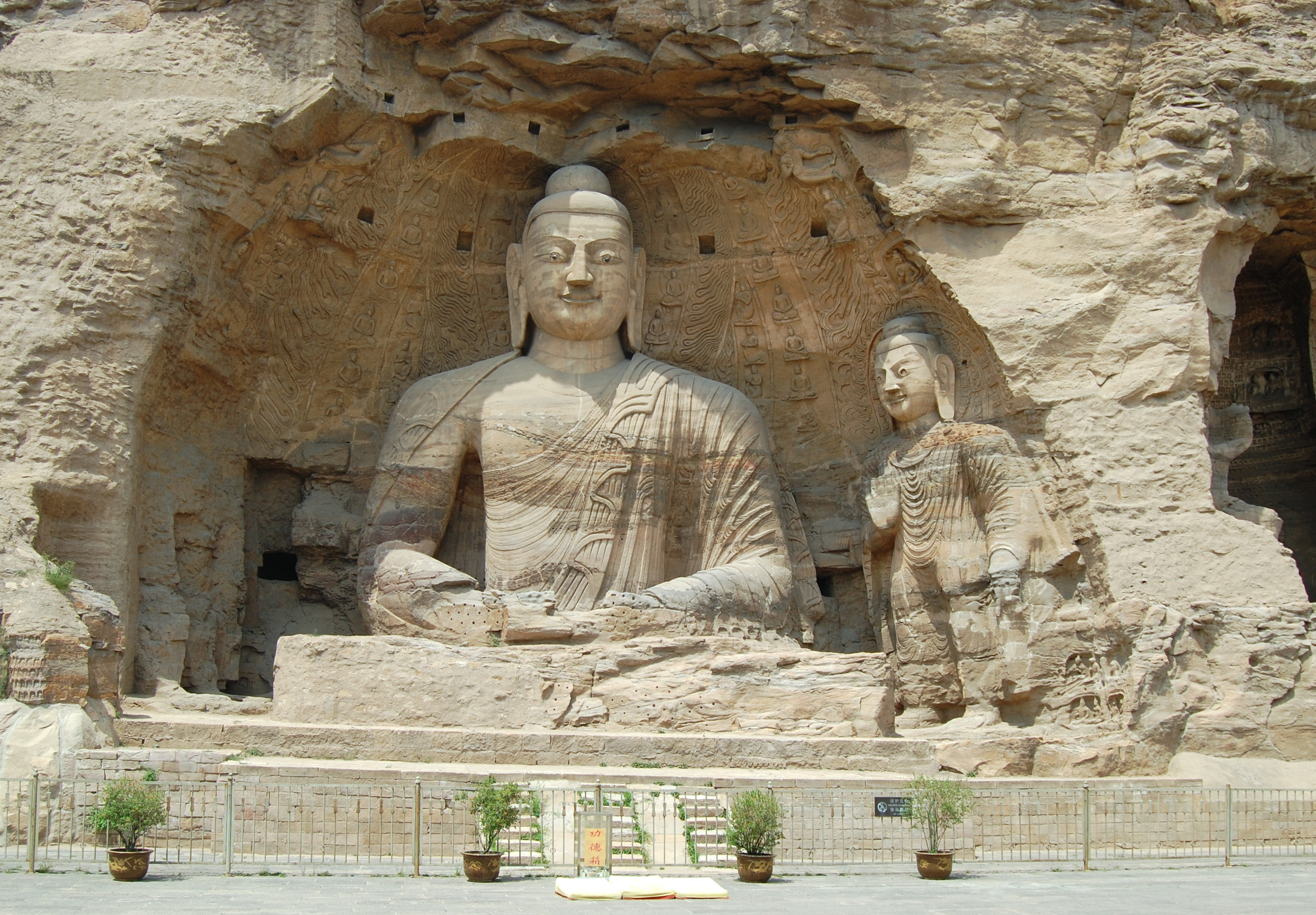
Wielki Budda Siakjamuni z mniejszym Buddą medycyny w grocie nr 20 w Yungang
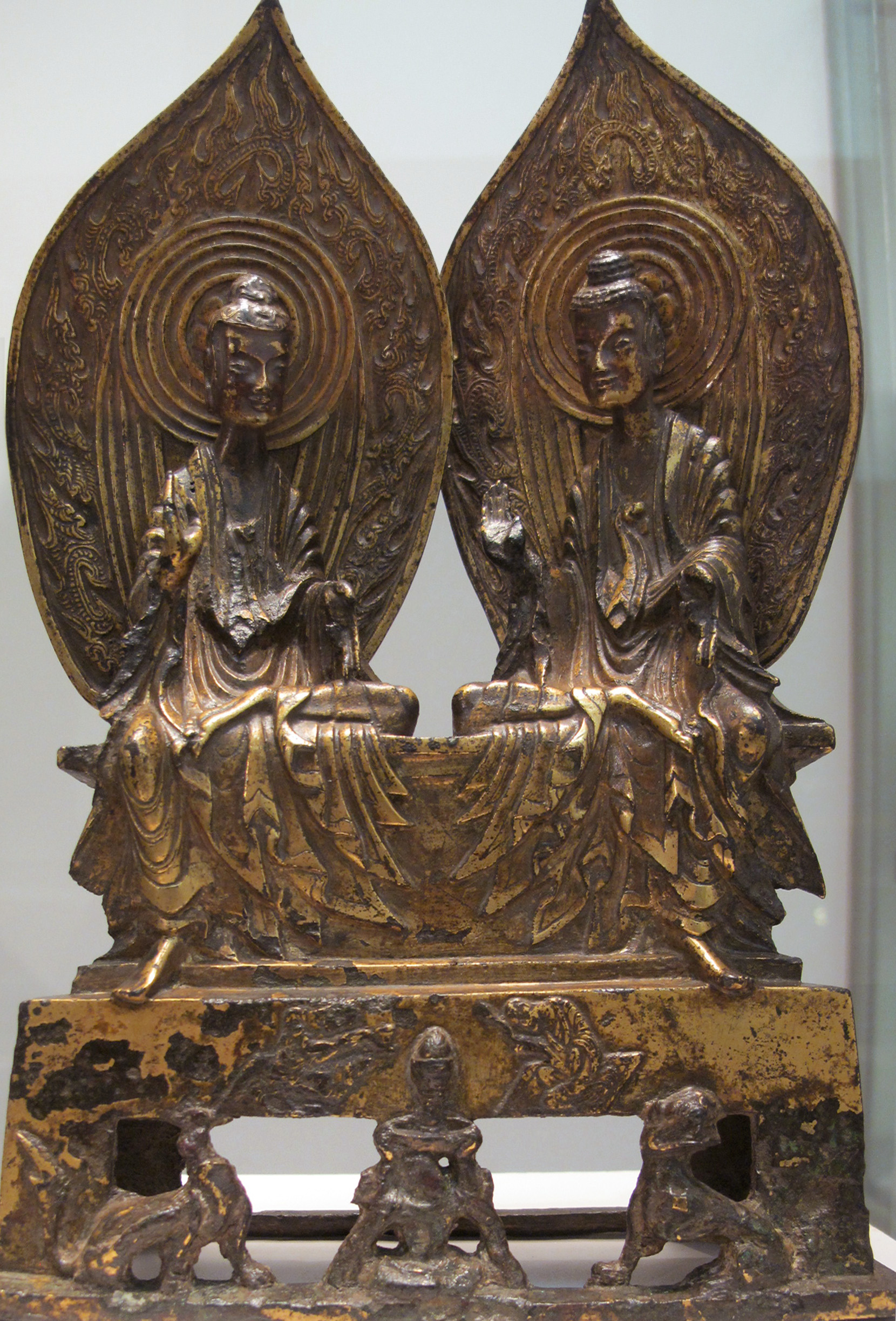
Budda Siakjamuni i Budda Prabhutaratna. Północna dynastia Wei, 518. Musée Guimet

## Dynastia Sui (581–618)

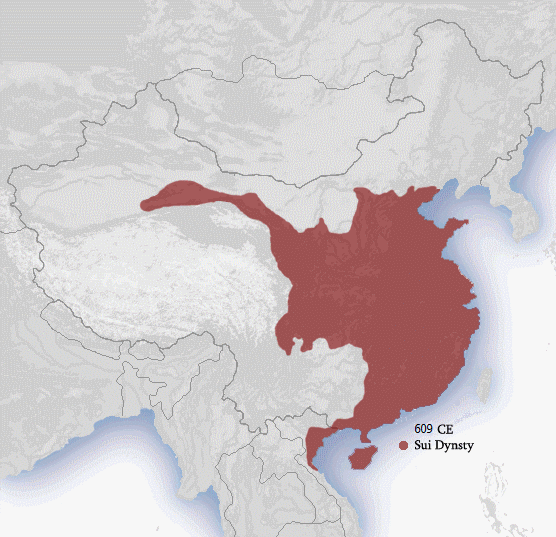
Obszar panowania dynastii Sui

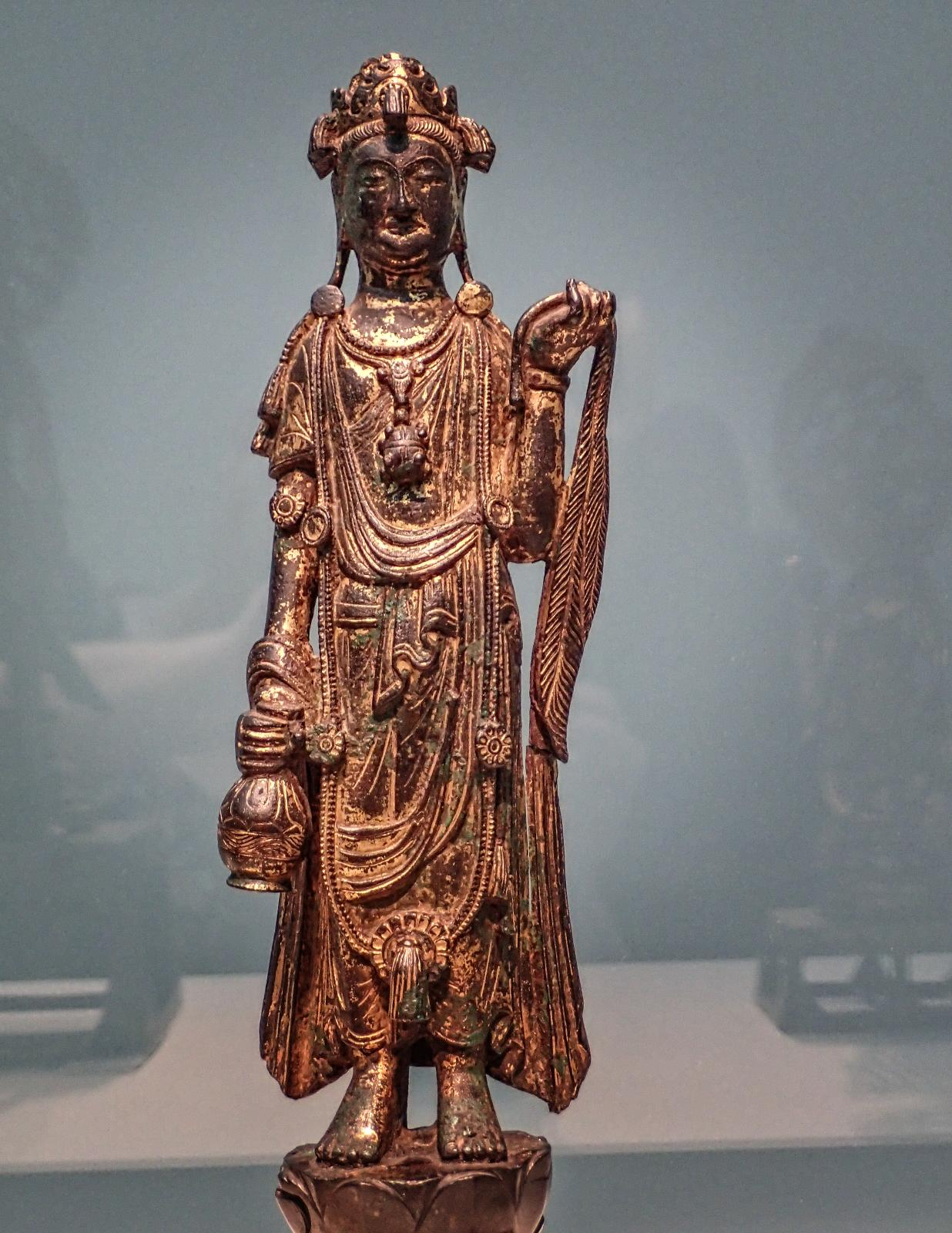
Brązowa figurka Guanyin z amforą i brzozową różdżką z epoki Sui. Freer and Sackler Galleries

Yang Jian próbując zunifikować zjednoczone cesarstwo odwoływał się do dziedzictwa dynastii Han, czego najbardziej widocznym przejawem było ustanowienie stolicy (nazwanej Daxingcheng) w pobliżu miasta stołecznego Hanów, Chang’anu. W nowej rzeczywistości to jednak Południe było najbardziej produktywnym regionem Chin i by zapewnić wyżywienie położonemu na Północy regionowi stołecznemu wybudowano Wielki Kanał, łączący dorzecze Jangcy i Huang He. Później syn Yang Jiana, Yang Guang (cesarz Yang (604–618), jeszcze przedłużył kanał, doprowadzając go do dzisiejszego Tianjin i Pekinu. Późniejsi chińscy historycy widzieli w wielkich kosztach budowy kanału jedną z głównych przyczyn upadku dynastii Sui, jednak „nie sposób przecenić jego znaczenia dla długotrwałej politycznej unifikacji Chin. [...] Jako zarazem symbol, jak i rzeczywisty środek transportu, Wielki Kanał łączył ze sobą w jeden organizm polityczny dwa regiony, które od czterech stuleci rozwijały się niezależnie od siebie”. Bez decyzji Yang Guanga o przedłużeniu Kanału o część północną trudno sobie wyobrazić późniejsze wyłonienie się Pekinu jako stolicy Chin.
Oprócz budowy Wielkiego Kanału Yang Jian przeprowadził również szereg reform administracyjnych i zbudował 3792 buddyjskich klasztorów, osiągnięcie, którego nie prześcignął żaden inny cesarz. W epoce Sui buddyzm był de facto religią państwową. Jak zaznacza John King Fairbank, „w wielkiej epoce buddyzmu w Chinach od wieku V do IX konfucjanizm pozostawał na ogół w cieniu, a nauka oraz sztuka buddyjska wywarły głęboki wpływ na chińską kulturę”. Yang Guang był owładnięty obsesją przyćmienia osiągnięć swojego ojca i oprócz rozbudowy Wielkiego Kanału zdecydował o budowie nowej stolicy w Luoyangu oraz całej sieci pałaców. Jego ambicja obejmowała również wielkie podboje i przeprowadził szereg kampanii zarówno na południu, jak i zachodzie, atakując m.in. Wietnam i Tuyuhun. Jego armie okazały się jednak niezdolne do podporządkowania sobie koreańskiego Goguryeo i katastrofalne straty poniesione w wojnie tym z państwem już w 613 doprowadziły do szeregu buntów w wyczerpanym kolosalnym wysiłkiem cesarstwie. W 618 Yang Guang zginął, a z chaosu rebelii wkrótce wyłoniła się nowa dynastia Tang.

## Dynastia Tang (618–907)

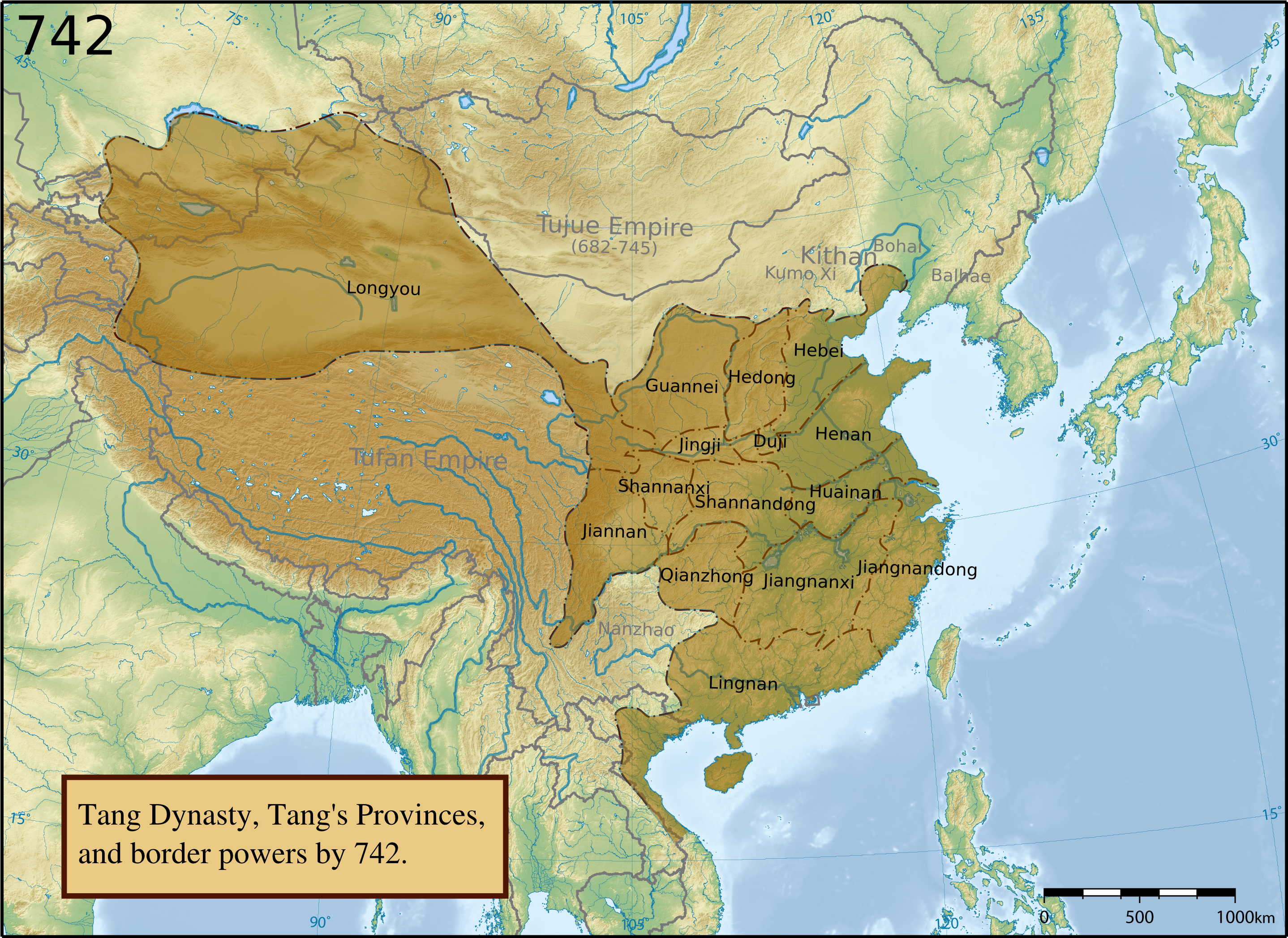
Państwo Tangów w 742 roku

Podobnie jak władcy poprzedniej dynastii również cesarze dynastii Tang wywodzili się z mieszanej, chińsko–koczowniczej elity, która rządziła w północnych Chinach. Ten związek ze światem północnych barbarzyńców pomógł drugiemu władcy dynastii, Taizongowi (626–649), w podporządkowaniu Turków i utworzeniu dualistycznego imperium, w którym Chińczykami rządził jako cesarz, zaś koczownikami jako kagan. Po śmierci Taizonga Zachodni Turcy powstali, jednak do 659 ich rebelia została stłumiona i w ciągu kilku następnych lat Tangowie rozciągnęli swoje rządy aż do granic Iranu, dalej na zachód niż jakakolwiek inna chińska dynastia. Jednocześnie na wschodzie w 660 podbito koreańskie państwo Baekje, a w 668 Goguryeo. To te dokonane we wczesnym okresie rządów Tangów podboje sprawiły, iż w chińskiej tradycji utrwalił się ich obraz jako najpotężniejszej z chińskich dynastii.

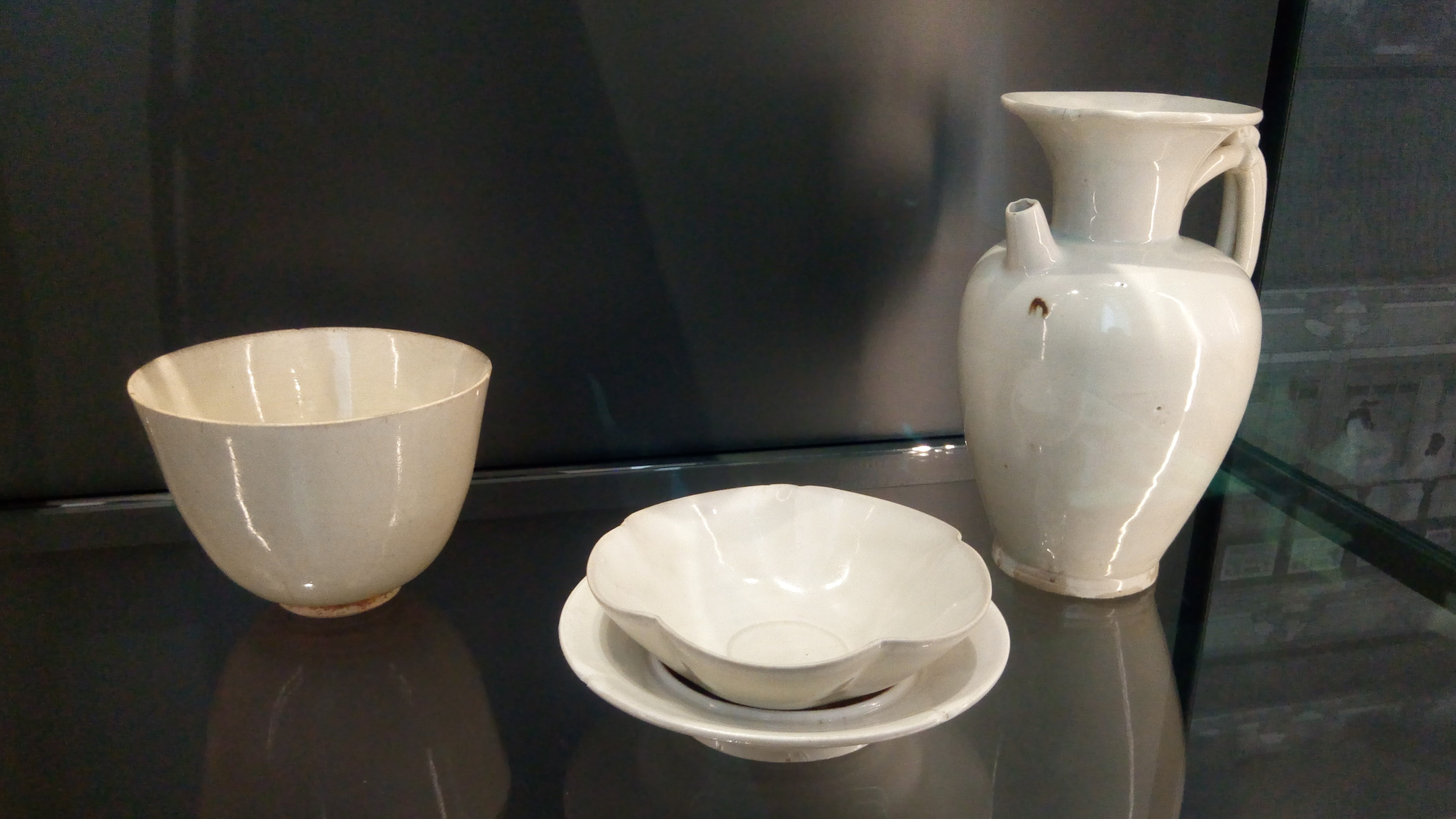
Pierwsze naczynia z białej porcelany – filiżanka datowana na epokę Sui (581–618) oraz miseczka ze spodkiem i dzbanek na herbatę datowane na IX–X w. Muzeum Brytyjskie

Już za panowania chorowitego syna Taizonga, Gaozonga (649–683), więzi pomiędzy chińskim władcą a Turkami osłabły i w 680 Wschodni Turcy powstali, by utworzyć nowy kaganat. Jednocześnie chińskiej pozycji na zachodzie zaczęło zagrażać imperium tybetańskie, zaś na wschodzie najazdy Kitanów i Balhae. Najważniejszym wydarzeniem panowania Gaozonga był wzrost wpływów jego konkubiny, Wu Zhao (690–705), która po jego śmierci doprowadziła do detronizacji swojego syna i w 690 objęła tron jako jedyna w historii Chin kobieta. Powołana przez nią Dynastia Zhou nie przetrwała jednak jej śmierci i Tangowie powrócili do władzy. Za ostatni okres pomyślności dynastii uznaje się długie panowanie Xuanzonga (712–756), które jednak skończyło się katastrofą. Armia Tangów początkowo opierała się głównie na rodzimych oddziałach fubing, ale stopniowo zastępowano ich barbarzyńskimi najemnikami. Jednocześnie za czasów Xuanzonga by wzmocnić obronę granic ustanowiono szereg „wojskowych namiestnictw” (jiedushi), które zaczęły być obsadzane przez zawodowych wojskowych niechińskiego pochodzenia. W 756 jeden z nich, An Lushan, wszczął bunt, stłumiony jedynie po uprzednim dwukrotnym splądrowaniu stolicy i szeregu koncesji na rzecz Kaganatu Ujgurów oraz de facto niezależnych namiestników, bez których wsparcia pokonanie rebeliantów byłoby niemożliwe.

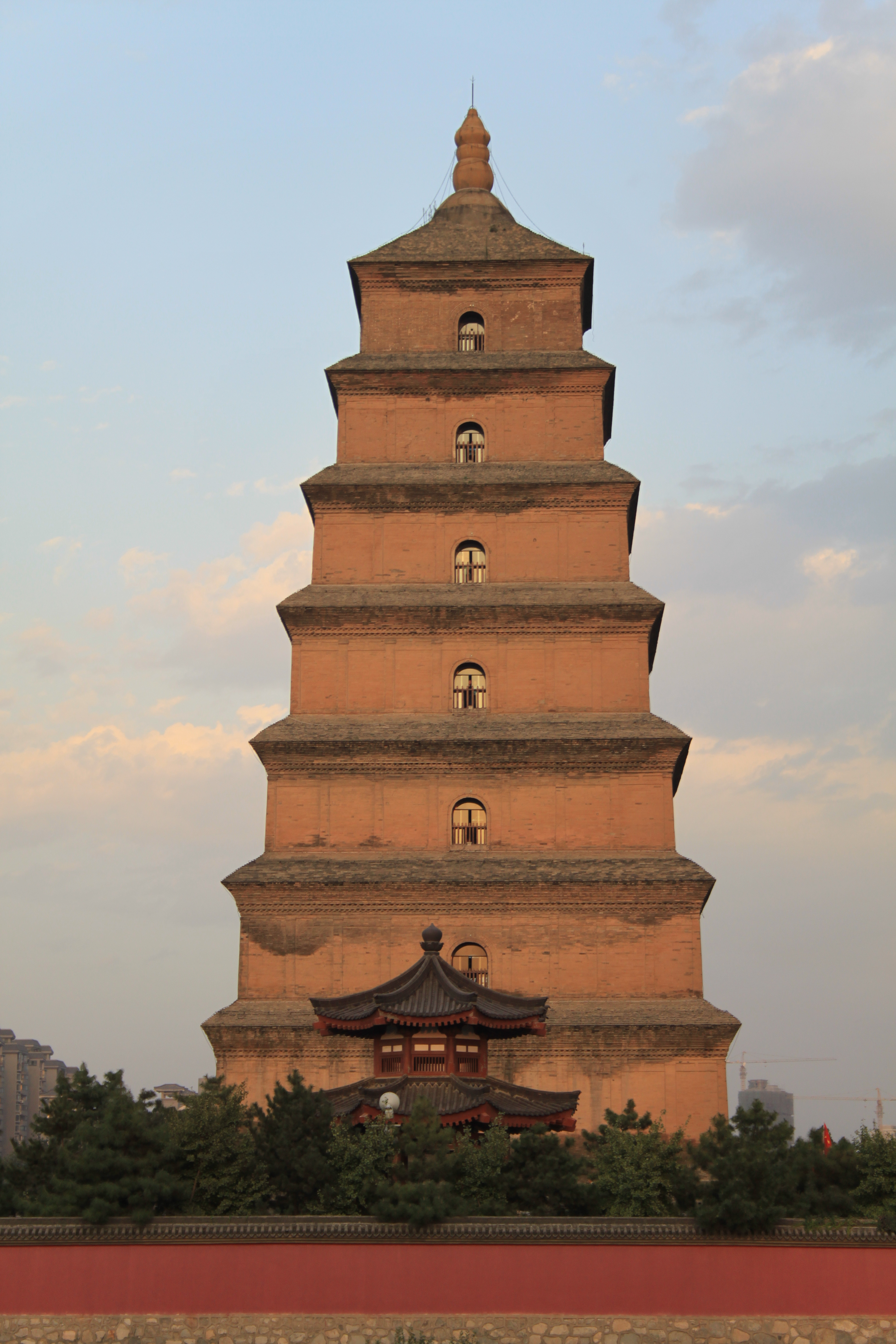
Wielka Pagoda Dzikich Gęsi wybudowana w Chang’anie w 652

Na skutek rebelii An Lushana Tangowie utracili swoje niechińskie terytoria, zaś na wpół niezależni wojskowi namiestnicy zaczęli rządzić nie tylko na terenach pogranicza, ale w samym sercu Chin. Xianzongowi (805–820) udało się na powrót podporządkować większość Chin bezpośredniej władzy cesarza, ale jego sukces okazał się krótkotrwały. Jednocześnie w tych czasach zamętu źródła potęgi starej arystokracji uległy zachwianiu, to zaś pozwoliło państwu na rekrutowanie urzędników w coraz większym stopniu na podstawie egzaminów, a nie systemu rekomendacji, co zapowiadało już czasy dynastii Song. Pod koniec panowania Tangów „całe cesarstwo było podzielone pomiędzy uzbrojone lokalne siły samoobrony, zmilitaryzowane prowincje, i, na najwyższym szczeblu, regionalne armie, które walczyły ze sobą o przywilej ustanowienia następnej dynastii”. Ostateczny cios dynastii zadała chłopska rebelia Huang Chao, który pomiędzy 878 a 884 spustoszył wielki obszar Chin, zajął Luoyang i zniszczył Chang’an. Cesarz był odtąd marionetką w rękach kolejnych regionalnych watażków i w 907 najpotężniejszy z nich, Zhu Wen, zakończył panowanie dynastii Tang.

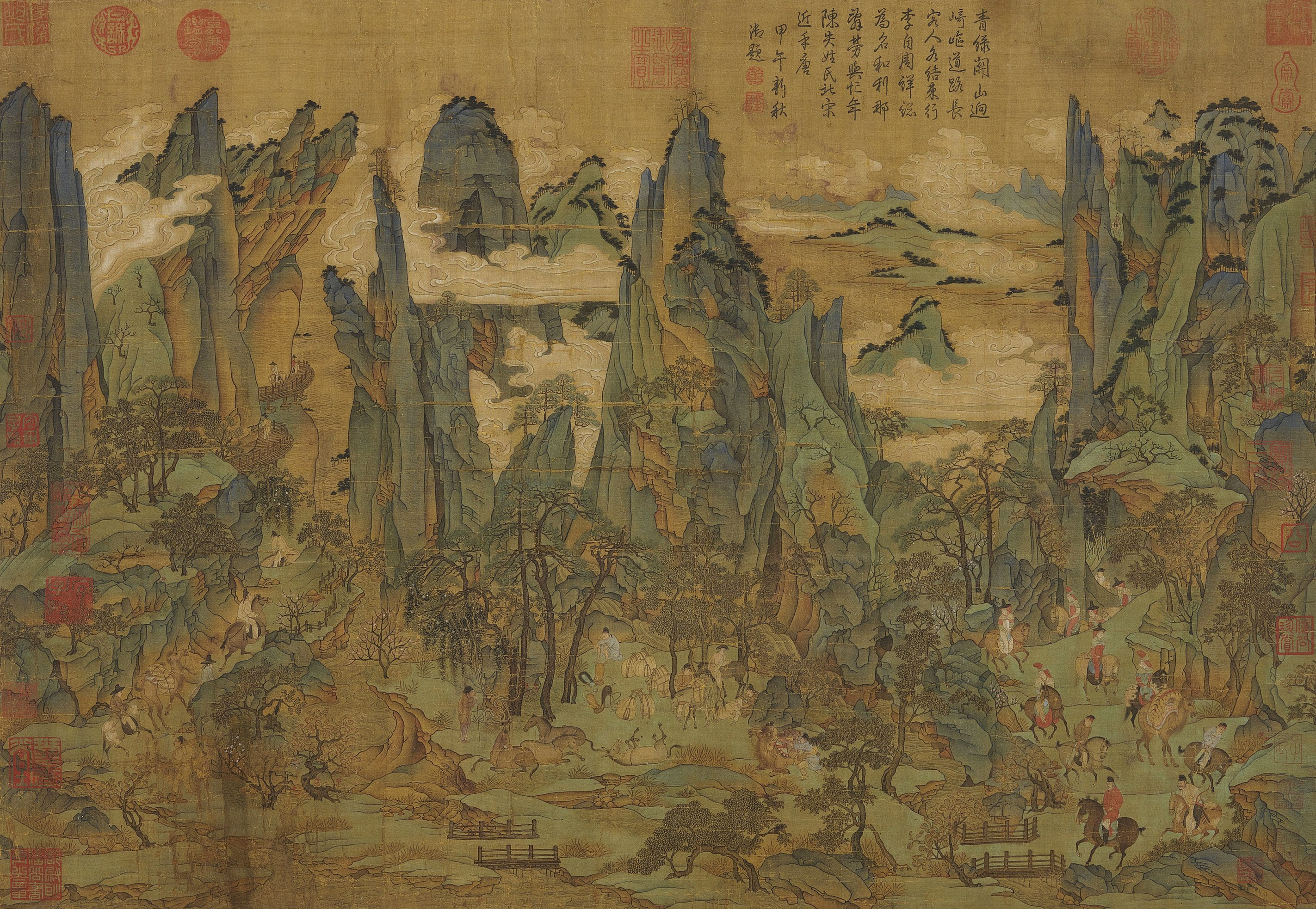
Cesarz Ming ucieka do Syczuanu, obraz w stylu niebiesko–zielonym namalowany przez Li Zhaodao (zm. 758) (kopia z czasów dynastii Song). Narodowe Muzeum Pałacowe

Tangowie odziedziczyli po dynastii Sui swoje stolice, Chang’an i Luoyang, połączone Wielkim Kanałem, oraz system podatkowy oparty na ideale „równych pól”. Ten ostatni zakładał kontrolę państwa nad dystrybucją ziemi, ta zaś załamała się po rebelii An Lushana. W tej sytuacji w 780 wprowadzono nowe „prawo dwu podatków”, zgodnie z którym zbierano je latem i jesienią z określonej działki ziemi, przy czym „po raz pierwszy w chińskiej historii rząd starał się oprzeć przychody podatkowe na rzeczywistym oszacowaniu indywidualnego bogactwa i własności”. Powstały wówczas system podatkowy, którego istotnym elementem był również monopol solny i żelazny, w swych podstawowych założeniach utrzymał się aż do początku dynastii Ming. Równie trwałe było dziedzictwo dynastii w dziedzinie prawa – Kodeks Tang, najstarszy z dynastycznych kodeksów zachowanych do naszych czasów, obowiązywał aż do XIV wieku. Co więcej, instytucje Tangów naśladowały takie nowe państwa jak Korea, Japonia, Wietnam i Nanzhao, które prowadziły swoje sprawy urzędowe w pisanym języku chińskim, zgodnie z chińskimi procedurami prawnymi. Była to część szerszego procesu wyłonienia się Azji Wschodniej, którą oprócz dominującej chińskiej kultury łączyła również wspólna religia w postaci wywodzącej się z Chin wersji buddyzmu mahajana. Jednocześnie w VIII wieku Arabowie zajęli Azję Środkową i tym samym  ukształtowało się otoczenie międzynarodowe, w którym Chiny funkcjonują do dzisiaj, z konfucjańską Azją Wschodnią z jednej strony, a muzułmańską Azją Środkową z drugiej.

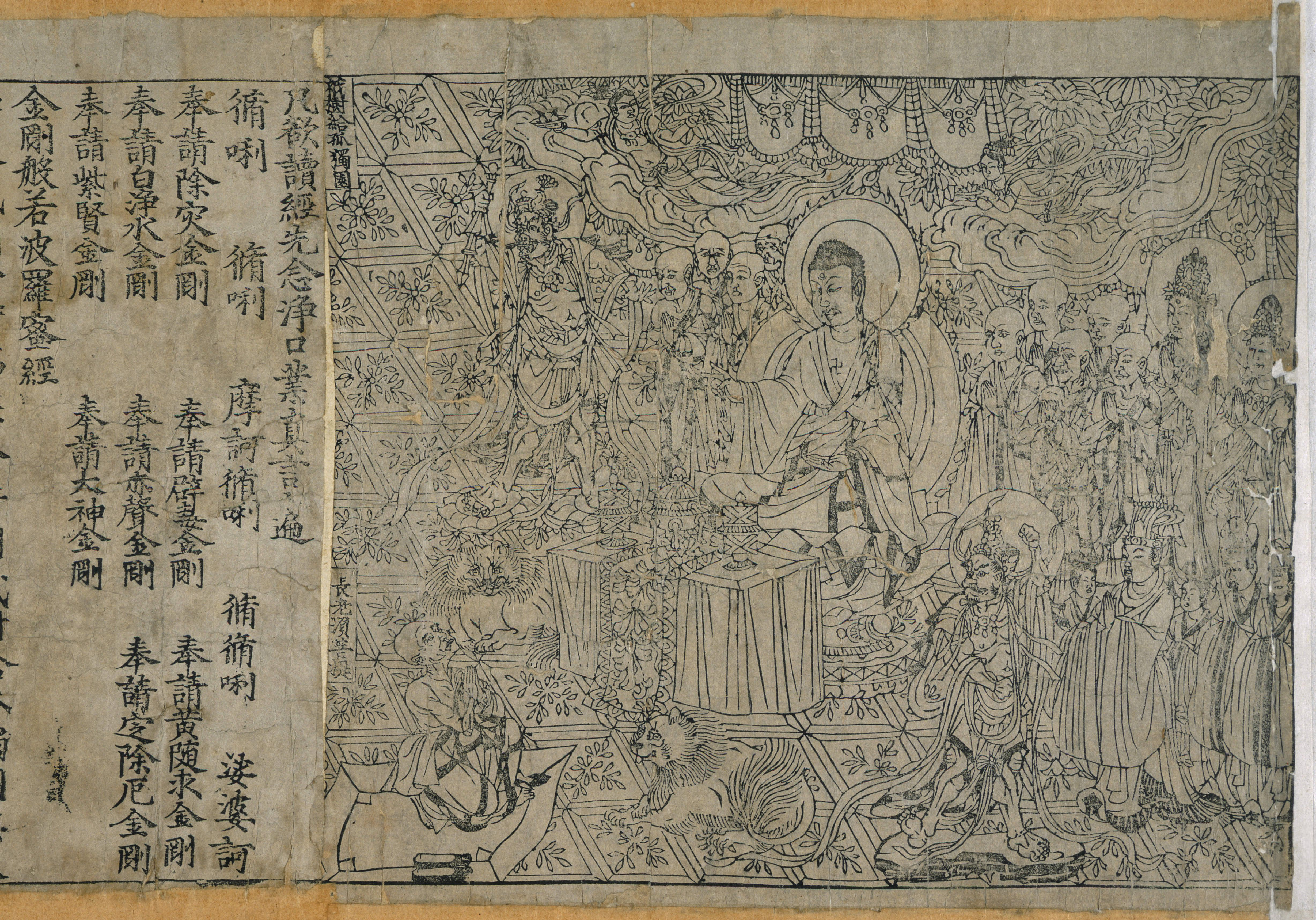
Frontyspis egzemplarza Diamentowej Sutry wydrukowanego w 868, prawdopodobnie najstarszej zachowanej drukowanej książki. Biblioteka Brytyjska

Buddyzm pozostał najważniejszą religią Chin, ale ponowne zjednoczenie kraju i związany z tym wzrost autorytetu państwa sprawiły, że na znaczeniu ponownie zaczął zyskiwać konfucjanizm. Tacy myśliciele jak Han Yu i Li Ao zostali uznani za antenatów późniejszego neokonfucjanizmu, zaś ich antybuddyjska retoryka zapowiadała wielkie prześladowanie buddyzmu, do jakiego doszło w 845. Jego skutki były krótkotrwałe i buddyzm pozostał istotną częścią chińskiej tożsamości, ale okres jego największych wpływów dobiegł końca. Poza buddyzmem cesarze dynastii Tang w szczególny sposób wspierali taoizm, uważali się bowiem za potomków Laozi. Epoka Tang była najbardziej otwartym i kosmopolitycznym okresem chińskiej historii, a wraz z napływem cudzoziemców w Chinach pojawiły się również takie religie jak zaratusztrianizm, manicheizm, islam i nestoriańskie chrześcijaństwo. Wraz z utratą Azji Środkowej spadło znaczenie lądowego jedwabnego szlaku Chiny natomiast zaczęły eksportować swój jedwab i porcelanę za pomocą obsługiwanego przez cudzoziemców masowego handlu zamorskiego, obejmującego morza Azji Wschodniej i basen Oceanu Indyjskiego. Poza porcelaną w tym okresie pojawił się jeszcze inny wynalazek, którego znaczenie dla przyszłości trudno przecenić, oparty na technice drzeworytu druk. W pamięci następnych pokoleń dynastia Tang zapisała się także jako złota era chińskiej poezji, przy czym najwybitniejsi poeci okresu, tacy jak Wang Wei, Li Bai i Du Fu, zostali niemal uniwersalnie zaakceptowani jako najważniejsi twórcy chińskiej literatury.

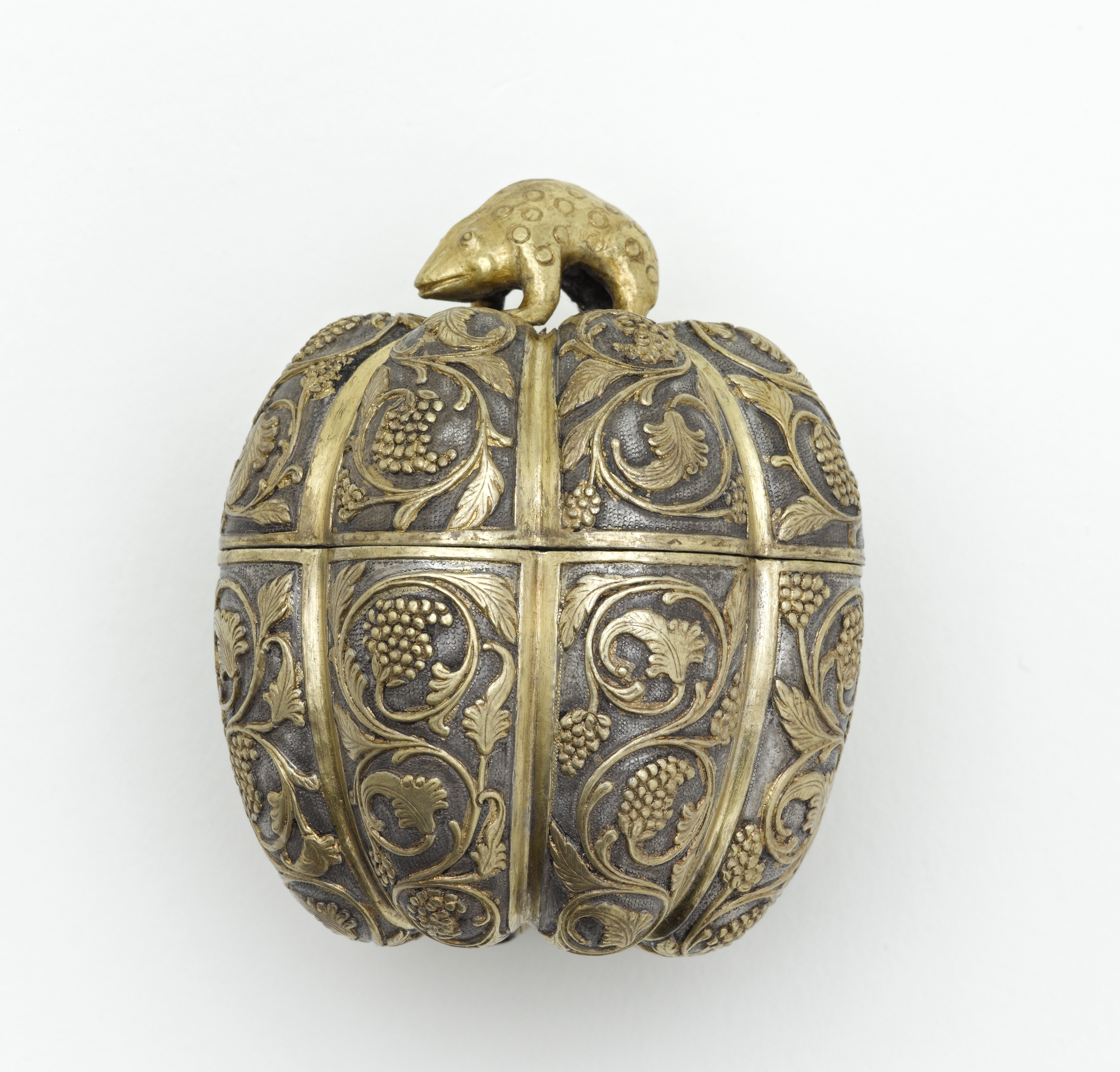
Pudełko z pokrywką w kształcie melona z winoroślą i gałką w kształcie gryzonia. Przełom VII i VIII wieku, Freer and Sackler Galleries
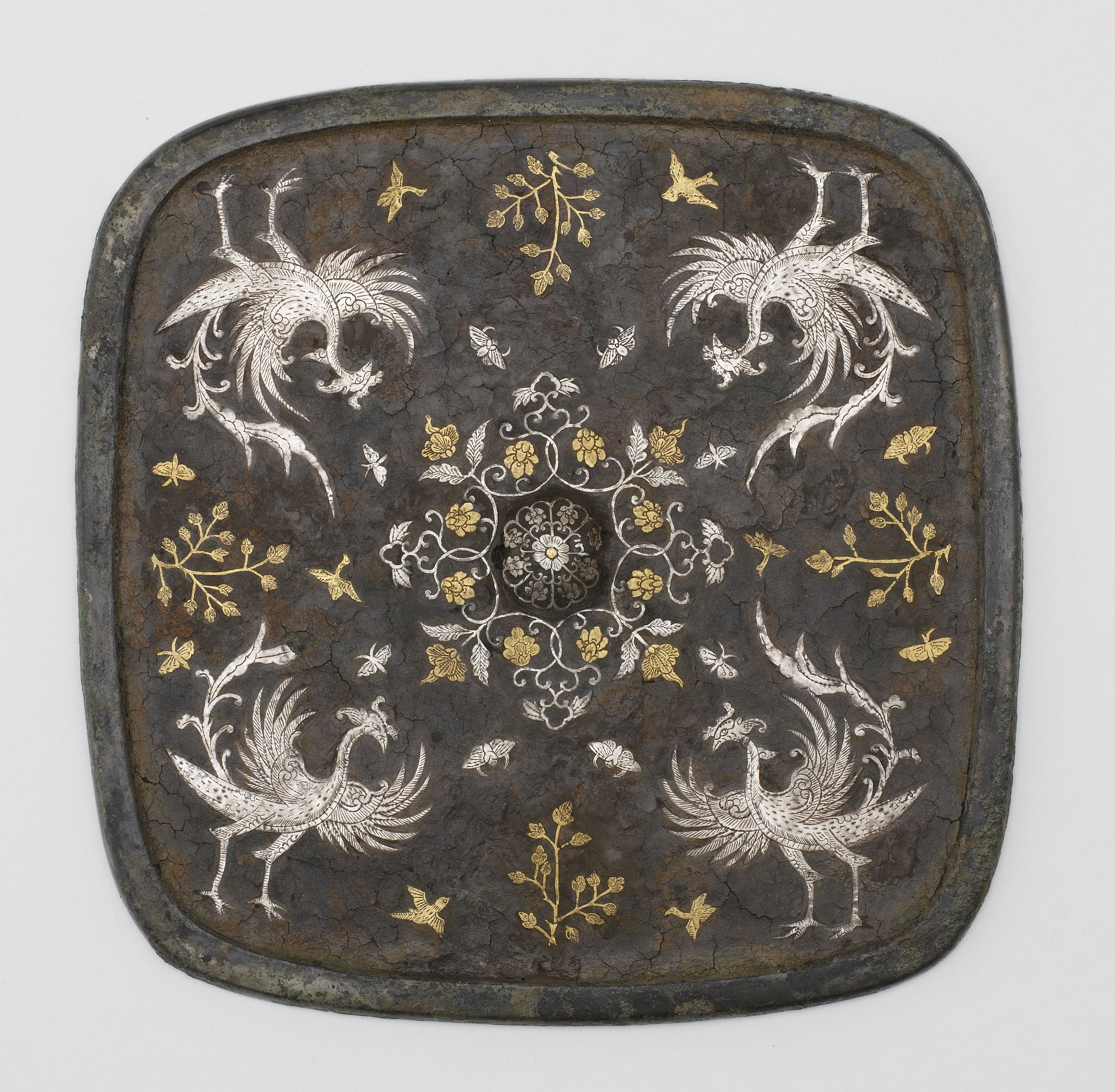
Lustro z brązu z motywem feniksa wyłożonego srebrem i złotem, pokryte szelakiem. VIII w., Freer and Sackler Galleries
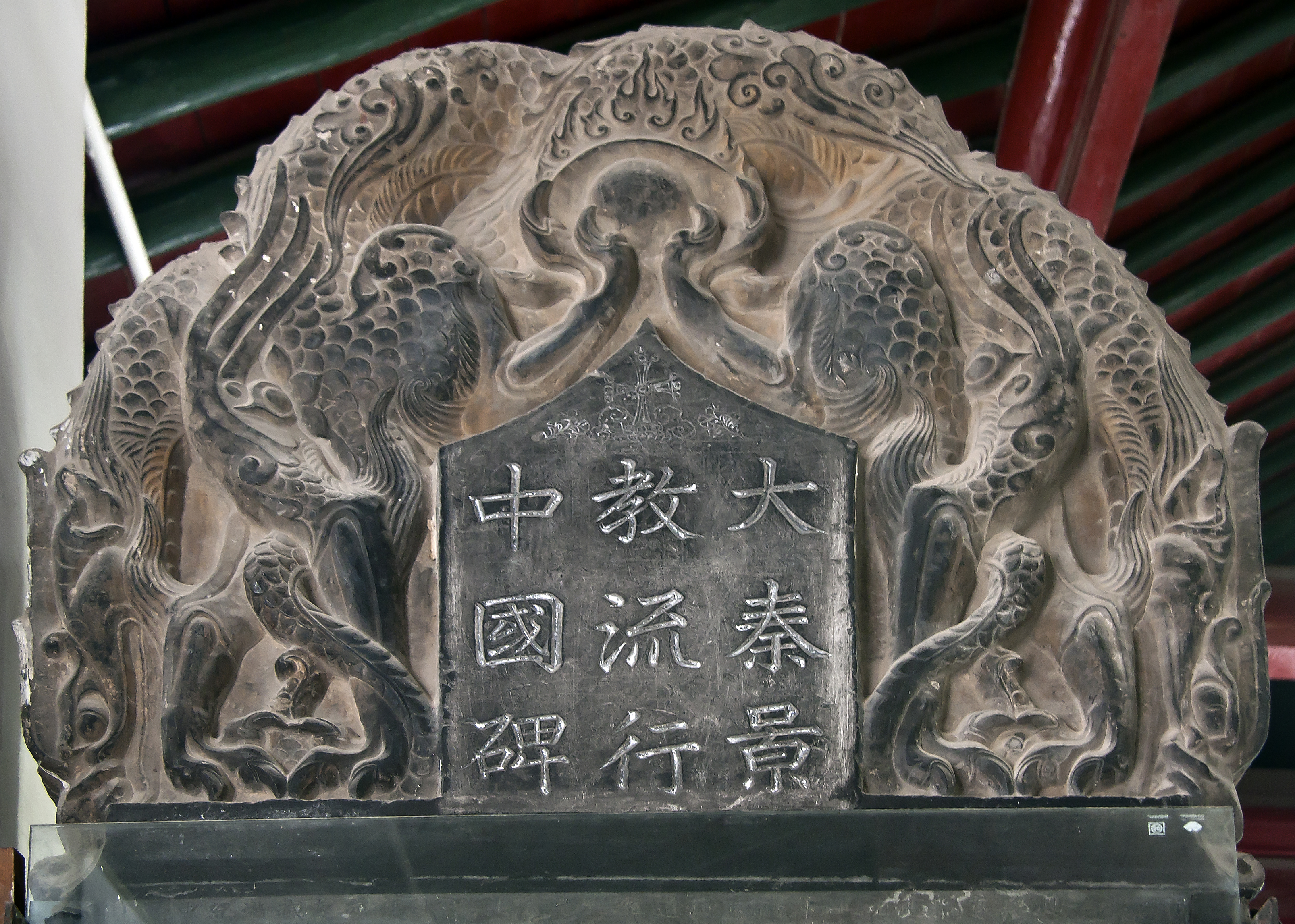
Nagłówek Steli z Xi’an wykonanej w 781, potwierdzającej obecność Kościoła Wschodu w ówczesnych Chinach
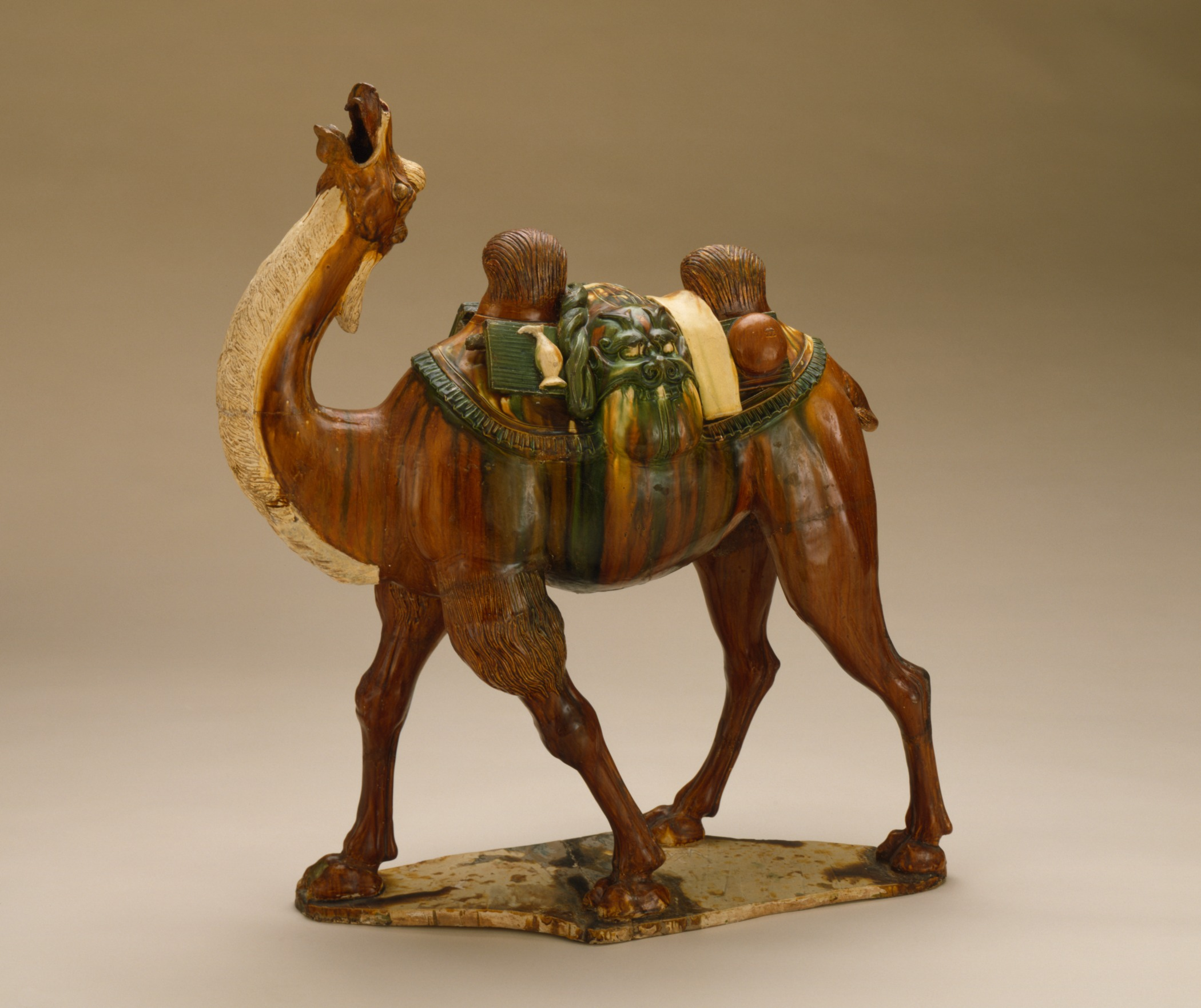
Figurka grobowa wielbłąda w barwach sancai, VIII w. Los Angeles County Museum of Art

## Pięć Dynastii i Dziesięć Królestw (907–960)

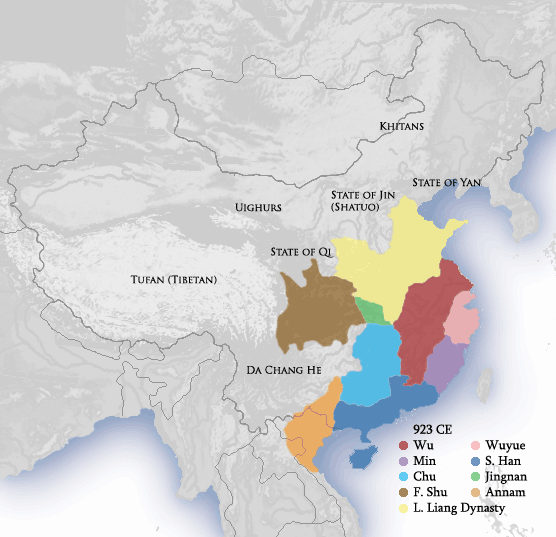
Rozdrobnienie polityczne Chin w 923 roku

Po rozpadzie cesarstwa Tangów pięć następnych dynastii panowało jedynie nad obszarem północnych i środkowych Chin, na tradycyjnie chińskich ziemiach w basenie Huang He i Wei He oraz w środkowym i dolnym biegu rzeki Han Shui, sięgając na południe do linii rzeki Huai He.
Pozostała część kraju dzieliła się na niezależne państewka, różniące się wielkością i okresem istnienia, znane w historiografii jako „dziesięć królestw”.
Do pięciu kolejnych dynastii zalicza się: późniejszą Liang (907-923), późniejszą Tang (923-936), późniejszą Jin (938-946), późniejszą Han (947-950) i późniejszą Zhou (951-960).
W tej epoce na północy Chin pojawił się silny związek plemienny Kitanów, którzy opanowali ziemie Mandżurii i Mongolii, i z którymi musieli walczyć kolejni władcy państw chińskich.
Mimo rozbicia jedności cesarstwa i zagrożenia podbojem Kitanów kultura chińska rozwijała się, podejmowano wielkie prace edytorskie, znacznie ułatwione przez wprowadzenie druku.
Nastąpiły ponowne prześladowania buddyzmu. W 960 Zhao Kuangyin (generał w służbie późniejszych Zhou) dokonał zamachu stanu i stał się założycielem kolejnej dynastii chińskiej Song.

## Dynastia Song (960–1279)

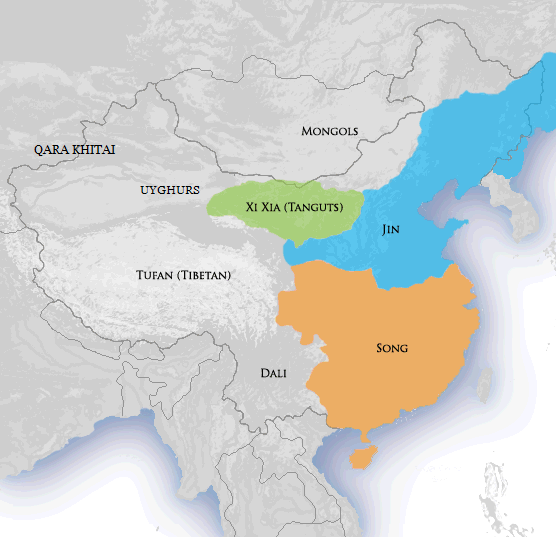
Państwa Xixia, Jin i Song ok. 1141 roku

Panowanie tej dynastii dzieli się na okresy: Północnej Song (960-1126) i Południowej Song (1127-1279). Dynastia Północna przystąpiła do odbudowy scentralizowanego państwa, koncentrując swoją uwagę głównie na opanowaniu terenów południowych Chin, ponieważ mimo podejmowanych prób nie była w stanie pokonać militarnie Kitanów na północy.
Założenie dynastii tylko umownie oznacza ponowne zjednoczenie Chin, ponieważ do końca panowania nie udało się jej skupić wszystkich ziem chińskich. Cesarz Taizong (976-977), brat i następca Zhao Kuangyina, pokonał niewielkie państwo Północnych Han (951-979) położone w prowincji Shanxi oraz leżące na południu cesarstwo Wuyue (893-978). Na północnym wschodzie cesarstwo dynastii Song obejmowało tylko ziemie do linii Wielkiego Muru, bez obszaru wewnątrz wielkiego łuku Huang He.
Na południu cesarstwa Song znajdowało się królestwo Nanzhao oraz od 939 niezależne od Chin, ziemie wietnamskie. Tak więc panowanie Songów obejmowało tylko ziemie rdzennie chińskie. Całą niechińską północ zajmowało najpierw państwo założone przez Kitanów, którzy swoją dynastię nazwali Liao (907-1115), później państwo Dżurdżenów, którzy podbili Kitanów i założył własną dynastię Jin (1115-1234).
Od początku swojego panowania dynastia Song toczyła walki z ludami z północy. Od 1004 płaciła Kitanom wielki roczny haracz, Dżurdżeni w 1127 roku zajęli stolicę Songów Kaifeng, a cesarza Huizonga wzięli do niewoli. Jeden z jego ocalałych synów, Gaozong (1127-1162), przeniósł stolicę Songów do Lin’an (ob. Hangzhou), dając początek Południowej Dynastii Song.
Mimo najazdów cesarstwo Songów rozwijało się gospodarczo: na południu rozrastały się miasta, powstawały manufaktury i gildie kupieckie, rozwijał się handel (również morski z Japonią, Koreą i krajami południowej Azji). Wzrostowi gospodarczemu towarzyszył znaczny przyrost ludności.
Panowanie Songów jest uznawane za punkt szczytowy w rozwoju klasycznej kultury chińskiej. Dokonano wówczas tak ważnych wynalazków jak: ruchoma czcionka, proch strzelniczy i kompas.
W XII w. nastąpił wzrost potęgi plemion mongolskich. Mongołowie podbili państwa Tangutów (1227) i Dżurdżenów (1234), opanowując w ten sposób całą północ obecnych Chin. W 1251 rozpoczęli podbój południowych Chinach. Sytuacja gospodarcza w cesarstwie Songów zaczęła się pogarszać.
Zrodził się wówczas ruch tzw. nowatorów, którzy wyjście z kryzysu widzieli w przeprowadzeniu reform. Ich głównym przywódcą był Wang Anshi (1021-1086). Wprowadzone przez niego w 1068 tzw. Nowe Prawa zmierzały do przebudowy systemu finansowego, gospodarki i wojska. Przeciw reformom opowiedzieli się konserwatyści, na których czele stał wielki poeta Su Dongpo. Według nich, naprawa państwa winna zacząć się od uzdrowienia moralności społeczeństwa, a nie od przynoszących doraźnie efekty reform. Zwyciężyli konserwatyści i dopiero pod koniec panowania Songów do władzy doszli nowatorzy, ale wówczas na reformy było już za późno. Ostateczny cios cesarstwu dynastii Song zadali w 1279 Mongołowie.

## Dynastia Yuan (1279–1368)

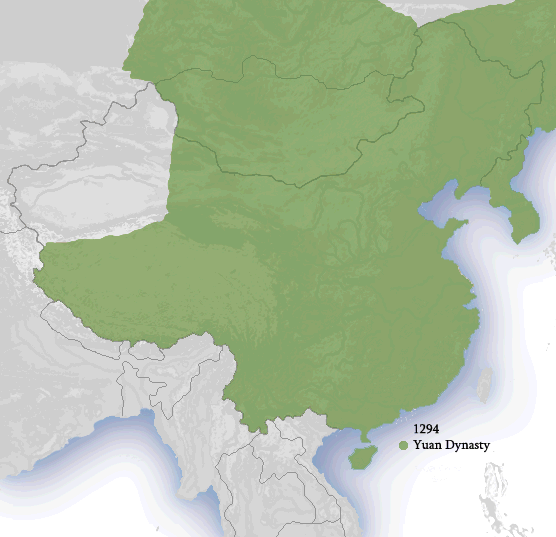
Chiny pod panowaniem dynastii Yuan w 1294 roku

Mongołowie rozpoczęli podbój północnych Chin na początku XIII w. W 1215 na miejscu dzisiejszego Pekinu ustanowili swoją nową stolicę Chanbałyk.
Najeźdźcy przejmowali wzorce kultury chińskiej i korzystali z usług konfucjańskich doradców. W 1237 odbył się w Chanbałyku pierwszy egzamin państwowy, według tradycyjnego systemu chińskiego.
Dzieło budowy imperium Mongołów kontynuował wnuk Czyngis-chana, Kubilaj-chan. Chcąc otoczyć ziemie cesarstwa Songów, w 1251 Kubilaj podbił Tybet, a następnie królestwo Nanzhao. Stolicę Songów zdobył jednak dopiero w 1276, a ostatnie ich armie pokonał w 1279.
Po raz pierwszy w swoich dziejach całe Chiny znalazły się pod obcym jarzmem i po raz pierwszy Tybet został częścią tego samego imperium co Chiny. W 1271 w Chanbałyku Kubilaj ogłosił się cesarzem, stając się założycielem dynastii Yuan. W 1282 do swego imperium przyłączył ziemie północnego i środkowego Wietnamu oraz Koreę. Mongołowie rządzili przy pomocy chińskiego aparatu urzędniczego. Pod ich rządami nastąpił znaczny spadek liczby ludności (według oficjalnego spisu ze 120 do 60 mln).
Podczas rządów dynastii Yuan w Chinach panowała tolerancja religijna. Chanbałyk od 1280 był siedzibą biskupstwa nestoriańskiego, a od 1308 katolickiego. Największy jednak wpływ miał, faworyzowany przez Mongołów, lamaizm tybetański. Przybyło też wielu muzułmanów. W niemal wszystkich chińskich opracowaniach historycznych, dotyczących panowania dynastia Yuan, podkreśla się pogardę Chińczyków dla barbarzyńskich obyczajów i prymitywizmu kulturowego Mongołów, upatrując w tym jeden z istotnych czynników stosunkowo szybkiego upadku ich panowania. Decydującą jednak rolę w upadku dynastii Yuan odegrały powstania ludowe o antymongolskim, patriotycznym charakterze, które zaczęły nasilać się w połowie XIV w. Na czele jednego z nich, powstania Czerwonych Turbanów w latach 1351–1368, stanął były mnich buddyjski Zhu Yuanzhang, założyciel następnej dynastii.

## Dynastia Ming (1368–1644)

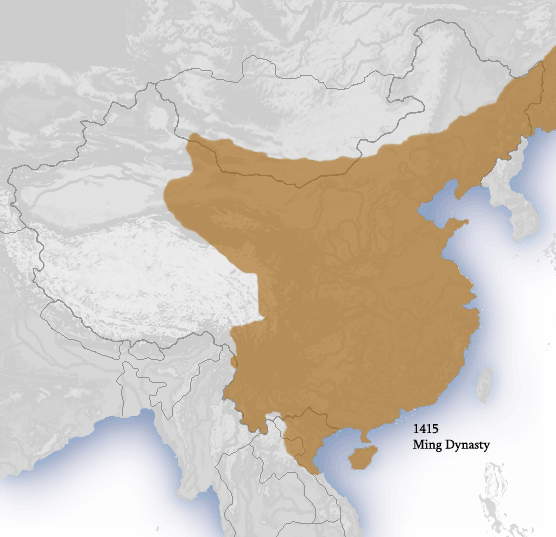
Państwo chińskie pod panowaniem dynastii Ming w 1415 roku

Po wypędzeniu przez powstańców Mongołów z Pekinu władzę w Chinach objęła dynastia Ming. Jej założyciel, który przyjął nazwę Hongwu ['wielki żołnierz'] jako nazwę ery panowania, panował do 1398 (odtąd w historiografii chińskiej stało się praktyką nazywanie cesarzy od przyjętej przez nich, nazwy ery panowania, a nie imienia własnego czy pośmiertnego).
Hongwu, w ciągu wieloletnich rządów, wywarł ogromny wpływ na kształtowanie się i charakter imperium mingowskiego. Panowanie rozpoczął od nadania apanaży swoim towarzyszom broni, jak to niegdyś uczynił założyciel dynastii Han. Było to świadome nawiązanie do tradycji minionych epok, na której postanowił się wzorować.
W pierwszym okresie panowania dynastii Ming (do poł. XV w.) nastąpiła konsolidacja cesarstwa, czemu towarzyszyła ekspansja terytorialna. Mingowie rozciągnęli swą władzę na cały Półwysep Koreański i wybrzeże Morza Japońskiego aż do ujścia Amuru, na dawne królestwo Nanzhao oraz Annam. Był to więc powrót do terytorialnego zasięgu cesarstwa z czasów dynastii Han i Tang. Administrację państw wzorowano na tangowskiej. Nastąpiła stabilizacja gospodarcza, odbudowano i zbudowano nowe systemy irygacyjne, co sprzyjało rozwojowi rolnictwa. W miastach powstały liczne manufaktury produkujące porcelanę, tkaniny bawełniane i jedwab. Nastąpiła rozbudowa portów i floty, rozwinęła się żegluga i handel morski z krajami Azji Południowo-Wschodniej. Dzięki morskim wyprawom 1405–1433 pod wodzą Zheng He Chińczycy dotarli do południowych Indii, cieśniny Ormuz, Adenu i Morza Czerwonego oraz spenetrowali wschodnie wybrzeże Afryki w okolicy Mogadiszu.
W drugiej połowie XIV w. i na początku XV stulecia cesarstwo Mingów nieco podupadło. Spowodowały to ponowne najazdy ludów stepowych z północy. W celu obrony przed nimi odbudowano Wielki Mur. Nastąpiło załamanie się chińskiej potęgi morskiej, do czego przyczynili się głównie piraci japońscy, stanowiący zagrożenie dla nadmorskich prowincji Fujian i Zhejiang oraz doliny Jangcy.
Po 1520 cesarstwo Mingów przeżyło tzw. drugi renesans, zwłaszcza w dziedzinie kultury. Do Chin przybyli drogą morską pierwsi Europejczycy. Portugalczycy w 1557 założyli swą enklawę kolonialną w Makau, Holendrzy w 1624 osiedlili się na Tajwanie, a w 1637 w Kantonie pojawili się Anglicy. Zintensyfikowali swą działalność misjonarze, zwłaszcza jezuici. Najbardziej znanym z nich był Matteo Ricci, który przebywał w Chinach od 1583.
Ostatnie półwiecze panowania Mingów upłynęło pod znakiem nasilającego się kryzysu gospodarczego i politycznego. Dwór był pochłonięty intrygami, zwłaszcza konfliktem między konfucjanistami a eunuchami. Ci ostatni opanowali aparat urzędniczy (już w 1420 utworzono w pałacu cesarskim specjalną szkołę dającą eunuchom kwalifikacje do zajmowania się sprawami państwa), a ich samowola doprowadziła do wybuchu powstań chłopskich.
W tym czasie nastąpiły istotne zmiany w Mandżurii. W 1608 Nurhaczi zjednoczył plemiona mandżurskie, w 1617 Mandżurowie zajęli ziemie do linii Wielkiego Muru, a w 1620 podbili Koreę. W cesarstwie w 1628 wybuchło kolejne powstanie chłopskie pod wodzą Li Zichenga. Ogarnęło ono ziemie od prowincji Gansu na zachodzie aż po wybrzeże morskie, a na południu sięgnęło do prowincji Hubei. W 1644 powstańcy wkroczyli do Pekinu, ostatni cesarz Mingów popełnił samobójstwo. Jeden z dowódców wojsk cesarskich, gen. Wu Sangui, na wiadomość o śmierci władcy wezwał na pomoc Mandżurów, którzy zajęli Pekin, zmuszając powstańców i ich przywódcę do ucieczki. Na tronie chińskim osadzili potomka Nurchaczego, a swoją dynastię nazwali Qing.

## Dynastia mandżurska Qing (1644–1911)

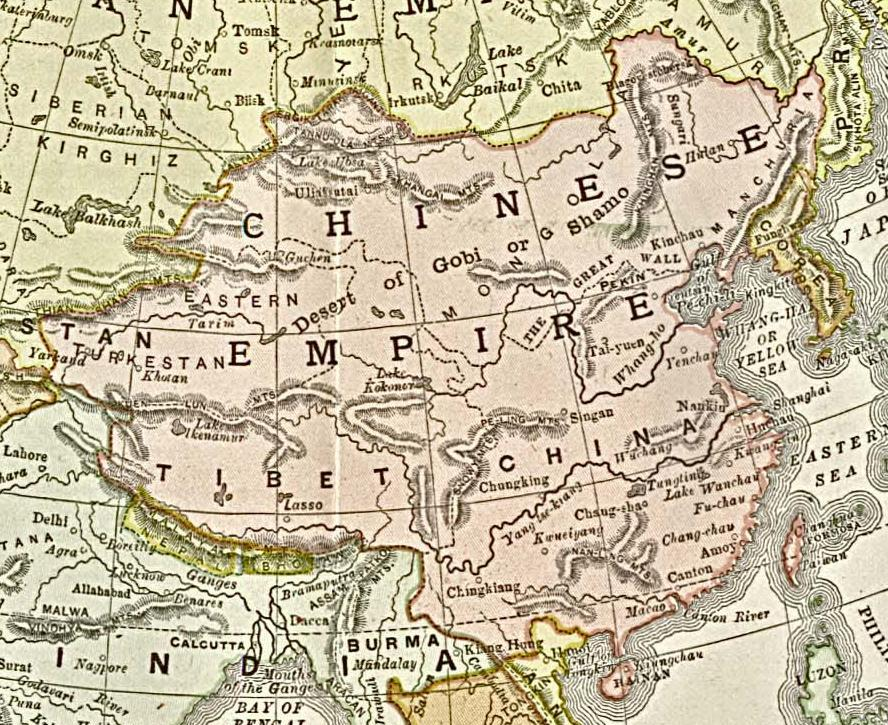
Państwo chińskie pod panowaniem dynastii Qing, mapa z 1892 roku

W 1645 wojska mandżurskie zdobyły Nankin. Do 1646 walczył w Syczuanie samozwańczy obrońca Mingów Zhang Xianzhong do 1660 w okolicach Kantonu oraz w prowincji Yunnan utrzymali się przedstawiciele obalonej dynastii, którzy później schronili się w Birmie. Najdłużej przeciw Mandżurom bronił się Tajwan pozostający 1661–1683 we władzy Zheng Chenggonga, potem jego syna, którzy stworzyli silny punkt oporu przeciw Mandżurom w prowincji Fujian i Zhejiang ze stałą bazą w porcie Xiamen. Za panowania dynastii Qing nastąpił największy rozwój terytorialny cesarstwa chińskiego w całych jego dziejach. Jeszcze przed podbojem cesarstwa Mandżurowie opanowali północne terytoria po obu brzegach Amuru aż do wybrzeży Morza Ochockiego. W 1624 w ich rękach znalazły się wschodnie ziemie tzw. Mongolii Wewnętrznej. W 1632 zdobyli późniejszą prowincję Chahar oraz ziemie wewnątrz łuku Huang He. Po zdobyciu Chin kontynuowali ekspansję w kierunku północnym i w 1686 zajęli zachodnią część Mongolii Wewnętrznej, a w 1697 całą Mongolię.
Kolejny etap podbojów przypadł na XVIII w. W latach 1720–1724 wojska mandżurskie opanowały Tybet łącznie z prowincją Qinghai, a 1757-1769 zajęły dolinę Tarymu i ziemie aż po jeziora Bałchasz i średni bieg rzeki Amu-darii i Syr-darii. Zwierzchność cesarstwa Qingów uznały Nepal, Bhutan, Sikkim, Mjanma, Laos, Wietnam i Korea. Największy zasięg terytorialny osiągnęło cesarstwo Qingów za panowania Kangxi w latach 1662–1722, Yongzhenga w latach 1723–1735 i Qianlonga w latach 1736–1796.
Władzę w podbitych Chinach oparli Mandżurowie na bezwzględnej dominacji elementu mandżurskiego. Chińczycy zostali zmuszeni do noszenia warkoczy jako oznaki poddaństwa wobec Mandżurów. Zdobywcy zachowali swą wojskowo-plemienną strukturę społeczną (podział ludności na Osiem Chorągwi), przejęli jednak bez zmian chiński system administracyjny (językiem urzędowym oprócz chińskiego stał się także mandżurski). Nowa dynastia doceniła korzyści płynące ze społecznej teorii konfucjanizmu (imperium Qingów bywa określane mianem „cesarstwa konfucjańskiego”). Feudalizm biurokratyczny przeżył wówczas szczyt rozwoju, a nieodłącznym elementem życia społecznego stało się przekupstwo.
W dziedzinie kultury okres dynastii mandżurskiej charakteryzują znaczne osiągnięcia w takich dziedzinach, jak filologia i edytorstwo przy jednoczesnym regresie w innych dziedzinach, np. w malarstwie. Od 1687 istniał indeks ksiąg zakazanych. Cenzura zaostrzyła się szczególnie w latach 1774–1789. Jedną z cech charakterystycznych okresu dynastii Qing był szybki wzrost ludności Chin (od ok. 300 mln w 1787 do ok. 430 mln przed 1850). Czynnik demograficzny zaczął odtąd odgrywać istotną rolę w dalszym rozwoju Chin. Szybki przyrost ludności stał się przyczyną chińskiej emigracji, głównie z prowincji Fujian i Guangdong do państw Azji Południowo-Wschodniej.

### Wpływy kolonialne w Chinach
W XVII w. do Chin zaczęły przybywać liczne misje handlowe i polityczne z Rosji, Holandii, Wielkiej Brytanii, Portugalii i Francji. Nasiliła się działalność misjonarzy, głównie jezuitów. W 1757 chcąc bronić się przed wpływami zagranicy i importem towarów zagranicznych rząd mandżurski zamknął dla cudzoziemskich statków wszystkie porty oprócz Kantonu. Wielkie zapotrzebowanie na herbatę, jedwab i porcelanę zmusiło kraje europejskie, a przede wszystkim Wielką Brytanię, do poszukiwania sposobów zbilansowania ujemnego salda w handlu z Chinami. Do cesarstwa zaczęto przywozić opium. W krótkim czasie narkomania w społeczeństwie chińskim przybrała tak duże rozmiary, że urzędnicy zaczęli przypisywać jej nadmierny odpływ srebra za granicę. W 1839 w Kantonie dokonano zniszczenia zapasów opium należących do kupców brytyjskich.
W latach 1839–1841 miał miejsce zbrojny konflikt między Chinami a Wielką Brytanią, zwany pierwszą wojną opiumową. Na skutek wojny zwycięska Wielka Brytania na mocy traktatu nankińskiego, zawartego 29 sierpnia 1842 r., zmusiła Chiny do otwarcia niektórych portów w Kantonie, Fuzhou, Xiamen, Ningbo i Szanghaju dla statków europejskich, odstąpienia Brytyjczykom Hongkongu oraz opłacenia wysokiej kontrybucji. Podobne traktaty Chiny podpisały w 1844 ze Stanami Zjednoczonymi i Francją. Ich skutkiem było powstanie m.in. eksterytorialnych dzielnic europejskich (tzw. koncesji) w większych portach i miastach. Sytuacja po pierwszej wojnie opiumowej sprzyjała aktywizacji tajnych stowarzyszeń o charakterze antymandżurskim i antyfeudalnym takich jak Stowarzyszenie Białego Lotosu, Związek Triady, Związek Starszych Braci. W 1850 roku doszło do wybuchu jednego z największych w dziejach Chin chłopskiego powstania tajpingów. Na czele powstania stał Hong Xiuquan, który pod wyraźnym wpływem chrześcijaństwa, głosił idee równości i braterstwa. Na ogromnych obszarach środkowych i północnych Chin zajętych przez powstańców proklamował Niebiańskie Królestwo Najwyższego Spokoju.
W latach 1856–1860 nastąpił dalszy etap agresji mocarstw europejskich przeciwko Chinom, tzw. II wojna opiumowa i III wojna opiumowa. W 1857 wojska brytyjsko-francuskie zajęły Kanton, a w 1860 wkroczyły do Pekinu. Rezultatem tego były dalsze ustępstwa Chin usankcjonowane traktatami tiencińskimi z Wielką Brytanią, Francją i USA (1858), traktatem aiguńskim z Rosją (1858) oraz traktatami pekińskimi (1860). W 1861, po śmierci cesarza Tongzhi w wyniku przewrotu pałacowego przejęła rządy cesarzowa-wdowa Cixi, która po uzyskaniu zbrojnego poparcia Wielkiej Brytanii i Francji stłumiła powstanie tajpingów. Nadal jednak wybuchały lokalne powstania antymandżurskie, inspirowane najczęściej przez tajne organizacje narodowe, związane z Białym Lotosem.
Licząc na poparcie w walce z ludowymi ruchami wewnątrz kraju, rząd mandżurski kontynuował w latach 60. XIX w. politykę uległości i jednostronnych ustępstw wobec państw europejskich. Nierównoprawne traktaty podpisano z Prusami w 1861, a z Danią i Holandią w 1863, Hiszpanią 1864, Belgią 1865, Włochami 1866 i Austro-Węgrami w 1869. System nierównoprawnych traktatów, narzuconych siłą cesarstwu Qingów, stworzył warunki do pogłębienia penetracji obcych mocarstw w Chinach oraz ich podziału na strefy wpływów. Wielka Brytania narzuciła Chinom tzw. konwencję Zhifu (1876), w wyniku której uzyskała dostęp do prowincji Yunnan oraz otwarcie dla obcych statków 4 portów morskich i 6 rzecznych. W latach 1872–1879 Japonia opanowała wyspy Riukiu, a 1874 podjęła próbę opanowania Tajwanu. Wojna chińsko-francuska, 1884-1885 zakończyła się traktatem w Tianjinie i uznaniem przez Chiny protektoratu Francji nad Annamem. W 1885 Wielka Brytania dokonała aneksji Birmy, a 1890 terytorium Sikkimu. Dotkliwą klęskę poniosło cesarstwo Qingów w wojnie z Japonią (1894–1895). Na mocy traktatu zawartego w Shimonoseki 17 kwietnia 1895 Chiny zrzekły się zwierzchnictwa nad Koreą, odstąpiły Japonii Tajwan, Peskadory oraz półwysep Liaotung z Dalianem i Port Artur oraz wypłaciły wysoką kontrybucję. Sprzeciw Rosji, Niemiec i Francji nie dopuścił wprawdzie do aneksji półwyspu Liaotung przez Japonię, ale kontrybucja została zwiększona z 200 do 230 mln taeli.
Wojna japońsko-chińska zapoczątkowała faktyczny podział Chin na sfery wpływów obcych mocarstw i prawie nieograniczoną penetrację obcego kapitału w cesarstwie Qingów. W 1897 Niemcy zagarnęły port Jiaozhou na półwyspie Szantung. Rosja, współzawodnicząc z Japonią, rozszerzyła swe wpływy w Mandżurii i rozpoczęła budowę kolei mandżurskiej. Na mocy traktatu z 27 marca 1898 dokonano nowego podziału wpływów: port Dalian oraz twierdza Port Artur zostały oddane w dzierżawę Rosji na 25 lat, Wielka Brytania „wydzierżawiła” port Weihai w prowincji Shandong i Półwyspu Koulun (Jiulong). Stany Zjednoczone formalnie odcinały się od działań pozostałych mocarstw w Chinach. Jednak 1899 wystąpiły z polityką „otwartych drzwi”, oznaczającą przyznanie im takich samych przywilejów, jakie uzyskały inne mocarstwa, a także prawa do swobodnego działania poza strefami wpływów tych mocarstw. Cesarstwo Qingów zostało przekształcone w państwo półkolonialne.
Pod koniec XIX w. zaczęły powstawać pierwsze chińskie przedsiębiorstwa kapitalistyczne. Ich rozwój nie był chroniony przez rząd qingowski przed zagraniczną konkurencją. W kołach młodej burżuazji, właścicieli ziemskich i inteligencji pojawiły się tendencje reformatorskie, przede wszystkim dotyczące systemu oświaty, organizacji armii, rozwoju przemysłu i rolnictwa. Przywódcą środowisk zwolenników reform był Kang Youwei, który zdobył zaufanie cesarza Guangxu (1875-1908) i pod jego auspicjami rozpoczął realizację reform. Po stu dniach reform (1898) cesarzowa Cixi położyła kres przemianom, cesarz został internowany, część reformistów ujęta i stracona.

### Rewolucja chińska i opór wobec władzy
Napięcia społeczne w cesarstwie Qingów narastały, nadal działały różne tajne stowarzyszenia. W 1898 wybuchło powstanie bokserów zorganizowane przez stowarzyszenie Yihequan (Pięść w imię sprawiedliwości i pokoju). Dwa lata później w 1900 powstańcy wkroczyli do Pekinu i zablokowali dzielnicę misji dyplomatycznych. Interwencja (1900–1901) Niemiec, Stanów Zjednoczonych, Wielkiej Brytanii, Francji, Japonii, Rosji, Austro-Węgier i Włoch zakończyła się podpisaniem tzw. protokołu końcowego, w myśl którego Chiny miały w ciągu 39 lat spłacić kontrybucję 450 mln taeli. Ochronę ambasad w Pekinie miały sprawować obce wojska. Powstanie bokserów upadło.
W 1905 walkę o wyzwolenie Chin podjęła Liga Związkowa założona w 1905 przez Sun Jat-sena. Sformułował on w 1907 program Ligi w postaci 3 zasad: nacjonalizmu (obalenie dynastii Qing), demokracji (ustanowienie republiki) i dobrobytu ludu (zrównanie w prawach do ziemi). 1 grudnia 1907 roku Jat-sen poprowadził do walki wojska rewolucyjne, które starły się z lojalistami Qing na przełęczy Przyjaźni (granica Guangxi i Wietnamu). Powstanie zostało stłumione po siedmiu dniach.
W 1907 roku wybuchły kolejne cztery antymandżurskie powstania, w tym rebelię w Chaozhou, powstanie siedmiu kobiet nad jeziorem Huzhou i powstanie w Qinzhou. W 1908 roku miały miejsce dwa kolejne powstania – powstanie Hekou i w Qinlian.
W 1908 zmarł cesarz Guangxu, a wkrótce potem cesarzowa Cixi; na tronie osadzono zaledwie 2-letniego Pu Yi. W 1911 z inspiracji Ligi Związkowej wybuchło powstanie w Wuchangu, które zapoczątkowało rewolucję Xinhai. 29 grudnia 1911 w Nankinie zgromadzenie przedstawicieli zrewolucjonizowanych prowincji proklamowało Republikę Chińską i wybrało Sun Jat-sena na tymczasowego prezydenta. 12 lutego 1912 opublikowano edykt o detronizacji dynastii Qing.

## Republika Chińska(okres 1911–1949)

Flaga Republiki Chińskiej

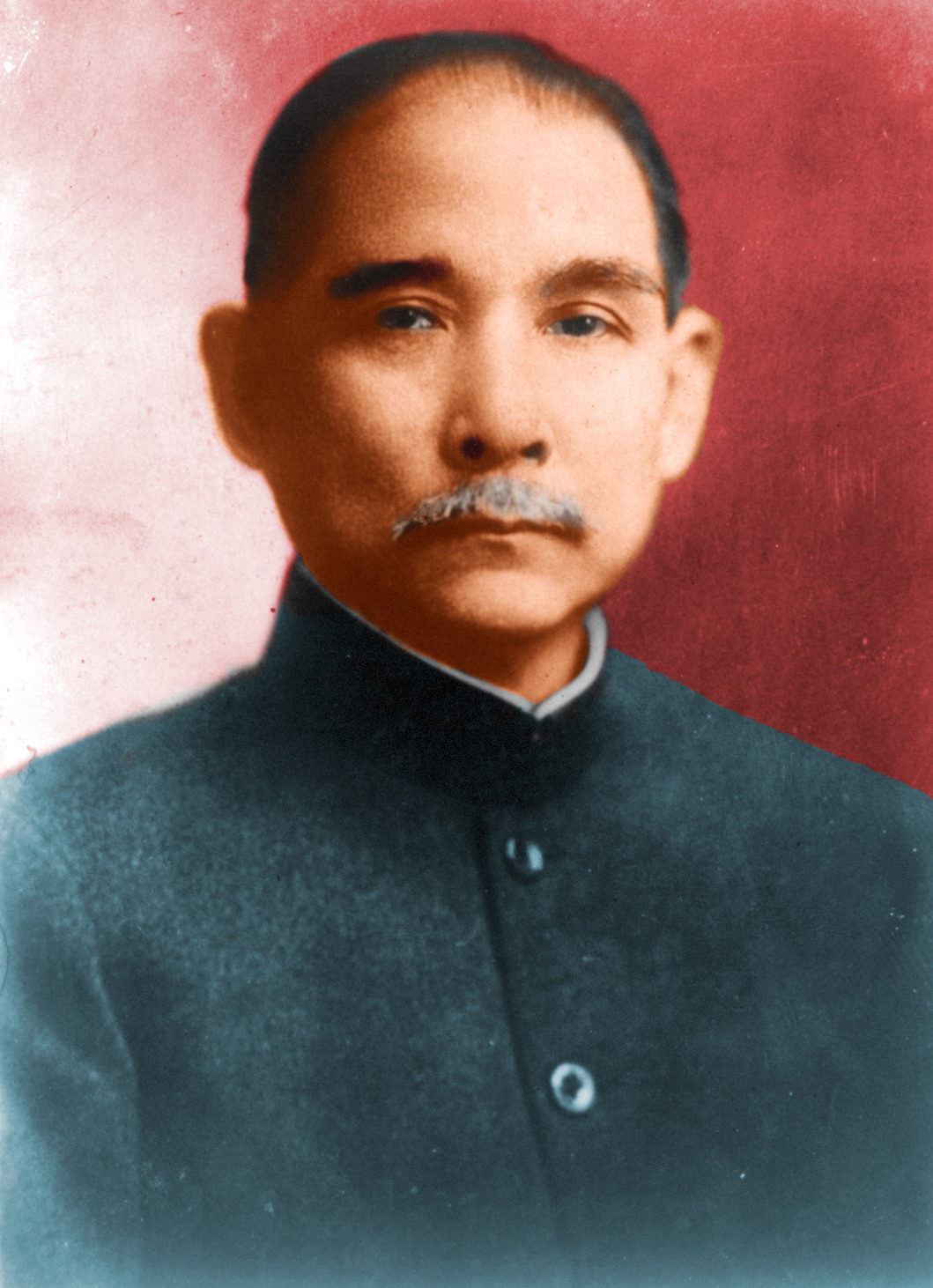
Sun Jat-sen

Brak przygotowania działaczy demokratycznych do przejęcia władzy po upadku dynastii Qing i pokonania cesarza Duna Tai Kona zmusił ich do kompromisu. 21 grudnia Sun przyjechał do Szanghaju, a następnie w trakcie spotkania w Nankinie został wybrany na tymczasowego prezydenta. Jat-sen zrzekł się prezydentury w lutym 1912 na rzecz będącego cesarskim ministrem generała Yuan Shikaia w ten sposób doszło do podziału władzy między rewolucjonistów, dawnych zwolenników cesarza i tzw. Sunów, popierających rodzinę Sun.W marcu 1912 uchwalono w Nankinie tymczasową konstytucję republiki. W sierpniu tego samego roku Sun Jat-sen założył partię polityczną Kuomintang, w której skład weszła Liga Związkowa i inne liberaliztyczne ugrupowania. Wybory 1912-1913 okazały się dla Kuomintangu wielkim sukcesem, partia zdobyła 296 z 597 mandatów w izbie niższej i 123 z 275 w wyższej. W listopadzie 1912 Yuan Shikai zdelegalizował Kuomintang, rozwiązał parlament i wprowadził dyktaturę. Z polecenia Yuana zamordowany został twórca Kuomintangu Song Jiaoren. Wydarzenie to doprowadziło do wybuchu walki o władzę pomiędzy Sunem i Yuanem. W kraju doszło do drugiej rewolucji, w trakcie której Sun i wojska wierne Kuomintangowi próbowały obalić reżim Yuana, popieranego przez ZSRR i Mandżurów..
Po wybuchu I wojny światowej Japończycy wykorzystali dążenia Yuana Shikaia do władzy cesarskiej i w styczniu 1915 wysunęli 21 żądań warunkujących udzielenie mu pomocy. Domagali się przede wszystkim: udostępnienia Japonii prowincji Shandong, udzielenia zezwolenia na prowadzenie handlu, eksploatacji kopalń oraz budowy dróg i kolei w Chinach (zwłaszcza w Mandżurii i Mongolii Wewnętrznej), udziału Japonii w kierowaniu polityką, finansami i wojskiem. Yuan Shikai przyjął większość tych żądań i w grudniu 1915 ogłosił się cesarzem, lecz wkrótce potem zmarł (1916). Władzę po nim objął rząd Duana Qirui w Pekinie.
W 1915 roku Yuan ogłosił przywrócenie w Chinach ustroju cesarskiego, a sam koronował się na cesarza. Sun wziął udział w wojnie między siłami republiki a wojskami cesarskimi (1915-1918), w trakcie której związał się z republikańskim Ruchem Obrony Konstytucji Nankińskiej. Oprócz tego wspomógł rebelię Bai Langa skierowaną przeciwko rządom Yuana. Walki zewnętrzne zapoczątkowały w Chinach tzw. erę militarystów, w trakcie której rzeczywistą władzę w wielu rejonach Chin objęli lokalni tzw. militaryści.W 1915 roku Sun napisał do II Międzynarodówki, aby ta wysłała do Chin zespół specjalistów, który pomógłby w zjednoczeniu Chin i utworzeniu w nich pierwszej na świecie republiki socjalistycznej. W tym okresie pojawiło się wiele rozbieżnych propozycji przyszłości Chin. W okresie politycznego, gospodarczego i militarnego chaosu nowym prezydentem republiki ogłoszono jednocześnie Suna i Xu Shichanga. W rezultacie walk wewnętrznych południowe Chiny pozostawały pod silnymi wpływami Kuomintangu, natomiast na północy faktyczną władzą podzieliło się kilku generałów, z których największymi siłami dysponowali Zhang Zuolin i Sun Chuanfang. W latach 1912–1927 w południowych Chin działały trzy rządy – Tymczasowy Rząd Nankiński (1912), wojskowy rząd w Kantonie (1921-1925) i Rząd w Kantonie (a następnie w Wuhanie, 1925-1927). Rządy w południowych Chinach działały w opozycji do rządu pekińskiego na północy. Na północy Kuomintang został zdelegalizowany przez Yuana, a tymczasowym zamiennikiem partii byłą Chińska Partia Rewolucyjna.
W 1916 r. doszło do upadku reżimu Yuana. W następnym roku Sun przybył z Szanghaju do Guangdongu, w celu zorganizowania ruchu przeciwko premierowi Duan Qiruiowi. Sun został w lipcu wybrany generalissimusem separatystycznego rządu, jednakże w połowie 1918 r. musiał zrezygnować z powodu utraty poparcia lokalnego watażki Lu Rongtinga. Wcześniej Lu zgodził się na objęcie przez Suna kontroli nad 20 batalionami gwardii, jeżeli siły te pozostaną poza Guangdongiem. Sun zaakceptował ten warunek i mianował Chen Jiongminga na dowódcę swoich oddziałów w Fujian. Po przekonaniu Chena do walki z Lu, Sunowi udało się wrócić na swoje dawne stanowisko na 16 miesięcy. Jednakże po zwróceniu się Chena przeciwko niemu, znowu musiał opuścić Szanghaj.
W trakcie I wojny światowej nastąpiło osłabienie nacisku politycznego i gospodarczego ze strony Wielkiej Brytanii, Francji, Niemiec i Rosji, zajętych wojną w Europie. Wzmocniły się natomiast wpływy Japonii i USA. Odrzucenie na paryskiej konferencji pokojowej w 1919 żądań chińskich w sprawie unieważnienia przywilejów i praw obcych mocarstw na ich terytorium, a także zwrotu poniemieckiego terytorium koncesyjnego w Shandongu wywołało masowe demonstracje, znane jako Ruch 4 Maja (w jego organizacji znaczną rolę odegrali intelektualiści skupieni wokół wyższych uczelni, zwł. Pekinu).
Kuomintang został restaurowany 10 października 1919 roku, gdy Sun utworzył nowe ugrupowanie legitymujące się tą nazwą. Sunowi udało się przekonać wojska prowincji Yunnan i Guangxi do przejścia na jego stronę i z ich pomocą w 1921 roku odzyskać Kanton. W 1923 r. Sun sam mianował się generalissimusem nowych władz.
Sun po bezskutecznych próbach uzyskania pomocy zarówno od mocarstw zachodnich, jak i od Japonii zwrócił się ku ZSRR. Radziecki dyplomata Adolf Joffe odwiedził go w Szanghaju w 1922 i w 1923 r. Podczas ostatniego z tych spotkań ustalono, że system komunistyczny nie jest odpowiedni dla Chin, ponadto ZSRR zrzekł się jakichkolwiek roszczeń w stosunku do Mongolii Zewnętrznej. Umowa między rządem Suna a ZSRR została spisana w Manifeście Sun-Joffe ze stycznia 1923. W kraju zaczęły się organizować kółka marksistowskie, z których w 1921 powstała Komunistyczna Partia Chin. W październiku 1923 r. Michaił Borodin, przedstawiciel Kominternu, przyjechał do Szanghaju i zdobył zaufanie Sun Jat-sena. Na początku 1924 r. Sunowi udało się zreorganizować i scalić Kuomintang w hierarchiczną strukturę, wzorowaną na partii bolszewickiej. Z mocy jego polecenia delegaci Kuomintangu wybrali do jego Komitetu Wykonawczego trzech przedstawicieli komunistów i zgodzili się na powołanie akademii wojskowej (na czele której stanął Czang Kaj-szek).
Komuniści nawiązali współpracę z Kuomintangiem w 1924 roku, przekształconym w partię narodowo-rewolucyjną. Współpraca pomiędzy Kuomintangiem a KPCh doprowadziła m.in. do utworzenia Armii Narodowo-Rewolucyjnej, podległej rządowi w Kantonie. Odegrała ona znaczną rolę w I rewolucyjnej wojnie domowej (1924-1927). W celu doprowadzenia do zwołania ogólnokrajowego Zgromadzenia Narodowego, Sun Jat-sen w imieniu rządu w Kantonie udał się na rokowania z rządem pekińskim, lecz śmierć (12 marca 1925) przerwała jego misję. Chiny ogarnęła fala strajków, przeciw którym rząd w Pekinie zastosował ostre represje, co z kolei wywołało wspólne wystąpienia robotników, studentów, a także kupców. Demonstracje te znane jako Ruch 30 maja, sprzyjały podjęciu akcji wojennej przeciwko generałom sprawującym władzę na północy Chin.

### Wojna między nacjonalistami a komunistami

Flaga Kuomintangu

Armia Narodowo-Rewolucyjna rozpoczęła 9 lipca 1926 działania znane jako „ekspedycja północna”. W marcu 1927 zajęła dolinę rzeki Jangcy od Hankou do Szanghaju. Dowodzący armią generał Czang Kaj-szek, następca Sun Jat-sena, 12 kwietnia 1927 zerwał współpracę z komunistami, dokonał masakr ich zwolenników i utworzył nowy rząd w Nankinie. 1 sierpnia 1927 w Nanchangu wybuchło powstanie kierowane przez KPCh pod wodzą m.in. Zhu De i Zhou Enlaia. Tego samego roku w prowincji Hunan i częściowo w prowincjach: Jiangxi i Guangdong, wybuchło pod przywództwem Mao Zedonga „powstanie jesiennych zbiorów”.
Oba powstania są uważane za początek II rewolucyjnej wojny domowej (1927-1937). Powstanie w Nanchangu uznaje się za początek formowania Chińskiej Armii Ludowo-Wyzwoleńczej. W następstwie powstań w prowincjach środkowych i południowych Chin powstały liczne tereny pod wyłączną władzą KPCh. Stały się one bazami rewolucyjnymi. Największą z nich stała się w 1931 Chińska Republika Rad z Centralnym Robotniczo-Chłopskim Rządem Demokratycznym w prowincji Jiangxi. Wojska kuomintangowskie na rozkaz Czang Kaj-szeka próbowały zlikwidować bazy komunistów w czasie tzw. kampanii okrążających w latach 1930–1934. Cztery pierwsze zostały odparte, w czasie piątej przewaga wojsk Kuomintangu była tak znaczna, że komuniści zdecydowali się opuścić swe bazy. W czasie Wielkiego Marszu przedarli się do prowincji Shaanxi, gdzie utworzyli nową bazę w okolicy miasta Yan’an.
18 września 1931 japońska Armia Kwantuńska, pod dowództwem Shigeru Honjō, wysadziła w powietrze odcinek należącej do Japonii Kolei Południowomandżurskiej i oskarżyła o ten sabotaż Chiny. W ten sposób rozpoczęły się działania zbrojne w Mandżurii. 9 marca 1932 Japończycy proklamowali utworzenie marionetkowego Państwa Mandżurskiego (Mandżukuo) z Puyi jako cesarzem mandżurskim.
Po opanowaniu Mandżurii, Japończycy uderzyli na Chiny właściwe – 7 VII 1937 r., po incydencie na Moście Marco Polo opodal Pekinu, rozpoczęła się wojna chińsko-japońska (1937–1945).
Posiadanie wspólnego wroga doprowadziło do porozumienia komunistów z Kuomintangiem i utworzenia wspólnego frontu antyjapońskiego. W latach 1937–1938 Japończycy opanowali znaczne obszary Chin, w tym: Pekin, Tianjin, Szanghaj, Nankin, Kanton i Wuhan. Wojska chińskie kontrolowały obszar środkowych i zachodnich Chin (stolicę przeniesiono do Chongqingu nad rzeką Jangcy).
Rozpoczęcie przez Japończyków 7 grudnia 1941 wojny przeciw Stanom Zjednoczonym na Pacyfiku odciągnęło część sił japońskich z terenu Chin. Mimo to Japonia w 1944 w trakcie operacji Ichi-gō zajęła prowincje: Henan, Hunan i Guangxi. O klęsce Japonii przesądziło zrzucenie przez Amerykanów bomb atomowych na Hiroszimę i Nagasaki (6 i 9 sierpnia 1945) oraz wojna wypowiedziana 9 sierpnia przez ZSRR Japonii. Armia Czerwona zajęła Mandżurię.
Po kapitulacji Japonii 2 września 1945 doszło wskutek mediacji amerykańskiego generała George’a Marshalla do porozumienia KPCh z Kuomintangiem w sprawie utworzenia rządu koalicyjnego w październiku 1945. Czang Kaj-szek podjął jednak działania zbrojne przeciwko siłom komunistycznym, co zapoczątkowało III rewolucyjną wojnę domową (1946-1949). Początkowo wojska Kuomintangu odnosiły sukcesy, ale w lipcu 1947 komuniści przeszli do zwycięskiej ofensywy. W zajętym Pekinie Mao Zedong proklamował 1 października 1949 utworzenie Chińskiej Republiki Ludowej. Do końca 1949 Chiny zostały opanowane przez siły komunistyczne. Czang Kaj-szek i rząd kuomintangowski znaleźli schronienie na wyspie Formoza, kontynuując Republikę Chińską.

## Chińska Republika Ludowa
Pokonanie Kuomintangu spowodowało, że Komunistyczna Partia Chin zaczęła tworzyć tymczasowe władze państwa. Najwyższym organem władzy państwowej o kompetencjach ustawodawczych została Centralna Ludowa Rada Rządowa z przewodniczącym Mao Zedongiem. Powołana przez nią Rada Administracji z przewodniczącym Zhou Enlaiem pełniła funkcje rządu. Władzę w terenie sprawował Wojskowy Komitet Kontroli przekształcony w Wojskową Radę Administracyjną. W latach 1950–1952 przeprowadzono w Chinach reformę rolną. 300 mln chłopów przydzielono 47 mln ha ziemi (na obszarach kontrolowanych przez Chińską Armię Ludowo-Wyzwoleńczą reformę rolną przeprowadzano od 1946). W trakcie reformy prześladowano tzw. obszarników i kułaków (wielu z nich zginęło). W bankowości, przemyśle, transporcie, handlu dokonano nacjonalizacji własności japońskiej, niemieckiej, biurokracji kuomintangowskiej i (w czasie wojny koreańskiej) towarzystw zagranicznych. Nie znacjonalizowano własności burżuazji chińskiej. W 1950 Chiny zawarły z ZSRR 30-letni układ o przyjaźni, współpracy i wzajemnej pomocy. W latach 1950–1953 Chiny walczyły w wojnie koreańskiej po stronie Korei Północnej. W 1950 wojska chińskie wkroczyły do Tybetu. W 1951 Mao Zedong ruszył z dwiema kolejnymi kampaniami mającymi oczyścić obszary miejskie z korupcji. O ile pierwsza kampania skupiła się na rządzie i urzędnikach partyjnych, kolejna została skierowana przeciwko elementom kapitalistycznym. Pomiędzy 1953 i 1954 KC KPCh opracował założenia polityki tzw. okresu przejściowego od kapitalizmu do socjalizmu. Okres uprzemysłowienia kraju rozciągnięto na 15–18 lat. Dokonano także kolektywizacji rolnictwa, znacjonalizowany został przemysł i handel.
W październiku 1950 r. Mao podjął decyzję o wysłaniu Ludowej Armii Ochotniczej do Korei, gdzie stoczyła ona walki z siłami ONZ.
Także na przełomie 1953 i 1954 odbyły się powszechne wybory do Ogólnochińskiego Zgromadzenia Przedstawicieli Ludowych (OZPL). W 1954 OZPL dokonało uchwalenia konstytucji i wyboru najwyższych organów władzy państwowej. Na stanowisko przewodniczącego ChRL został wybrany Mao Zedong, stanowisko premiera przypadło ponownie Zhou Enlai. Władzę w terenie sprawowały lokalne zgromadzenia przedstawicieli ludowych. W 1955 Mao Zedong dokonał radykalnego skrócenia okresu przejściowego. W latach 1955–1956 przeprowadzona została kolektywizacja rolnictwa oraz nacjonalizacja pozostałych gałęzi gospodarki. W 1958 Mao Zedong rozpoczął politykę przyspieszonych przemian, która jest znana jako „wielki skok”. Realizacja polityki wielkiego skoku, przyniosła pogorszenie sytuacji gospodarczej kraju oraz klęskę głodu.
W 1959 wojsko stłumiło powstanie w Tybecie, zmuszając do ucieczki za granicę duchowego przywódcę Tybetańczyków Dalajlamę XIV. Bardzo trudna sytuacja w kraju spowodowała dokonanie zmian przez Komitet Centralny Komunistycznej Partii Chin. W 1961 plenum KC przyjęło politykę tzw. regulacji, w której uwzględnione zostały mechanizmy ekonomiczne. Miała ona doprowadzić do przezwyciężenia kryzysu. Polityka regulacji spowodowała podział wewnątrz kierownictwie KPCh. Przywódcą zwolenników regulacji był Liu Shaoqi, który od 1959 przewodniczącego ChRL, oraz Deng Xiaoping, sekretarz generalny KC i wicepremier, przeciwnicy regulacji skupili się wokół Mao Zedonga.

### Konflikt tajwańsko-chiński
Od początku istnienia na Tajwanie rządu Kuomintangu dochodziło do starć pomiędzy siłami chińskimi. Pod kontrolą nacjonalistów pozostały, oprócz Tajwanu, archipelagi Zhoushan, Dachen, Peskadory, Kinmen i Mazu. W maju 1950 roku wojska Kuomintangu wycofały się ze Zhoushan Qundao celem wzmocnienia obrony Tajwanu. Chiny Ludowe działały stanowczo ze względu na fakt, iż większość Chińczyków była negatywnie nastawiona do Kuomintangu, a Amerykanie, będący dotychczasowym sojusznikiem Kuomintangu, byli niechętni osobie Czang Kaj-szeka, sprzyjając ugodowemu prezydentowi Li Zongrenowi (odsuniętemu od władzy przez Czanga po ewakuacji na Tajwan). Prezydent USA Harry Truman ogłosił, że Stany Zjednoczone nie będą mieszać się w spór wokół Cieśniny Tajwańskiej i nie będą interweniować w przypadku inwazji komunistów na Tajwan. Sytuację zmienił wybuch wojny koreańskiej – Truman wysłał wówczas flotę z zadaniem neutralizacji Cieśniny Tajwańskiej. Zapobiegło to ewentualnej komunistycznej inwazji, a jednocześnie uniemożliwiało głoszony przez Czanga „powrót na kontynent”. Rząd ChRL oskarżył oficjalnie USA o okupację chińskiego terytorium. Wokół Cieśniny narastał coraz ostrzejszy kryzys. 2 grudnia 1954 roku USA i rząd w Tajpej zawarły traktat sojuszniczy, w którym Stany Zjednoczone zobowiązały się do obrony Tajwanu i Peskadorów, nie uwzględniając jednak kontrolowanych przez KMT wysepek u wybrzeży Chin. Mao wykorzystał lukę w tajwańsko-amerykańskim sojuszu i 18 stycznia następnego roku jego oddziały dokonały inwazji na wysepkę Yijiangshan u wybrzeży Zhejiangu. Oddziały wierne ChRL rozbiły tajwański garnizon. Kongres Stanów Zjednoczonych upoważnił prezydenta Eisenhowera do użycia sił zbrojnych w celu zabezpieczenia suwerenności Tajwanu, do czego jednak nie doszło a Tajwańczycy z pomocą USA ewakuowali cały archipelag Dachen, który w ten sposób przeszedł bez walki pod kontrolę komunistów. Chińska interwencja zakończona sukcesem wzmogła wojowniczą retorykę Mao, który określił wówczas USA mianem papierowego tygrysa, na którego należy patrzeć z góry.

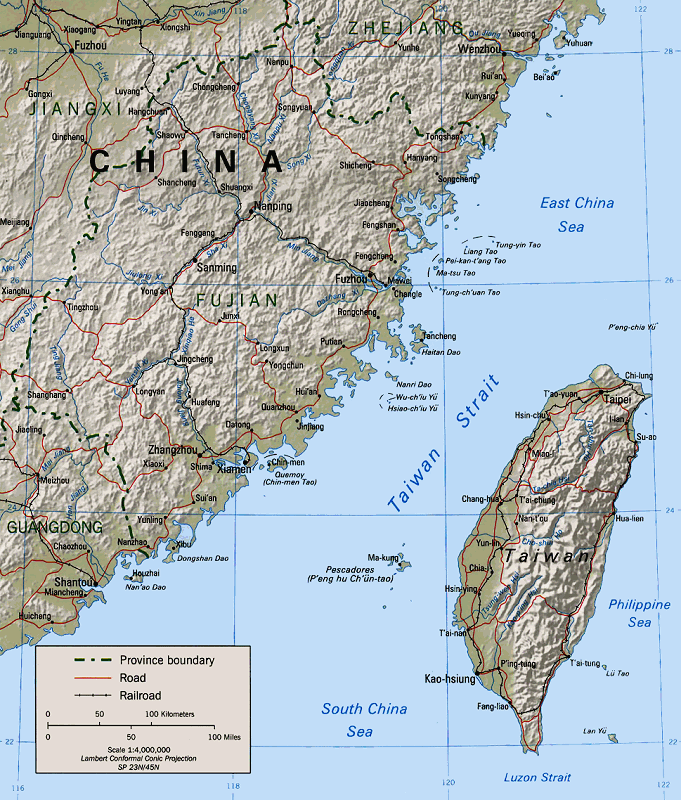
Cieśnina Tajwańska

Konflikt odżył w sierpniu 1958 roku, gdy nadbrzeżne baterie ChRL niespodziewanie otworzyły intensywny ogień na wyspy Kinmen i Mazu. W odpowiedzi rząd Stanów Zjednoczonych natychmiast skierował do Cieśniny Tajwańskiej ciężką flotę; USA znalazły się na granicy konfliktu zbrojnego z Chinami. Do konfrontacji obu stron jednak nie doszło, a Chińczycy ograniczyli ostrzał do dni parzystych i udzielili rządowi amerykańskiemu łącznie ponad 400 „poważnych ostrzeżeń”. Niespodziewanie największy sojusznik Chin, ZSRR, zadeklarował, że solidarność z ChRL dotyczy jedynie obrony jej terytorium, ale nie inwazji na Tajwan, co później stało się jedną z przyczyn rozłamu chińsko-radzieckiego. Konfrontacja zbrojna ograniczyła się do walk myśliwców chińskich MiG-15 z tajwańskimi F-86. Dążący do zachowania status quo Amerykanie ogłosili w stosunku do Tajpej podobną deklarację jak Moskwa wobec Pekinu, zobowiązując się bronić niezależności rządu na Tajwanie, lecz nie pozwalając na inwazję kontynentu. W obliczu patowej sytuacji armia chińska 5 października zaprzestała ostrzału pozycji tajwańskich kończąc tym samym trwającą od początku lat 50. groźbę chińskiej interwencji na wyspie.

### Rozłam radziecko-chiński
Przełom 1959 i 1960 spowodował zmianę chińskiej polityki zagranicznej. Zawieszeniu uległa współpraca pomiędzy Chinami a ZSRR i państwami bloku sowieckiego. Powodem zawieszenia współpracy była rywalizacja pomiędzy Komunistyczną Partią Chin i Komunistyczną Partią Związku Radzieckiego o prymat w światowym ruchu komunistycznym. Przyczyną rozłamu między ChRL a ZSRR był m.in. konflikt pomiędzy Mao Zedongiem a Nikitą Chruszczowem. Mao uważał nowego lidera ZSRR za tego, który zatracił rewolucyjne ideały. Z drugiej strony Chruszczow, w kontekście stosunku do wojny jądrowej, określił Mao jako „szaleńca na tronie”. Od 1958 oba mocarstwa nie szczędziły sobie krytyki. Sowieci oskarżali Chińczyków o nacjonalizm, a Chińczycy Rosjan – o rewizjonizm. Chiny skrytykowały m.in. wznowienie przez ZSRR stosunków dyplomatycznych z Jugosławią, rozwiązanie Kominformu i doktrynę pokojowego współistnienia. W atmosferze narastającego konfliktu ZSRR zerwał w 1959 porozumienie o dostawie do Chin technologii wojskowych i broni atomowej. Chińczycy natomiast odmówili zgody na budowę na swoim terytorium radzieckiej rozgłośni radiowej i odrzucili plany utworzenia wspólnej marynarki wojennej. Rozłam został ostatecznie przypieczętowany w lecie 1960. Wówczas rząd Chin usunął z kraju wszystkich radzieckich ekspertów. Na naradzie partii komunistycznych i robotniczych świata w Moskwie w 1960 delegacja KPCh potępiła politykę „pokojowego współistnienia”. Jeszcze w tym samym roku Chińczycy opublikowali zbiór Niech żyje leninizm, który rozkolportowany został też poza granicami Chin. Ukazanie się tej pracy uważane jest za początek chińskich prób zdobycia hegemonii w ruchu komunistycznym. Od 1960 Chińczycy rozpoczęli swoją ofensywę, próbując wykorzystywać do tego przeróżne okazje, a przede wszystkim agitując na rzecz maoizmu na forach takich organizacji, jak: Światowa Federacja Związków Zawodowych, Światowa Federacja Młodzieży Demokratycznej czy Światowa Federacja Kobiet. Do pierwszej konfrontacji maoistów z pozostałymi przedstawicielami ruchów komunistycznych doszło w listopadzie 1960 na naradzie 81 partii robotniczych i komunistycznych. Delegaci z Chin zakwestionowali tezy o możliwości pokojowej budowy socjalizmu i strategię innych partii.
W 1961 Zhou Enlai na XXII Zjeździe Komunistycznej Partii Związku Radzieckiego skrytykował KPZR i przeciwstawił hasła maoistowskie hasłom radzieckim. Podobną taktykę przyjęły delegacje chińskie na innych zjazdach partii komunistycznych. W 1962 w organie KPCh, Renmin Ribao, ukazał się artykuł, który przedstawił ruch robotniczy jako dzielący się na rewizjonistów (większość) i rewolucjonistów (mniejszość). Na naradzie partii komunistycznych z 1960 okazało się, że większość ugrupowań odrzuca maoizm. 14 czerwca 1963 Chińczycy wysłali do Komitetu Centralnego KPZR 25-punktowy list, w którym domagali się zaakceptowania przez partię radziecką postulatów maoistycznych. KC KPZR podjął się prób dyskusji z Chińczykami, lecz zostały one przez stronę chińską odrzucone. Po nieudanych rozmowach, KC KPZR rozesłał listy do organizacji partyjnych, w których poinformował o tym, że Chińczycy dążą do narzucenia ruchowi komunistycznemu swojego punktu widzenia, który został określony przez KC KPZR jako sekciarski i dogmatyczny. W 1963 prasa chińska oskarżyła ZSRR o restaurację kapitalizmu, a w 1964 ChRL wystąpiła z pretensjami terytorialnymi wobec ZSRR. Równocześnie głoszono, że centrum rewolucji światowej przesuwa się do Chin („Wiatr ze wschodu przeważa nad wiatrem z zachodu”).

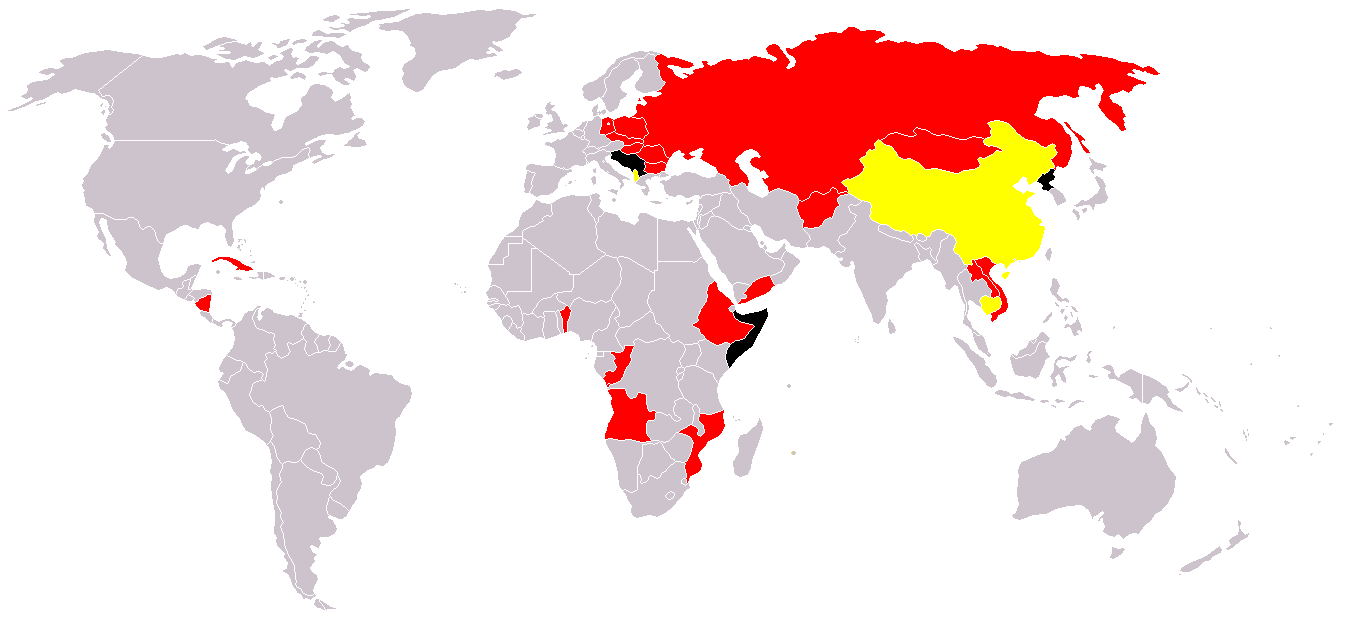
Komunistyczne państwa oznaczone na czerwono opowiedziały się za ZSRR, a oznaczone na żółto za ChRL. Korea Północna, Somalia i Jugosławia, oznaczone tu na czarno, nie opowiedziały się po żadnej ze stron

Konflikt nasilił się w połowie lat 60. XX w. Chiny uznały wówczas dotychczasową pomoc radziecką za zbyt małą, wysunęły także pretensje terytorialne wobec terenów zagarniętych przez carską Rosję w XIX wieku (Kraj Nadmorski, Władywostok). Doszło do starć na linii brzegowej, które miały też przesunąć się na pustynny teren Kazachstanu, gdzie 13 sierpnia w okolicach Żałanoszkol w obwodzie semipałatyńskim granicę przekroczyło 300 żołnierzy Chińskiej Armii Ludowo-Wyzwoleńczej. Po godzinnej bitwie Chińczycy wycofali się. Sowieci poinformowali o 2 zabitych i 11 rannych. W ZSRR rozważano możliwość prewencyjnego ataku rakietowego na chińskie instalacje jądrowe. Walki chińsko-radzieckie trwały do końca kwietnia 1969. Zginęło co najmniej 48 żołnierzy radzieckich i być może 1000 Chińczyków. Efektem ubocznym walk było zdobycie przez Chińczyków i poznanie nowego radzieckiego uzbrojenia, w szczególności czołgu T-62 uzbrojonego w działo gładkolufowe o dużej wówczas skuteczności.

### Konflikt z Indiami i sojusz z Pakistanem
W okresie międzywojennym lider indyjskiego ruchu niepodległościowego, Jawaharlal Nehru wiązał z Chinami duże nadzieje. W tych poglądach utwierdziła go wizyta w Chinach i sukces chińskiej rewolucji ludowej. Uważał, że władza KPCh pozytywnie wpłynie na relacje tego kraju z Indiami. Indie uznały oficjalnie ChRL 30 grudnia 1949 roku. Nehru poparł włączenie ChRL do ONZ i odmówił uznania Chin za agresora w konflikcie koreańskim. W 1954 roku Nehru podpisał z Chinami pięć zasad pokojowego współistnienia znanego w Indiach jako Pańcza Sila (od słowa Pańcza: pięć, Sila: cnoty). Był to zestaw zasad, które regulowały stosunki indyjsko-chińskie, ich pierwsza oficjalna kodyfikacja w postaci traktatu została zawarta w umowie między Chinami i Indiami w 1954 roku. Zostały one zawarte w preambule do umowy między Tybetańskim Regionem Chin a Indiami, podpisanej w Pekinie w dniu 29 kwietnia 1954 roku. W późniejszych latach doszło do chińsko-indyjskich sporów granicznych, ponadto Nehru udzielił azylu politycznego Dalajlamie. Równocześnie z konfliktem z ZSRR zaostrzył się spór z północny Kaszmir i tzw. NEFA (Północno-Wschodni Obszar Graniczny; z ang. North–Eastern Frontier Area, współcześnie część indyjskiej stanu Arunachal Pradesh, graniczącego z Bhutanem i Birmą). W wyniku wojny chińsko-indyjskiej w 1962 Chiny zajęły sporne terytorium Aksai Chin. Do normalizacji wzajemnych relacji doszło ponownie w okresie rządów Indiry Gandhi i trzyletnich rządów Partii Ludowej (1977-1980). Relacje między krajami ponownie ochłodziły się, gdy w 1975 roku Sikkim został włączony w skład Indii co zostało potępione przez Chiny.
Korzystnie na konflikcie z Indiami wpłynęły relacje Chin z Pakistanem, szczególnie w okresie rządów prezydenta Ayub Khana i Zulfikara Ali Bhutto jako ministra spraw zagranicznych. Bhutto popierał politykę jednych Chin – Pakistan uznawał ChRL, choć wiele państw w tym okresie za prawowity rząd chiński uznawało rząd Kuomintangu. Gdy w 1964, państwa bloku wschodniego i wielu sojuszników bloku na świecie zerwało stosunki z ChRL ze względu na różnice ideologiczne, Pakistan dalej utrzymywał z Chinami dobre kontakty. Popierał Pekin w Radzie Bezpieczeństwa ONZ i próbował budować mosty między Chinami a Stanami Zjednoczonymi. Bhutto złożył oficjalną wizytę w Pekinie i spotkał się z Mao. Bhutto pomógł Ayubowi wynegocjować z rządem chińskim umowy handlowe i wojskowe. W zamian Chińczycy zgodzili się pomóc Pakistanowi w realizacji projektów militarnych i przemysłowych. 2 marca 1963 Bhutto podpisał traktat graniczny z Chinami. Na jego podstawie Chiny zyskały 750 km² Kaszmiru, którego włączenia do swojego państwa domagały się Indie. Gdy w latach 70. Bhutto przejął władzę najpierw jako prezydent, a następnie jako premier, relacje Pakistanu z Chinami zostały poprawione jeszcze znaczniej.

### Rewolucja kulturalna
W 1966 zwolennicy Mao Zedonga proklamowali „rewolucję kulturalną”. Politykę regulacji, która miała na celu złagodzenie skutków "wielkiego skoku naprzód", potępiono jako „odbudowę kapitalizmu”. Realizatorzy polityki Liu Shaoqi i Deng Xiaoping zostali odsunięci od władzy. Rządy w Chinach przejęli ludzie skupieni wokół Mao Zedonga i mianowanego na jego następcę marszałka Lin Biao. W kraju władzę sprawowało wojsko. „Rewolucja kulturalna” obok dezorganizacji życia przyczyniła się do bardzo dużej liczby ofiar w ludziach. Śmierć Lin Biao w 1971 umożliwiła pierwszą próbę częściowej rezygnacji z celów „rewolucji kulturalnej”. Staranie te poparł Deng Xiaoping, od 1973 ponownie wicepremier. Ich usiłowania spotkały się z energicznym przeciwdziałaniem radykalnej frakcji w kierownictwie partii. Po śmierci Zhou Enlaia w styczniu 1976, premierem został Hua Guofeng. W kwietniu 1976 na placu Tian’anmen doszło do pierwszych w ChRL masowych wystąpień ludności z żądaniem porzucenia polityki budowania komunizmu i walki klasowej wysuwanych przez Mao Zedonga. Deng Xiaopinga kolejny raz odsunięto od władzy.

### Próby przejęcia kontroli nad światowym ruchem komunistycznym

Flaga Komunistycznej Partii Chin

Na skutek rozłamu z ZSRR na świecie powstał szereg organizacji politycznych wyrażających swoje poparcie dla ChRL. Sympatyzujące z Chinami ruchy maoistowskie i promaoistowskie zaczęły działać w Europie Zachodniej i innych rejonach od 1963 roku. Zasilili je głównie byli członkowie partii komunistycznych, ale też i osoby, które nigdy wcześniej nie miały styczności z ruchem komunistycznym. Organizacje maoistowskie powstały na bazie kół studiów maoistowskich, redakcji pism czy towarzystw przyjaźni z Chinami. KPCh podjęły kroki mające zjednoczyć ruchy maoistowskie, które nie odgrywały dużej roli politycznej. W 1968 roku odbyło się międzynarodowe seminarium, a w 1969 roku wstępna narada konsultacyjna. Problem ten powrócił w czasie rozmów między KPCh a delegacjami maoistowskimi z okazji 20. rocznicy utworzenia Chin Ludowych. W okresie od 1967 do 1969 tworzono partie polityczne o ideologii maoistycznej. Partie jednoczące wcześniejsze grupy maoistów często rozpadały się. Wraz z rozłamami w grupach maoistowskich, KPCh postanowiło utworzyć listę organizacji maoistowskich „zalegalizowanych”, czyli takich, które popierane były przez władzę Chińskiej Partii Komunistycznej. Niektóre z partii zostały usunięte z listy, m.in. w 1968 roku skreślona została partia belgijska na czele z Jacques’em Grippym. Niekiedy ruchy promaoistowskie nie miały dużej wiedzy o teorii maoistowskiej, jak miało to miejsce m.in. w czasie paryskich protestów studenckich w 1968 roku, gdy studenci nieśli portrety Mao tylko dlatego, że polityk ten uosabiał wzorzec rewolucjonisty. Inne grupy niemaoistowskie odwoływały się do rewolucji kulturalnej lub innych elementów idei maoizmu. W środowiskach robotników, głównie cudzoziemskich, gdzie maoizm zdobył pewne wpływy, kojarzono ten nurt jako ideologię działającą na rzecz równości społecznej i uosobienie walki biednych z bogatymi. W krajach ubogich maoizm działał jako ruch antymieszczańskiej rewolucji chłopskiej czy ideologii antykolonialnej. Maoizm niekiedy działał jako jedna z tendencji sinofilizmu czy zainteresowania Chinami. Grupy takie nie były jednolite ideologicznie, toczyły się wśród nich dyskusje nt. rewolucji kulturalnej. Atakowano samego Mao uważając, że liderem Chin powinien być Zhou Enlai czy Liu Shaoqi. Sytuacja ta doprowadziła do dalszych podziałów i powstania tzw. ortodoksyjnego maoizmu. Jednym z przedstawicieli nurtu ortodoksyjnego był J. Jurqueta, który przedstawił prochińskie poglądy na I Kongresie PCMLF w 1968 roku.
Przez wiele środowisk zachodnich maoizm uznawany był jako klasyczny wzorzec leninizmu. Prasa zachodnia atakowała ZSRR za odejście od wzorca komunistycznego, którym miało być ChRL i określała ZSRR jako kraj rewizjonistyczny czy też pisała o ustroju Chin jako ustroju demokratycznym. Maoiści zaatakowali leninowską strategię nowej partii działającej na zasadach centralizmu demokratycznego, krytykę centralizmu demokratycznego przyjęła m.in. włoska grupa Il Manifesto na czele z Rossano Rossandą. W 1967 roku KPCh oficjalnie poparła 79 organizacji maoistycznych, w 1971 roku grup takich było jedynie 25. Na przełomie lat 1970-72 z chińskich publikacji krajowych zniknęły dane dotyczące ugrupowań maoistycznych w Europie. Stopniowo KPCh ograniczyło tę politykę, ponownie udzielając poparcia maoistom europejskim. Tym razem złagodzono hasła ultrarewolucyjne. Część grup skrytykowała nową mniej rewolucyjną strategię KPCh. Po śmierci Mao nowe kierownictwo KPCh zrewidowało jego dotychczasową politykę i rozpoczęło stopniowe otwarcie na Zachód. Część rozłamowców opowiedziała się za maoizmem proalbańskim (hodżyzmem) krytykującym teorię trzech światów i zmiany zachodzące w ChRL.

### Sojusz z Albanią
Po destalinizacji w podobnej sytuacji co Chiny, znalazła się Albania rządzona przez Envera Hodżę. Hodża odwiedził Chiny i spotkał się z Mao. Po wizycie pomoc Chin dla Albanii wzrosła do 21,6% (w 1955 było to 4,2%). W trakcie realizacji trzeciego albańskiego planu pięcioletniego, Chiny udzieliły Albańczykom pożyczek w wysokości 125 mln dolarów na budowę dwudziestu pięciu fabryk chemicznych, hut i instalacji elektrycznych. W porównaniu do dawnych sojuszników Albanii – Jugosławii i ZSRR, Chiny miały najmniejszy wpływ ekonomiczny w Albanii. Chiny nigdy nie ingerowały w produkcję gospodarczą Albanii. Technicy chińscy otrzymywali takie same płace jak pracownicy albańscy. Wyglądało to więc inaczej, niż w przypadku techników sowieckich. Stosunki Albanii z ChRL zaczęły się pogarszać po 15 lipca 1971, gdy Chiny odwiedził prezydent Stanów Zjednoczonych, Richard Nixon. Hodża poczuł się zdradzony. 6 sierpnia wysłał pismo KC Albańskiej Partii Pracy do KC KPCh, w którym nazwał Nixona „szalonym antykomunistą”.

### Naprawa relacji z USA i uznanie międzynarodowe

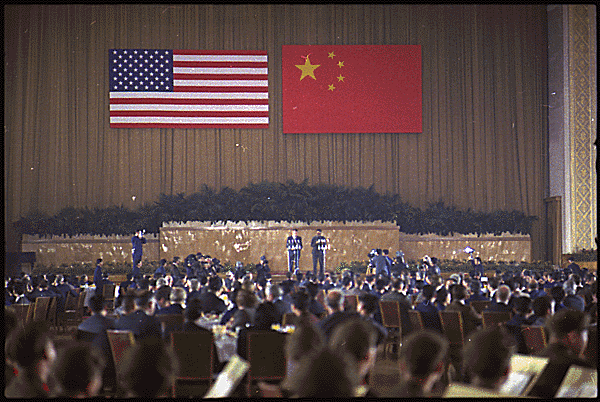
Nixon oraz Zhou Enlai na bankiecie

Szczyt rozłamu przypadł na marzec 1969 roku, kiedy doszło do granicznego zatargu na rzece Ussuri. W efekcie Mao dokonał zwrotu w chińskiej polityce zagranicznej i z pomocą tzw. pingpongowej dyplomacji nawiązał stosunki z USA, czego wyrazem była w 1972 roku wizyta Richarda Nixona w Chinach. Rozłam przyczynił się do przewartościowania doktryny politycznej ChRL. O ile wcześniej budowała ona swoją tożsamość w relacji do ZSRR, to po rozłamie i rewolucji kulturalnej zaczęła ją budować w odniesieniu do USA, które wcześniej uznawano za kraj imperialistyczny i głównego wroga Chin. W 1979 roku Chiny potępiły radziecką interwencję w Afganistanie, a rok później zbojkotowały igrzyska olimpijskie w Moskwie. Ta polityka umożliwiła ChRL wywalczenie miejsca w ONZ, co udało się ostatecznie w 1971 roku, gdy ChRL zastąpiła Republikę Chińską na Tajwanie.

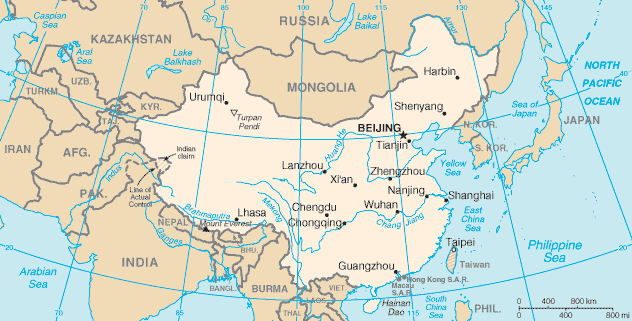
Mapa współczesnych Chin

### Śmierć Mao i era Deng Xiaopinga
Skutkiem śmierci Mao Zedonga we wrześniu 1976 było zaostrzenie walki w kierownictwie KPCh. Jego następcą na stanowisku przewodniczącego KC został Hua Guofeng. Poprzez swoisty zamach stanu zostali usunięci przywódcy reprezentujący frakcję radykalną, której przywódcą była wdowa po Mao Zedongu Jiang Qing. Należeli oni do tzw. bandy czworga.
Ponadto, na zjeździe KPCh w 1981 dokonano krytycznej oceny dorobku Mao Zedonga i potępiono wielki skok oraz rewolucję kulturalną. Przewodniczący pozostał w Chinach ważnym symbolem ideowym, zaś dla Chińczyków liczą się przede wszystkim jego zasługi: zjednoczenie kraju po paśmie wojen domowych i niedopuszczenie do uzależnienia Chin od Związku Radzieckiego.
W 1977 wicepremierem i wiceprzewodniczącym Komitetu Centralnego został ponownie Deng Xiaoping. W 1978 na plenum Komitetu Centralnego przewagę zdobyli zwolennicy odejścia od „rewolucji kulturalnej”. W latach 1980–1981 od władzy został odsunięty Hua Guofeng. Został zastąpiony przez Zhao Ziyang (premier do 1987) i Hu Yaobang (przewodniczący KC i następnie sekretarz generalny KC).
Zmiany, których początek przypada na 1978 rok, doprowadziły w dziedzinie polityki do potępienia „rewolucji kulturalnej” oraz rehabilitacji osób prześladowanych. Kraj ogłosił „otwarcie na świat” i zapoczątkowana została „socjalistyczna gospodarka rynkowa”. Skutkiem podjętych działań było przywrócenie gospodarki rodzinnej w rolnictwie oraz odbudowy sektora prywatnego. Powstały również pierwsze specjalne strefy ekonomiczne (1979). W 1984 pozwolono na inwestycje kapitału zagranicznego w 14 nadbrzeżnych miastach Chin.
Poza reformami wewnętrznymi rewizji uległa także polityka zagraniczna. Na przełomie lat 60. i 70. ChRL zaczęła stopniowo przełamywać izolację. Ożywiły się kontakty z USA, a w 1979 oba kraje nawiązały oficjalne stosunki dyplomatyczne. W latach 80. doszło do normalizacji stosunków pomiędzy Chinami i ZSRR.
Pomimo normalizacji relacji zagranicznych Chiny wdały się w konflikt z byłym sojusznikiem, Wietnamem. W efekcie sporu w 1979 roku wybuchła krótkotrwała graniczna wojna chińsko-wietnamska.
W 1987 funkcję sekretarza generalnego KC KPCh po Hu Yaobangu objął Zhao Ziyang. Inflacja w połączeniu z wyższymi kosztami utrzymania i zahamowaniem reform politycznych spowodowały niezadowolenie społeczne. W czerwcu 1989 doszło do masowych prostestów na placu Niebiańskiego Spokoju w Pekinie, które zostały stłumione przy pomocy wojska. W wyniku tych wydarzeń usunięto Zhao Ziyanga, a jego następcą został Jiang Zemin, który w 1994 został także przewodniczącym ChRL.
W lutym 1997 zmarł Deng Xiaoping. KPCh kontynuuje jego politykę reform gospodarczych przy zachowaniu pełni władzy politycznej. Nadal stosuje się represje wobec działaczy opozycyjnych, ruchów społecznych (ruch Falun Gong), Kościoła katolickiego, mniejszości narodowych (Tybetańczycy, Ujgurzy).

### Chiny na przełomie wieków
1 lipca 1997 pod jurysdykcję Chin wrócił Hongkong, a 20 grudnia 1999 Makau. 22 lipca 1999 rząd chiński zakazał działalności ruchu religijnego Falun Gong. 12 grudnia 2001 Chiny zostały przyjęte do Światowej Organizacji Handlu (WTO). Na przełomie 2002/2003 władzę przejęła nowa, młodsza ekipa. W 2002 sekretarzem generalnym KPCh został Hu Jintao, który w 2003 objął także stanowisko przewodniczącego ChRL. Sformułował on obowiązującą obecnie w Chinach doktrynę społeczno-ekonomiczną zwaną Koncepcją Naukowego Rozwoju. Także w 2003 roku premierem został Wen Jiabao. Od 2012 roku sekretarzem generalnym KPCh jest Xi Jinping, który 14 marca 2013 został zaprzysiężony na stanowisku przewodniczącego Chińskiej Republiki Ludowej. Dzień później stanowisko premiera objął Li Keqiang.